# コードギアスシリーズの登場人物
コードギアスシリーズの登場人物（コードギアスシリーズのとうじょうじんぶつ）では、テレビアニメ作品『コードギアス 反逆のルルーシュ』とその続編および関連作品に登場する架空の人物について記述する（扱う作品については下記参照）。数編に登場するキャラクターはアニメ版『コードギアス 反逆のルルーシュ』と異なる点を記述する。
PlayStation Portable・PlayStation 2版のゲームについてはコードギアス 反逆のルルーシュ LOST COLORSを参照。
漫画作品『コードギアス 反攻のスザク』『コードギアス ナイトメア・オブ・ナナリー』のオリジナルの登場人物はコードギアス (漫画)を参照。共通人物についてはこちらに記述する。

## 本項内での作品名の呼称
本項では、便宜上作品名を以下のような略称で呼ぶこととする。
- テレビアニメ版『コードギアス 反逆のルルーシュ』『コードギアス 反逆のルルーシュR2』 ⇒ 原作アニメ、R2
  - ドラマCD版『コードギアス 反逆のルルーシュ Sound Episode』 ⇒ ドラマCD
  - ドラマCD版『コードギアス 反逆のルルーシュR2 Sound Episode』 ⇒ R2ドラマCD
  - DVD特典『コードギアス 反逆のルルーシュ ピクチャードラマ』 ⇒ ピクチャードラマ
- 映画版『コードギアス 亡国のアキト』 ⇒ 亡国のアキト
- 映画版『コードギアス 復活のルルーシュ』 ⇒ 復活のルルーシュ
- 漫画版と小説版『コードギアス 双貌のオズ』『コードギアス 双貌のオズO2』 ⇒ 双貌のオズ、O2
- 漫画版と小説版『コードギアス 反逆のルルーシュ外伝 白の騎士 紅の夜叉』 ⇒ 白の騎士 紅の夜叉
- 小説版『コードギアス 反逆のルルーシュ外伝 黒のアルビオン』 ⇒ 黒のアルビオン

以下は、原作アニメ準拠ではない設定などを用いたパラレルワールド作品となる。
- 小説版『コードギアス 反逆のルルーシュ』 ⇒ 小説版
- 漫画版『コードギアス 反逆のルルーシュ』 ⇒ Asuka版（連載している雑誌が『月刊Asuka』であるため）
- 漫画版『コードギアス 反攻のスザク』 ⇒ 反攻のスザク
- 漫画版『コードギアス ナイトメア・オブ・ナナリー』 ⇒ ナイトメア・オブ・ナナリー
- ゲーム『コードギアス 反逆のルルーシュ ニンテンドーDS版』 ⇒ DS版

## 主要人物
ルルーシュ・ランペルージ
声 - 福山潤、大原さやか（幼少期）
『コードギアス 反逆のルルーシュ』シリーズ全体の主人公。本名はルルーシュ・ヴィ・ブリタニアであり、神聖ブリタニア帝国元第11皇子。皇暦2000年12月5日生まれ（17-18歳）。普通の学生として暮らしていたが、シンジュクゲットー襲撃の際にC.C.と出会い「ギアス」という異能の力を得たことを機に、仮面の男「ゼロ」を名乗り黒の騎士団を率いて祖国ブリタニアに反逆する。
ブラックリベリオンでスザクに自身がゼロであることを暴かれ、実父シャルルに引き渡されて記憶を改変されるも、『R2』1話にてC.C.と再会して記憶を取り戻し、ロロ以外のその場にいた者達が殺害されていく中、ゼロとして復活。終盤では、ブリタニア皇帝に即位して世界を敵に回すことになる。
枢木スザク（くるるぎ スザク）
声 - 櫻井孝宏、渡辺明乃（幼少期）
日本最後の総理大臣である枢木ゲンブの息子であり、ルルーシュの幼馴染。皇暦2000年7月10日生まれ（17-18歳）。過去に起こった出来事から、日本人でありながら名誉ブリタニア人としてブリタニア軍に所属し、かつての親友であったルルーシュと対立する（なお、ルルーシュをシャルルに差し出し、ナナリーについての記憶を書きかえられる原因を作った張本人である）。
【反攻のスザク】主人公。ナイトメアフレームが存在しない世界で、強化歩兵スーツ「ランスロット」を着用して戦う。
C.C.（シーツー）
声 - ゆかな
ブリタニア軍に捕獲されていた不老不死の少女。第1話にて、自分の願いを叶えることを条件にルルーシュに絶対遵守のギアスを授け、その後ブリタニアに反逆するルルーシュの「共犯者」として、ルルーシュと行動を共にする。第1話から『R2』終盤に至るまで、ルルーシュの味方であり続けた唯一の人物。
紅月カレン（こうづき カレン）
声 - 小清水亜美
黒の騎士団の少女エースパイロット。皇暦2001年3月29日生まれ（17-18歳）。日本人の母とブリタニア人の父を持つハーフ。一人称は「私」。血液型B型。赤色の髪に碧眼と一見するとブリタニア人のような容姿をしているが、生粋のブリタニア人と比べると肌の色素がやや濃い。
ブリタニアによる日本占領後は父の生家である貴族の名家・シュタットフェルト家に引き取られ、「カレン・シュタットフェルト」としてブリタニア国籍を持った。しかし、カレン自身はブリタニア人ではなく日本人であることを選択し、反帝国グループのリーダーだった兄のナオトが生死不明になった後、兄の遺志を継ぎ自らも「扇グループ」に加わり反帝国活動を始める。黒の騎士団では、ゼロの親衛隊である零番隊隊長に任命される。
最初はゼロに不信感を持っていたが、次第に彼に対し信頼と好意を抱くようになる。反帝国活動に身を投じていた当初は兄の遺志を継ぐという決意を抱いており、自身がシュタットフェルト家に引き取られた後、シュタットフェルト家の使用人として笑顔でへつらう態度を取る母親（声：天野由梨）を嫌悪していたが、母親がリフレイン中毒になりながらも使用人となった真意や長年耐えてきた重荷を知ってからは、エリア11を母親と安心して暮らせる国にするという目的を持つようにもなった。
身体能力およびKMF操縦技術は高く、ゼロに託された初の日本製KMF紅蓮（グレン）を専用機として黒の騎士団のエースとして最前線でその技量を発揮し、『R2』ではナイトオブラウンズ級の実力者とされている。最終局面では紅蓮聖天八極式の能力を引き出し、「ギアスの呪い」を併せ持つスザクと互角に渡りあった。
扇の薦めからアッシュフォード学園にも籍を置いており、後に生徒会に入会。本来は快活で直情的な性格だが、学園ではレジスタンス活動で欠席が多くなることをごまかすため、跳ね上がった癖っ毛の赤い髪をストレートに整髪して、病弱でおしとやかなお嬢様を装っていた。しかし、学園で面倒事に巻き込まれる度に、その設定にしたことを後悔している。
ブラックリベリオンにおいて、アッシュフォード学園徴用の際に生徒会メンバーにその素性を明かす。そして、戦線を離れたランスロットを追って辿り着いた神根島でゼロの正体がルルーシュであることを知り、そのショックからルルーシュを助けずに逃げ出してしまう。
その後は、ゼロとしてのルルーシュを見定めるため黒の騎士団として戦うことを決意。ブリタニアの追跡を逃れ、バベルタワー襲撃事件でルルーシュの救出に参加した。ルルーシュにとっても素性を知る相手で、動機が同じ母という共通点からも信頼されており、次第にルルーシュ自身に惹かれていく。
中華連邦にて星刻（シンクー）の駆る神虎（シェン・フー）との戦闘の最中、紅蓮可翔式のエナジー切れが元で連行され、大宦官経由でスザクに引き渡され、ブリタニアの捕虜としてエリア11にて拘束される。その後、ナナリーのとりなしで丁重に扱われるようになり、彼女との会話でルルーシュの兄としての一面を知る。第二次トウキョウ決戦の際に咲世子によって解放され、戦線に復帰した。
団員たちによりゼロが追放される際、ルルーシュに「君は生きろ」と言葉を掛けられ迷いが生じるも、皇帝となったルルーシュに真意を問い、キスを交わした後、彼と敵対する決意を固める。
ルルーシュの世界掌握後は反逆者として処刑される身となるが、ゼロ（スザク）がルルーシュを討ったことでその真意を知ることになる。ゼロレクイエム後は、母と共に暮らしながらルルーシュとの約束通り、アッシュフォード学園に復学する。部屋には黒の騎士団やアッシュフォード学園での思い出の写真が飾られており、ルルーシュが写った写真もあった。
『復活のルルーシュ』では20歳。アッシュフォード学園を卒業し大学に通い、黒の騎士団には予備役として所属している。シュナイゼルの命でジルクスタン訪問中に消息不明となったナナリーとゼロ（スザク）を捜索するため、ロイドや咲世子らと潜入。任務中にルルーシュを復活させるために、ジルクスタンに来ていたC.C.と遭遇。抜け殻状態のルルーシュを見て悲しみとC.C.への怒りを見せるが、同時にルルーシュへの気持ちもまだ消えずに何度か抱きついている。
ルルーシュの復活が成った後はナナリー救出のために紅蓮特式に乗り、スザクと初の共同戦線を戦う。作戦終了後はルルーシュとは別れの挨拶をしておらず、代わりにC.C.に別れの挨拶をした。
『奪還のロゼ』では最終幕に登場。紅蓮特式を駆り、東京に現れたロキの大群と交戦する。
【小説版】R2では、C.C.からルルーシュの素性とその行動の理由を知らされ、ナナリーと同じ「妹」としての立場から複雑な思いを抱くことになる。
【小説版「朱の軌跡」】「ザ・スニーカー」で連載されている『朱の軌跡』では主人公。アニメ本編の直前から物語が開始され、日本人とブリタニア人のハーフでありながらブリタニアを憎む姿が詳細に描かれている。
【Asuka版】当初、扇グループに所属しておらず、アッシュフォード学園の過激派のリーダーとして登場。クロヴィスの石像を破壊するなどの行動を起こしていたが、学園自治軍に追い詰めたところをゼロに救われ、それ以後は彼と共に行動を共にする。ゼロがレジスタンスを集めた際、兄の親友である扇と再会する。ナイトメアフレームが存在しないため、携帯できる小型の輻射波動の使い手として書かれている。
【反攻のスザク】主にゼロの副官的に立ち回る。美術館襲撃の際にスザクに正体を知られ、最終的に自分がゼロとして活動する。
【ナイトメア・オブ・ナナリー】生徒会の旅行に参加し、ホテルジャック事件に巻き込まれる。そこでブリタニアと大差ない日本解放戦線のやり方に、憤りを感じる。
【亡国のアキト】ゼロと出会う前は自分もカミカゼを行うと考えていたこと、彼女の父がユーロ・ブリタニアの貴族であることが判明した。
【双貌のオズ】卜部と共に紅蓮弐式の甲壱型腕を受け取るためにインド軍区に潜伏していた時期があり、そこでオルフェウスと出会い、共にブリタニアの追っ手を撃退した。なお、出会った際にオルフェウスはカレンを誰かと重ねて見ていた。
ナナリー・ランペルージ
声 - 名塚佳織
ルルーシュの同母妹であり、本名はナナリー・ヴィ・ブリタニア。皇暦2003年10月25日生まれ（14-15歳）。一人称は「私」。栗色のウェーブがかった髪に、藤色の瞳。幼少期に母・マリアンヌの暗殺事件に巻き込まれ、その際に足に銃弾を受け歩行能力を失い、さらに目の前で母を殺された精神的ショックから、目が見えない。しかし真実は、伯父・V.V.に犯行を偽装するために目撃者として仕立て上げられた上に、父・シャルルのギアスで記憶を書き換えられ視力を封じられていた。聴覚と皮膚感覚は常人より発達しており、手に触れただけで相手を判別したり真意も見抜くことができるほか、アーサーの足音を聞いただけで足が悪いことを見抜いたりした。
同母兄・ルルーシュと共に日本へ送られた件、そこでスザクと親しくなった縁から日本人をイレヴンと差別する感情は無い。また、折り鶴の折り方を会得しており、劇中では出会ったばかりのC.C.に教えた他、シャーリーにも教えている。
ゼロの正体がルルーシュであることは知らず、顔を合わせたことのあるC.C.が共にクラブハウスで暮らしていることにも気づいていない。中等部所属だが、生徒会の仮メンバーとして高等部の生徒会室によく顔を出していた。
ブラックリベリオンの際、V.V.の手で拉致され本国に皇女として帰還し、『R2』では自らの意思でエリア11総督に就任。ユーフェミアの遺志を継ぐべく行政特区日本を再建するも、黒の騎士団が亡命したことで失敗する。また、エリア11に総督として赴任する直前にルルーシュと会話をした一件以降、兄とスザクに対し疑念を抱くようになる。
第二次トウキョウ決戦でフレイヤの爆発に巻き込まれ死亡したと思われたが、かろうじて生き延び、カンボジアに逃れていた。異母兄・シュナイゼルからゼロがルルーシュであったことやギアスのことを知らされた上で、自分を騙し続けたルルーシュとスザクを軽蔑し、そのまま敵対する。ダモクレスに移ってからは、ルルーシュの罪を裁くためにフレイヤの発射装置＝ダモクレスの鍵を持つ。最終局面において、シャルルのギアスを打ち破って瞼を開きルルーシュと対面し、彼を止めて自身が世界中の敵意と悪意を引き受ける決心を秘めていた。そのためにダモクレスの鍵をルルーシュには渡すまいと抵抗するが、その意志を知ったルルーシュにギアスをかけられ、鍵を渡してしまう。
その後、公開処刑前のパレードで見せしめにされるが、ゼロに討たれ自らのもとに転げ落ちたルルーシュの手を取った時に、彼の悲壮な覚悟を悟る。涙を浮かべながらルルーシュへの想いを伝え、彼の死を看取った。ゼロレクイエム後、ゼロとシュナイゼルを引き連れブリタニア代表として日本の首相となった扇と対面し、握手を交わしている。
『復活のルルーシュ』では17歳。ブリタニアの第100代皇帝として、帝政の終わりと国号をブリタニア公国に改めた。各国の難民を支援する『世界人道支援機関（WHA）』の名誉顧問として活動、政治以外の道で復興に尽力して、ルルーシュの実妹というマイナスイメージを物ともしないほど、国際的に大きな信頼を得ている。
ハシュベスの難民キャンプ訪問時にジルクスタンに拘束されて、シャムナによってCの世界に接続する端末の役を担わされる。その後、Cの世界でルルーシュと再会し、生身でも再会を果たす。また一緒に暮らすことを願うが、既にナナリーが自立していると察したルルーシュは、彼女の邪魔になるまいと去って行った。これにより、2人は本当の意味でお互いに自立したと言える。
『奪還のロゼ』では第3幕に登場。ジルクスタンに滞在しており、空港にてゼロ（スザク）やボルボナと共にいる姿が見られる。
【ピクチャードラマ DVD8巻】マリアンヌ暗殺事件以前は、現在のおとなしい性格とは対照的にルルーシュも手を焼くほどのやんちゃな子供だった。
【イラストドラマ R2 DVD9巻】アッシュフォード学園の再建をゼロに付き添って訪れた。またジェレミアが生徒会メンバーに掛けられたシャルルのギアスを解いていたことが判明した。
【ドラマCD･長編「戻らない 夏の 日」】初対面時にルルーシュに対して暴行を働いたことで、スザクに良い感情を抱いていなかった。ゲンブとの政略結婚（ルルーシュの機転によってなくなる）の話を知り逃げてしまったことが、3人の関係に変化を与えるきっかけとなった。
【小説版】戦前、ルルーシュと共に留学生として枢木家の土蔵で暮らしていた。ルルーシュ以外の人間に心を許さず、兄に依存しており、兄が居ないと暴れるなど、心の傷は癒えていなかったが、スザクと接して仲良くなるうちに、少しずつ落ち着きを取り戻した。ゲンブの策謀によって殺されかける（「ザ・スニーカー」収録時には実際にゲンブに襲われ殺されかけるシーンがある）が、スザクによって命を救われる。
『R2』ではブリタニアに戻ってから総督就任までの彼女とその周辺についてが描かれ、消息不明だと言われていたルルーシュの身を案じている様子が書かれている。また、その中で過去の出来事から逃げないで、自分の理想のために綺麗なことだけでなく汚いこともやると決意している。総督に就任して行政特区日本の再建失敗に落胆するも、イレヴンの不利益にならない政策を進めようとしたり、また作中で起きた事件で首謀者に対し、あえて敵地に1人残り説得するという大胆な行動にも出ている（この際にはスザクたちの介入を防ぐためにアーニャにアヴァロンを撃ちおとすよう指示をしていた）。エリア11を「矯正エリア」から「途上エリア」に昇格させるという実績を残した。生徒会メンバーに会いに行くことは、シャルルの命により禁じられている。
【双貌のオズ】ブラックリベリオンの後もしばらくの間は本国でも帰還が伏せられていたようであり、少なくともタレイラン・チルドレンの決起時点ではシュナイゼルもそのことを知らなかった。O2では帰還が認知されるようになり、フレイヤから救ってくれたオルドリンとはカレンと同じ「妹」同士として交流を築くようになった。
【反攻のスザク】ルルーシュとスザクが共通して守る存在としての役割が大きく、最終的にナナリーの存在がルルーシュとスザクの和解とルルーシュの考えの変化に立役した。
【ナイトメア・オブ・ナナリー】の主人公。神聖ブリタニア帝国第12皇女。ミサイルにより壊滅したシンジュクにいるルルーシュを助けるために、1人でシンジュクに向かう。しかしその惨状に自らの無力さと激しい怒りを感じた時に、ナナリーの前に“魔道器”と呼ばれる「ネモ」が現れる。ネモと契約したナナリーは、「未来線を読むギアス」と、鋼の巨人のような異形のナイトメア・マークネモを与えられる。ネモの姿はナナリーにしか見えない。ナナリーのことを気遣ってくれる親友のアリスとは、戦場で互いの正体を知らぬまま敵対することになる。ホテルジャック事件やサイタマ事変にも参加、ネモと共に理不尽な暴力に立ち向かう。そして、イレギュラーズの猛攻により窮地に陥ったところをゼロに救われる。その後、精神世界においてゼロの正体が兄ルルーシュであることを知る。
ロロ・ランペルージ
声 - 水島大宙
『R2』より登場したルルーシュの偽りの「弟」。一人称は「僕」。皇暦2002年10月25日生まれ（15-16歳）。身長170.5cm。体重51kg。幼少期にV.V.によって拾われ他者の体感時間を停めるギアスを発現し、その能力によってギアス嚮団で暗殺を生業としていたが、ギアス発動中に心停止していまう副作用があった。ブラックリベリオン後にルルーシュの監視・抹殺とC.C.捕獲の任を受け（前任者であるクララ・ランフランクの死亡に伴う代役として）、嚮団から機密情報局に派遣されてきた。ルルーシュが記憶を取り戻したことを知るも、その出自から生じた精神的弱点を突いたルルーシュの策に嵌り、見せ掛けの絆によって籠絡される。ブリタニア軍から強奪したヴィンセントを愛機とし、KMF戦でもギアスを併用することで高い戦闘能力を誇る。
一見すると内向的でナイーブに見えるが、必要とあらば味方も殺す冷徹さを持っており、機情の同僚からは嫌われていた。任務を果たすことだけを根幹としてきたが、弟としてルルーシュに接する中でもらった「誕生日のプレゼント」のロケットに固執し、籠絡されてからは自分の未来を約束したルルーシュに思慕の情を抱き、尽くそうとする。ルルーシュに対する独占欲から、ルルーシュの大切な存在であるナナリーやシャーリーには強い嫉妬心を抱き、その結果シャーリーを殺害しナナリーも殺そうと目論んでいた。
第二次トウキョウ決戦後、ナナリーがフレイヤの爆発に巻き込まれ消息不明になったことで自棄になったルルーシュに、自身への憎悪の念を吐露され絶望する。しかしルルーシュへの思いは変わることなく、シュナイゼルの策によって黒の騎士団メンバーに粛清されかけたルルーシュを蜃気楼で救い出し、追手のKMF部隊から逃れるべくギアスを酷使した反動によって命を落とす。
ルルーシュにとっては、監視役としての設定からナナリーの居場所を奪い取り、シャーリーを殺害した憎悪の対象で、完全な捨て駒でしかなかった。任務にかこつけて殺されかけたこともあったが、最期には「弟」として認められ、その遺体はルルーシュの手で埋葬され、墓標にはロケットが捧げられた。
劇場版第二弾では「ネブロス」というコードネームを持ち、ユーロ・ブリタニアから帰還したスザクと再会して、ヴィレッタと共にスザクにルルーシュ監視報告を行う役も担っている。
【ナイトメア・オブ・ナナリー】この作品におけるブリタニア帝国の国教「エデンバイタル教団」の枢機卿ロロ・ヴィ・ブリタニアとして登場する。容姿はルルーシュに瓜二つな双子の弟だったが「双子の皇子は不吉」という言い伝えから、生まれてすぐにエデンバイタル教団に「出家」し、皇族としての地位も持たなかった。ルルーシュとナナリーが対日戦で“戦死”したことから、皇籍に復帰した。その経緯からルルーシュとナナリーに憎悪に近い感情を抱いており、ルルーシュ自身からも「呪われし愚弟」と呼ばれている。

## アッシュフォード学園

### 生徒会メンバー
シャーリー・フェネット
声 - 折笠富美子
皇暦2000年7月8日生まれ（17-18歳）。高等部2年生→高等部3年生で生徒会所属の少女。一人称は「私」。ルルーシュの級友で水泳部に掛け持ちで所属している。ルルーシュを「ルル」の愛称で呼んで慕っている。また、その関係からナナリーのことを「ナナちゃん」と親しく呼んでいる。
心優しく不正を嫌う真っ直ぐな少女で、ルルーシュのギャンブルも快く思っていない。明るく物怖じしない性格で、転校してきたばかりのスザクに対しても自ら進んで話しかけようとするなど行動力がある。しかし、その一方で料理をはじめとする家事全般はからっきしで、調理実習の際には材料をひっくり返してしまうというヘマをやらかしている。ただ裁縫は上手い。
最初はルルーシュを「努力している人をバカにしている」という印象から嫌っていたが、ある日交通事故現場で被害者に因縁をつけた加害者を、その場にいたルルーシュは事故に関心を示さず退屈そうな顔をしていながら、こっそりと加害者を懲らしめたのを目撃してから関心を持ち始め、いつしかルルーシュに想いを寄せるようになる。
ナリタで父親が死んだ後、ヴィレッタにルルーシュとゼロの関係を示唆され、潔白を証明するための尾行で彼がゼロであることを知る。ヴィレッタを銃撃し、精神的に不安定だったところをマオに追い詰められ、ルルーシュの殺害を図るも、彼への想いが彼女を思い留まらせた。ルルーシュのギアスによって彼に関する記憶を全て失った後、ルルーシュとは赤の他人として接し、周囲は「ケンカによる他人ごっこ」と信じて合わせていたが、記憶を消される前に書いていた手紙を見つけたことで、ルルーシュがゼロだと知る。ルルーシュは自分たちに危害を加えることはないと信じ、最後までゼロの正体を誰にも言うことはなかった。
ブラックリベリオン後はシャルルのギアスによる記憶改竄に伴い、ゼロの正体を知る以前の状態になる。咲世子扮するルルーシュの言動に戸惑うこともあったが、ミレイ卒業イベント「キューピットの日」で学園公認のカップルとして、ルルーシュとの関係を進展させた。その後、ジェレミアのギアスキャンセラーによりギアスで失った全ての記憶が戻り、一変した周囲に対し疑心暗鬼になるが、ルルーシュの真意を察しその行いを全て許した上で支えになることを決意する。ジェレミアが起こした混乱の中でルルーシュの後を追うが、その場に運悪く居合わせたロロに遭遇し、意図せずに彼のコンプレックスを逆撫でしてしまい銃撃される。駆けつけたルルーシュに「死ぬな」とギアスを掛けられるが時すでに遅く、永遠に変わらない彼への想いを言い遺し息を引き取った。「撃たれた銃弾が手にしていた銃から発射されたもの」という理由で、彼女の死は公式上自殺として処理された。しかし、シャーリーを知る生徒会のメンバーたちは彼女が自殺をするような人間ではないことを知っているため、死因に関しては懐疑的なままであった。なお、本作品において、ルルーシュを除き、テレビ版と劇場版で明暗が分かれる唯一の人物である。
【劇場版】テレビ版とは違い、ルルーシュとは交際中という設定。ルルーシュが不登校気味になったころからそれを追うようになる。マオのエピソードがカットされており、ルルーシュのギアスで記憶を失うことはないが、ルルーシュがゼロではないかという疑念を抱く。ブラックリベリオンの後に皇帝のギアスで記憶を書き換えられるが、ジェレミアのギアスキャンセラーで記憶が戻った後、ジェレミアに深入りしないよう忠告を受けて、ロロに殺されることもなくなる。
第二次トウキョウ決戦の後にルルーシュから無言の電話を受け、ゼロであることを確信して同時に何かをしようとしていると察しながらも味方であることを告げる。皇帝ルルーシュの超合集国参加表明後に独断で接触したC.C.からゼロレクイエムについて知らされ、ルルーシュの死に崩れ落ちる。ルルーシュの死後はカレンと共にアッシュフォード学園に通い続け、テレビ版ではカレンのモノローグだったシーンを分割して担当。エピローグでは、ジェレミアと連名でC.C.に手紙を送ると共に、ルルーシュの遺体を運び出していた。
『復活のルルーシュ』では20歳。ブリタニア公国へ帰国し、大学に通っている。ルルーシュが抜け殻であることをアーニャから聞くほか、ギアスやCの世界についてもある程度の知識を得ており、C.C.と連絡を取り合っていた。その後、復活したルルーシュから連絡を受け、彼が元に戻ったことを知る。
ゲーム『ロストストーリーズ』ではテレビ版のシナリオがベースとなっている関係上、「復活のルルーシュ」編では故人となっている。このため旧生徒会メンバーが墓参りに来ている。
【Asuka版】ジョセフがゼロの日本解放戦線を囮とした作戦で死亡し、マオと接触したことでルルーシュを尾行した結果、ゼロの正体がルルーシュだと知る。その際ジェレミアが姿を現し、ゼロを捕獲しようとしたため銃撃してしまう。
ミレイ・アッシュフォード
声 - 大原さやか
アッシュフォード学園理事長・ルーベンの孫娘で、生徒会会長を務めていた。皇暦1999年7月24日生まれ（18-19歳）。一人称は「私」。
ロクでもないイベントを考えては皆を振り回しているが、面倒見がよく人望も厚い姉御肌。コスプレ好きであり、生徒会メンバー全員のスリーサイズを知っている。やたらと人の秘密を知りたがるが、口外しない主義。ルルーシュとナナリーが皇族だったことを知っている数少ない人物である（『R2』では生徒会のメンバーと共にシャルルにギアスをかけられ、そのことを忘れている）。
没落した家を再興するための政略結婚に巻き込まれており、望まぬ将来を強制されていることから「モラトリアムができるうちは楽しむべき」という考えに至る。見合いは自ら破談に持ち込んでいたが、後に「変わり者同志」であることから親しみを覚えるようになったロイドと婚約することとなった。実は密かにルルーシュに想いを寄せているのだが、シャーリーと恋敵になるわけでもなく彼女を応援するスタンスを取っている。基本的に自らの想いを前面に出すことはないが、ときおりイベントなどで生徒会長特権や命令として自分とルルーシュを近づけようと画策する場面が見られ、ロイドとの婚約の際もルルーシュに話を持ちかけ気持ちを探ってみたりするなど、気持ちを完全に封印しているわけではない。
『R2』では単位が足りないことから留年し、生徒会長の座に残っていたが、必要な単位を満たしたことと中華連邦で再会したニーナから痛罵されたことにより、ケジメを付けることを決意。卒業イベントである「キューピットの日」開催を最後に学園を卒業すると共にルルーシュへの恋にもけじめをつけた。その後、関係が良好であったはずのロイドとの婚約を、ニーナが言うところの「アッシュフォード家の力で手に入れた」を真っ向から否定するかのように破棄し、アナウンサーに就職。お天気キャスターから報道・バラエティと幅広く活動する。ニーナがフレイヤの件で世界から狙われるようになってからは彼女を学園に保護し、変わらぬ友情を見せた。ゼロレクイエム後は祖国に帰らず、ブリタニア系日本人として活動し続けた。
『復活のルルーシュ』では21歳。引き続きアナウンサーとして活動。ジルクスタンでシェスタールに取材を行うが、その後は取材許可も下りずに戻ることとなる。ネットではジルクスタン国内で外国人が幽閉されると共に空港の封鎖も示唆されており、運良く難を逃れることとなった。
【ピクチャードラマ DVD2巻】彼女の祖父も浪費癖があり、理由もなく連日連夜騒いでいたことを明かす。
【ピクチャードラマ DVD6巻】アッシュフォード家は「地元の名士」であるため、クロヴィスランドで行われる式典に出席した。また、咲世子の日記では見合いを破談に持ち込むため、クロヴィスランドで繰り広げるハチャメチャっぷりを暴露されて「ほほえましい」と称されている。
【ピクチャードラマ R2 DVD9巻】アッシュフォード学園の再建した時に訪れた。祖父がアッシュフォード学園を変えたくないらしく、変わらないように修復したと述べている。ゼロの正体を知っているような素振りをしていることから、ゼロレクイエムの真相に気づいている可能性がある。
【ピクチャードラマR2 Blu-ray Box】卒業祝いにおいて、ロイドとの結婚について「ナイトオブラウンズ」のスザク、ジノ、アーニャの3人が話を通したので家の立場が落ち着いたためにロイドとの結婚の必要が無くなったという裏事情が判明した。
【ドラマCD･「ミレイ との 際会」】中等部時代にアッシュフォード学園にやってきたルルーシュと出会う。当時は懐の広さを自負していたものの不遜な態度のルルーシュにいらついていた。アッシュフォード学園の環境がルルーシュ兄妹に適さないことを知り、便宜を図ることを約束する。
【ナイトメア・オブ・ナナリー】アッシュフォード家の力で、シンジュクにて行方不明になったルルーシュを秘密裏に探すも、見つからず、ナナリーに説明する際には涙を流していた。日本解放戦線にナナリーが連れて行かれようとしたときには、ナナリーを庇う。
リヴァル・カルデモンド
声 - 杉山紀彰
皇暦2000年7月20日生まれ（17-18歳）。高等部2年生→高等部3年生で生徒会所属の少年、楽天家でルルーシュの悪友。カリフォルニア出身。一人称は「俺」。本作品における「笑われ役」を務める、アッシュフォード学園サイドにおける「コミックリリーフ」である。
学校に内緒で非合法チェスを斡旋するバーでウェイターとしてアルバイトをしており、バーの店長や客から賭けチェスの依頼を受け、ルルーシュに持ちかけている。遊びや賭けチェスのために愛用のサイドカーでルルーシュを連れ回し、彼のプロモーターとして行動することもあった（『R2』では自身がルルーシュをヴィレッタから逃がすべく彼の影武者を務めた関係で、ロロがサイドカーを借用する形で運転したことがある。なお、この直後にバベルタワーでの戦闘が起こってサイドカーは駐車場に放置されたが、最終的には警察を介してリヴァルの手に戻った）。
ミレイに片想い中であり、彼女のお見合いについては人一倍敏感。たびたび露骨にモーションをかけているもののミレイからは全く相手にされていない。
ルルーシュが第99代ブリタニア皇帝として世界を力で支配し始めた際には彼の真意を理解できず苦悩し、ナナリーを含む反乱分子たちの処刑の日にルルーシュが「ゼロ」に討たれるのを目の当たりにすることとなった。
『復活のルルーシュ』では20歳。ミレイに付き添ってジルクスタンの取材に協力していたが、相変わらず相手にされずにむしろこき使われている。扇とヴィレッタの披露宴では、ヴィレッタに扇との結婚を『玉の輿に乗った』と聞くが、デリカシーがないためシャーリーに叱られていた。
【イラストドラマ R2 DVD9巻】祖国に帰らず、ブリタニア系日本人としてアッシュフォード学園に残る。生徒会会長に就任しているが、カレン曰く「消去法的に選ばれただけ」とのこと。ミレイ同様にゼロレクイエムの真実に気付いているようで、ジノからのゼロ追求を跳ね除けている。
【ドラマCD「黒 の キング」】「カルデモンド」は母方の姓で、父と折り合いが悪いのでそちらを名乗っていることをルルーシュが語っている。賭場でバイトしていた当時、賭けチェスで貴族に追い詰められたところを、対局に割り込んできたルルーシュに救われた。この出来事や出会いをきっかけにルルーシュに興味を持ち、今までの貯金をはたいてルルーシュのためにサイドカーを買おうと決心する。
ニーナ・アインシュタイン
声 - 千葉紗子
皇暦2000年8月27日生まれ（17-18歳）。高等部2年生で生徒会所属の少女。ミレイとは幼馴染。一人称は「私」。自分の容姿が普通であることへのコンプレックスゆえからか、おとなしめの性格で人付き合いが苦手。また、一つのことにのめり込むと周りが見えなくなってしまう欠点もある。イレヴンを見下しているわけではないが、怖れている描写がある。
科学に造詣が深く、ウランの核分裂とウラン濃縮の可能性についての研究はロイドも評価しており、後に彼よりウラン鉱の提供を受けている。この関係から、ロイドのことを「自分の才能を認めてくれた恩師」と感じており、それが後述するミレイとの関係に亀裂が生じる要因となった。
ミレイたちと共にホテルジャック事件に巻き込まれた際、テロリストをイレヴンと呼んでしまったことで怒りを買うが、ユーフェミアに助けられる。それ以来ユーフェミアに恩義と思慕を抱くようになり第1期STAGE 12でユーフェミアの写真が連載された本を見てユーフェミアを思いながらアッシュフォード学園の生徒会室の机角で下半身を擦り自慰を行う意外な一面を見せる。直後にその声を聞いて生徒会室に来たナナリーが『ニーナが疲れている』と誤解されニーナは『何でも無い。何でも無いの。』とごまかした。ユーフェミアと言葉を交わす機会を得て、ユーフェミアにスザクの心中を悟らせるきっかけを作った。
ユーフェミアの死後はゼロへの復讐を誓い、ブラックリベリオン中にガニメデをサクラダイトと一体化させることで新型爆弾を完成させるが、作動せず失敗に終わった。
『R2』ではシュナイゼルに引き抜かれ、研究チーム・インヴォーグのチーフに任命。研究の末、戦争を変えるとされる大量破壊兵器フレイヤの開発にも成功した。以前よりは人付き合いの下手さは改善されたもののユーフェミアの仇であるゼロへの復讐心は健在であり、中華連邦でゼロの姿を見かけた際には周囲を顧みずに殺害しようとした。イレヴンへの恐れも憎しみに変わっており、再会したカレンがブリタニア人ではなく日本人であることを選んだ際には罵声を浴びせ、フレイヤの起動をスザクに委ねた際にもイレヴンへの憎悪を口にした。しかし、第二次トウキョウ決戦において放たれたフレイヤが起こした惨状を目の当たりにし、自分が取り返しの付かないことをしてしまったことに気付く。その後は各国からフレイヤの開発責任者として狙われる立場となり、ミレイの手でアッシュフォード学園に匿われるが、ルルーシュの命令を受けたロイドによって保護される。そしてゼロの正体を始めとする全てを聞かされた上で、ルルーシュに協力することを決意。フレイヤ対策の特殊兵器である「フレイヤ・エリミネーター」を完成させた。
ミレイには幼馴染としての友情の裏に強いコンプレックスを抱いており、中華連邦で天子の結婚の祝賀会にて再会した際、ユーフェミアと比較して、かつ彼女の性格とアッシュフォード家の生まれであることも併せて「ロイド先生との婚約も、何も努力せずにアッシュフォード家の力で手に入れた」と強烈な非難を浴びせる。このことはミレイに深いショックを与えながらも、彼女にケジメを付けさせる決意に繋がり、関係が良好であったはずの彼女とロイドの婚約を破棄させるに至った。家柄を捨ててアナウンサーとして活動するミレイの姿に驚きの表情を見せ、フレイヤ事件後に保護されてからはミレイの優しさに複雑な気持ちでいた。
シャーリーのことは「私と違って明るい子」ということから苦手だったようだが、彼女の死を知らされた際に涙を流したことから、シャーリーが友人であったことを痛感した。
【劇場版】ホテルジャックの事件がカットされたためにユーフェミアとは過去に出会い、その才能を認められていたことになっている。ユーフェミアの死後はアニメ版と同じくフレイヤを完成させるが、第二次トウキョウ決戦の時点でルルーシュがゼロであることを知り、その上でスザクにフレイヤを委ねようとした。ルルーシュの皇帝即位後には進んでゼロレクイエムに協力しており、自分の開発したフレイヤでシュナイゼルが変わってしまったから止めるために賛同したことになっている。
『復活のルルーシュ』では20歳。ロイドやセシルと共にナナリー救出に参加。素人ながらKMFムーサを動かして脱出に成功すると共に、エナジーフィラーを利用してクジャパットの部隊を感電死させて、危機を脱する。
『奪還のロゼ』では第2幕に登場。黒の騎士団の八戸基地に所属する坂井ミナトを護衛として、天空要塞ダモクレスとフレイヤを所有するネオ・ブリタニア帝国に占領されたホッカイドウブロックに潜水艦で来訪し、「ナナシの傭兵」のロゼやアッシュやレジスタンス組織の「七煌星団」と接触する。彼らにはネオ・ブリタニアが持つフレイヤは残り3発という情報、そしてフレイヤ対策として自身が改良した新型フレイヤ・エリミネーターを提供し、涙ながらに過去の所業を悔い、ダモクレス攻略作戦を成功させて、フレイヤを防いでくれることを願った。結果的に、ロゼ達の活躍で敵が使用したフレイヤは無事に防がれたため、願いは叶って、帰還した。
【ピクチャードラマ DVD2巻】祖父がアッシュフォード財団所属の科学者で、第三世代KMFであるガニメデの開発にも関わっていた。
【イラストドラマ R2 DVD9巻】再建されたアッシュフォード学園に訪れた時には過去から吹っ切ることができたせいか心身ともに成長し、穏やかになっていた。また、復学はしていない模様。
【新潔のアルマリア】ロイドやセシルと同じく防衛企画開発高等研究所に所属している。
アーサー
声 - 井上喜久子
スザクとユーフェミアが租界で出会った野良猫。黒猫だが目には目立つ黒縁がある。初登場時には足に怪我をしていた。後に学園に現れ、ルルーシュの部屋からゼロの仮面を被って逃走し学園を巻き込んだ騒動を引き起こした。騒動の後は、生徒会で飼われるようになる。
スザクの手足を噛むのが癖だが、ブラックリベリオンの際にスザクを助けるため玉城に立ち向かったりと嫌っているわけではない。ブラックリベオン後は、スザクに飼われていた。ルルーシュの皇帝即位後は居城におり、ダモクレス戦ではルルーシュの旗艦アヴァロンに搭乗している。
スザクの死が公式発表された際には、彼の墓標の前に立っていた。『復活のルルーシュ』のエンディングでは、もう一匹の猫と共にゼロ（スザク）に寄り添っている。
【ドラマCD「王 の 名前」】スザクとユーフェミアが出会ったときに、ユーフェミアにアーサーと名付けられていた。スザクが既に名前が決まっていることを言い出せずにいたため、生徒会メンバーによって様々な案が出されていたが、ナナリーが彼をアーサーと呼んだために決まった。

### その他の生徒
ミーヤ・I・ヒルミック
声 - 三宅ひとみ
『R2』より登場した、アッシュフォード学園の女子生徒で水泳部員。ミレイによる「キューピッドの日」において、考え事をしている最中で周囲への警戒が薄れていたルルーシュの隙を突いて彼の帽子を奪い取るのに成功するが、ルルーシュからギアスを使われて即座に返却した。
『白の騎士 紅の夜叉』では、レドがスザクと関わりのあるルルーシュを調べるべく、アッシュフォード学園に生徒に成りすまして潜入をするも、当日は元々特に何も特別な用事が無いはずがミレイによる気まぐれ（レドの正体に気付かずに状況を説明した男子生徒曰く「会長の発作」）によって「キューピッドの日」に様変わりしてしまうものの、その騒ぎの中で何とかルルーシュを見つけたレドが彼に気付かれることなく、彼がミーヤにギアスを使うのを目撃すると同時に携帯端末で撮影しており、その様子は後にレドの真の上司であるカノンに一通り報告された。

## 黒の騎士団

### 旧扇グループ
ゼロに最初に吸収され、黒の騎士団の母体となったレジスタンス組織。
扇要（おうぎ かなめ）
声 - 真殿光昭
「扇グループ」のリーダーで元教師の男性。皇暦1992年3月18日生まれ（26-27歳）。一人称は「俺」。親友だったカレンの兄・ナオトが生死不明になった後、意思を継ぎリーダーとして抵抗活動を行っていた。黒の騎士団結成後は副指令、超合集国建国後は事務総長となる。優柔不断な面があり本人もリーダーに向いていないと感じていたが、温厚な性格や人望があることから組織では重要な存在である。
当初はゼロに期待と信頼を寄せていたが、次第にゼロの行動や正体に疑問を持ち始めるようになり、ゼロの正体らしきことを口にした記憶喪失のヴィレッタを匿って以後同居し、千草と名づけ相思相愛となる。行政特区日本設立の際には、彼女の意思に従い騎士団に特区への参加を促すようにまでになり、ブラックリベリオンにて記憶を取り戻したヴィレッタに撃たれ重傷を負っても、ヴィレッタに対する思いは消えることはなかった。
ブラックリベリオンでの敗戦後ブリタニア軍に拘束されるが、藤堂らと共にゼロ率いる黒の騎士団に救出され、その後は主に斑鳩でゼロの補佐をしている。しかし、ヴィレッタの件をディートハルトに嗅ぎ付けられてからは、余計な真似はしないようにと釘を刺されたことによってゼロの補佐に専念できなくなる。
後にヴィレッタからゼロやギアスに関する真実を聞かされ、さらにはシュナイゼルからユーフェミアの日本人虐殺にゼロことルルーシュが関わっていたことやヴィレッタを含む多くの人間がギアスを使われた件を知らされるに至り、ついに怒りと不信から彼との決別を決心する。とはいえ、ゼロの功績やかつての信頼を無視した欠席裁判には心から納得してはおらず、「日本を返せ」という条件を提示してシュナイゼルをも驚かせた。
その後は、黒の騎士団を「ゼロのものではない組織」にしようと奔走するが、ルルーシュがブリタニアに対して怒りを向けていたことは最後まで理解していて、後に超合集国加盟会談でルルーシュの本心を聞こうとしていた。
ゼロレクイエムの後にヴィレッタと結婚し、日本の首相となり、ブリタニア代表となったナナリーと握手を交わす。
劇場版三部作では、ゼロ追放の際、テレビ版とは逆にゼロを信じようとしていた。
『復活のルルーシュ』では29歳。神楽耶に総理の座を譲って政治の世界を去り、ヴィレッタとの間に生まれた子供に親友のナオトの名前をつけている。その後、ジルクスタンでルルーシュと再会して今度こそゼロとして信じようと、妹の仇としてルルーシュを撃とうとするコーネリアを止めた。その後、シュナイゼルに乗せられたとはいえ裏切った負い目から自決しようとしたが、ルルーシュからは「終わったこと」と止められた。そして、コーネリアたちと共にナナリー救出作戦に参加する。
【Asuka版】中盤からゼロの集めたレジスタンスとして、玉城たちと一緒に登場。初期はナオトの意思を汲み、カレンをレジスタンスに入れなかった。こちらでは、最終的にアッシュフォード学院の教師となる。
【ナイトメア・オブ・ナナリー】生徒会の面々との旅行を迷うカレンに対し、学校での付き合いも大切と助言する。
玉城真一郎（たまき しんいちろう）
声 - 田中一成 / 檜山修之（新劇場版以後）
皇暦1994年3月3日生まれ（24-25歳）。扇グループのナンバー2のポジションで、黒の騎士団の創設時からのメンバーの男性。一人称は「俺」。激情家でお調子者、短絡的で過激な言動が目立つが、黒の騎士団にとってのムードメーカーであり、仲間思いな一面もある。本作品における「笑われ役」を務める、黒の騎士団サイドにおける「コミックリリーフ」である。
当初は度々ゼロに反目していたが、ゼロが独立国家の設立を宣言して以降、ゼロの思想に賛同するようになる。R2以降ではゼロのことも親友と呼び慕うようになっていた。黒の騎士団がゼロを切り捨てることにした際は、ゼロへの怒りよりも悲しみのほうが大きかった。
頭脳・身体能力ともに際立った点は無く、ゼロからの評価は最低レベル。『R2』第13話において、他のメンバーが軒並み175 - 270程度の総合能力値であるとゼロが評価している中、一人だけ40という低評価を受けている。C.C.曰く「使えない才能に満ち満ちている」とのこと。
劇中ではKMFで出撃する度に、セリフ後1カット数秒で撃墜されていることが多く、KMFの操縦技術は高くない。しかし、ブリタニア軍に逮捕され二度にわたって死刑になりかけたり、毎回のようにKMFが撃墜されていながら最後まで大きな怪我もなく戦死しなかったことから、「運の良さ」だけは一流であったと言える。
扇グループ時代では財務を担っていたが、メンバーとキャバクラなどに繰り出すなど勝手に予算を使い込んでいた。そのこともあり、黒の騎士団では重要な役割を与えられず、本流には関っていない。エリア11となる以前には「官僚」になる夢があったこともあり、ゼロに財務大臣などのポストを要求するが、C.Cには「宴会太政大臣」と茶化されている。超合衆国議決の際には、「内務掃拭賛助官」という役職が与えられているが、ショートドラマ「土の味 R18」によるとこれは掃除係のおばさんの手伝いをする仕事であった。ゼロレクイエムの後は、バーを経営している。
『復活のルルーシュ』では27歳。店名を『カフェ・ゼロ』として二号店の開店祝いを催しており、飲食業の商才はあった模様。なお、今でもルルーシュを親友と慕い、オーナーの服もゼロの衣装をアレンジした物となっている。ルルーシュ復活後に合流し、扇と共にルルーシュをかばう。ナナリー救出作戦に参加し、戦闘中にシャムナの予言によって追い込まれた際に、敵のKMFを奪って敵のチャンネルでゼロに連絡するという大失態を演じるが、それが逆転のきっかけとなる。意図せずにではあるが、初めてゼロに褒められることにもなった。
『ロストストーリーズ』イベント「繚乱ステージ！」ではカレン達アイドルグループ「紅兎団」の興行を成功させるなどプロデューサーとしての才覚も見せた。
【Asuka版】中盤からゼロに招集されたレジスタンスの1人として、扇らと一緒に登場。
【反攻のスザク】ゼロに反抗し無断でマリエル父娘を誘拐、父レナルドの死因に深く関わる。しかしその後、ゼロは最高と語るなどお調子者としての一面が強い。
【ナイトメア・オブ・ナナリー】扇グループの一員として登場している。神出鬼没のゼロに対し、不信感を見せる。
黒の騎士団幹部
扇グループの頃からの主要メンバー。当時から扇の下で反ブリタニア活動を行っていた。黒の騎士団が設立されてからは、それぞれ幹部となり、主に後方支援でサポートする。
南佳高（みなみ よしたか）
声 - 加瀬康之
ガッチリとした体格で眼鏡をかけた男性。第1特務隊隊長、超合集国建国後は斑鳩艦長となる。
ブラックリベリオンでは自分達を物扱いしたようなゼロの言動に憤慨し、彼に対する信頼が揺らぎ始める。ルルーシュが世界を支配した後、拘束を逃れてゼロレクイエムまでコーネリアたちと行動を共にしていた。
ピクチャードラマ「TURN12.59」では、ロリコンという黒の騎士団女性陣に評されており、本編でも総督ナナリーを見た時など少女キャラクターの前では顔を赤らめている、『復活のルルーシュ』では蒋麗華・神楽耶・マーガレットの傍に仕えているなど、それを思わせるシーンがある。
杉山賢人（すぎやま けんと）
声 - 杉山紀彰
暗緑色の髪をしている男性。三番隊所属、超合集国建国後は特務隊隊長。ピクチャードラマ「TURN12.59」では女性陣から「ナンパすぎる」と評されている。『復活のルルーシュ』の前日譚『黒のアルビオン』では、ゼロレクイエム後はテニスや音楽活動に勤しんでいる模様。
井上直美（いのうえ なおみ）
声 - 井上喜久子（テレビシリーズ・1話 - 11話） / 小清水亜美（テレビシリーズ・12話以降） / 小島幸子（新劇場版以降）
セミロングの女性。部隊指揮官として後方サポートを務める。ブラックリベリオンにおいて戦死した。
吉田透（よしだ とおる）
声 - 蓮池龍三
茶髪の男性で、黒の騎士団結成当時から上着を半袖にしている。ブラックリベリオンで雷光に搭乗するが、スザクの駆るランスロットに撃破され、戦死する。

### 元日本軍関係者
藤堂鏡志朗（とうどう きょうしろう）
声 - 高田裕司
皇暦1981年1月3日生まれ（37-38歳）。極東事変におけるブリタニア軍との戦いで、日本軍が唯一勝利した「厳島の奇跡」と呼ばれる戦いを指揮した旧日本軍の中佐の男性。それゆえに「奇跡の藤堂」の異名を持ち、エリア11内の反ブリタニア武装勢力にとって精神的支柱となる存在。一人称は「私」。高いKMF操縦技量と洞察力を併せ持つ優れた武人で、ブリタニアでも「将軍と騎士の器を持つ者」としてその名は知られ、高く評価されている。かつて枢木神社の麓の武道道場で、門下生だったスザクと面識がある。日本解放戦線の客分だった頃は、四聖剣と共に無頼改に搭乗していた。その後、救出された際に月下（指揮官機）に搭乗した。
本人は「厳島の奇跡」が只の戦術的勝利であることを理解しているが、周囲の過剰な期待とそれに触発された市民や正規軍のカミカゼに強い葛藤を抱えている。
日本占領後は日本解放戦線の客分だったが、ナリタ戦後にブリタニア軍に捕らえられてしまう。処刑の直前にゼロが救出に現われ、「奇跡を起こした責任」を説かれたことで協力を決意する。後に軍事総責任者、超合集国建国後は統合幕僚長へと任命される。
ブラックリベリオンの際は、全軍の先頭に立ち一時はブリタニア政庁の目前にまで迫るが、グラストンナイツの抵抗やゼロの突然の戦線離脱による指揮系統の混乱で悪化する戦況を立て直せずに敗北し、ブリタニア軍に拘束される。
救出された後は、再び黒の騎士団の幹部としてナナリー奪取作戦では通常型の月下に搭乗し、蓬莱島へ亡命した後は斬月を駆り、スザクと互角に戦うなど戦果をあげている。隠し事の多いゼロに不信はあったが、彼の才覚を評価し従っていた。しかし、朝比奈から送られた証言データと、シュナイゼルらとの会談によりゼロを見限る。フジ決戦では、フジサンの大量のサクラダイトの起爆による噴火で火山弾が斬月に当たって機体諸共重傷を負ってしまい、それでも負傷した機体でスザクのランスロット・アルビオンと交戦するが撃破されて、千葉に脱出ブロックを回収された後も重傷の身を押して暁に搭乗しようとするが倒れてしまい、大竜胆で手当てを受ける。公開処刑前のパレードでは、現われたゼロの正体がスザクであることに薄々勘付いていた。
『復活のルルーシュ』では40歳。引き続き黒の騎士団に所属しており、ジノたちと共にナナリー拉致事件の進展についてジルクスタンの外交官たちに問いただしている。
【ドラマCD「戻らない 夏 の 日」】できればブリタニアとの戦争は避けたいと思っている。軍隊の仕事を抜けて、スザクに合気道らしき武術を教えている。
【小説版】桐原の部下。7年前、藤堂道場を行っていた理由の1つは、桐原と敵対するゲンブに近づき監視するためだった。そのことが露見してゲンブに捕らえられるも逃げ出し、桐原と共にゲンブ殺害の現場を発見する。スザクに対して、言葉をかけることができなかった。教え子であるスザクの武道に対する才能を見抜き、評価していた。
【Asuka版】日本解放戦線に所属しておらず、キョウトで神楽耶に仕えている。
四聖剣（しせいけん）
旧日本軍の頃からの藤堂の部下で、藤堂と深く信頼し合う。ブリタニアに藤堂が捕まった際、黒の騎士団に救出を依頼し共闘。その後、黒の騎士団へ合流し、幹部となる。
千葉凪沙（ちば なぎさ）
声 - 千葉紗子
皇暦1988年9月1日生まれ（29-30歳）。男勝りな性格の女性。藤堂を深く尊敬しており、恋心を抱いている。一人称は「私」。料理が上手い。搭乗KMFは無頼改→月下→暁 直参仕様。四聖剣のメンバーの中で唯一、最後まで生き残った。
『復活のルルーシュ』では32歳。引き続き藤堂と共に黒の騎士団に所属して、ジルクスタンとの交渉の席でも藤堂の傍に帯同している。
朝比奈省悟（あさひな しょうご）
声 - 私市淳
28-29歳。右眼に傷跡があり、丸眼鏡をかけた若い男性。一人称は「僕」。旧日本軍人時代に藤堂に憧れ部下となり、「藤堂さんのいる場所が俺のいる場所」と豪語するほど深い忠誠心を持つ。千葉の藤堂に対する恋心や木下のギアス嚮団殲滅後による苦悩に気づき、気にかけている。
ゼロには不信感を抱いており、第二次トウキョウ決戦の際、木下の遺言を聞きその音声データを藤堂に送った後、総督府へと向かう。そして、木下も関わった虐殺劇に関与したロロを捕縛しようとするが、その結果フレイヤの爆発に巻き込まれ死亡する。
なお、最後に公式サイトのキャラクター紹介のページが更新された際から「しょうご」という名前の表記が、「省悟」から「昇吾」になっている。
仙波崚河（せんば りょうが）
声 - 島香裕 / 三宅健太（ゲーム『ロストストーリーズ』）
42-43歳。メンバーで一番年上。旧日本軍の、ベテラン軍人の中年の男性。ブラックリベリオンで拘束され、1年後ゼロによって救出されるも、太平洋奇襲作戦中にトリスタンの奇襲を受け戦死。
卜部 巧雪（うらべ こうせつ）
声 - 二又一成
35-36歳。青髪の若い男性。ブラックリベリオン時には1人激戦区から離れた場所に配備されていたため、日本本土に残った幹部の中で唯一ブリタニアから逃れた。
1年後、カレンやC.C.ら黒の騎士団の残党を率いてゼロ奪還のため、バベルタワーを襲撃。ゼロの正体が学生だということに驚くも、その才覚を認めた。脱出前に突如現れたヴィンセントからルルーシュたちを守るため、自らの身を挺してヴィンセントを道連れに自爆し、四聖剣のメンバーの中で最初の戦死者となった。その後、カレンはその死に様を自ら藤堂に伝えている。
【R2ドラマCD「カレン・C.C. 美しき 反逆 の 記録」】R2までの間、騎士団の残党を率いて作戦指揮をしていたが集めてくる情報は間違いだらけで、カレンから「卜部のおっさん」などとぞんざいに呼ばれていた。目玉焼きには、メープルシロップをかける。

### 日本人以外の加入者
ディートハルト・リート
声 - 中田譲治
皇暦1987年2月16日生まれ（31-32歳）。Hi-TVエリア11トウキョウ租界支局報道局スタッフで、元プロデューサーだった男性。状況判断力と推察力に優れた有能な人物であり、事件があれば自ら謎に迫ろうとする。一人称は「私」。枢木スザク強奪事件を機にゼロに魅せられ、黒の騎士団へ入団を志望し、ブリタニア軍の情報をリークすることでメンバーになる。後に情報全般・広報・諜報・渉外の総責任者に任命され幹部となり、超合集国建国後は媒体情報管理長に任命される。
「完成された素材」である祖国への忠誠心は薄く、ゼロを「カオスの権化」と賞賛・心酔しており、彼が引き起こす世界の変化を一番近いところで見ていたいと考えている。ブリタニア人ということでスパイではないかと疑われていたが、その能力からゼロからは逸材として重宝されている。また組織の利益に繋がることならゼロに黙って独断で動くこともあり、『R2』ではヴィレッタと扇の関係を知り、彼女を人質にして扇を牽制したこともある。
ブラックリベリオン以後は中華連邦に逃れ、ゼロの復活に伴い合流。第二次トウキョウ決戦後は、ゼロへの不信が高まる中フォローに走るが、情報という手札でシュナイゼルに完全に優位に立たされるやゼロを見限り、扇たちに銃口を向けられたゼロことルルーシュに向かって自らカメラを向け、「あなたが勝つところまで撮りたかったですが、番組はここで打ち切りです」と開き直りつつ決して名声に傷を付けない形で「ゼロの最後」を生み出そうとする。しかしロロの介入により失敗し、その後はシュナイゼルらと行動を共にする。
ダモクレスにおいて脱出艇をルルーシュに制圧され、当に完結したと見なしていたゼロことルルーシュの存在を拒絶したあげく殺害を試みたため、ギアスをかけられてゼロの配下にされたシュナイゼルのゼロの護衛行動で射たれる。死の間際、自分にもギアスの力を使って欲しいと懇願するも「お前にはギアスをかける価値もない」とルルーシュからの侮蔑で断られ、そのまま息絶えた。
ラクシャータ・チャウラー
声 - 倉田雅世
皇暦1989年11月17日生まれ（28-29歳）。一人称は「私」。中華連邦・インド軍区出身の女性技術者。27歳。額のチャクラの化粧が特徴で、キセルを好んで吸う。医療サイバネティック技術の権威として名を馳せていたが、輻射波動やその機構を搭載したオリジナルKMFに加え、ゲフィオンディスターバーの開発など、幅広い分野において非凡な才能を発揮する。キョウトの依頼でKMFを開発していたが、後に月下とともに黒の騎士団に参加、技術開発担当となり、超合集国建国後は科学長官に任命される。
騎士団への参加目的はデータ収集のみだったが、ゼロに対する興味はあり、団員に対しても見捨てることはできないと考えている（その反面、玉城だけは「おバカさん」と呼んで歯牙にもかけなかったようである）。団員の力量に合わせたKMFの操縦性の調整や、飛翔滑走翼の開発や生存率向上を主眼としたパイロットスーツの用意などもしている。
ブリタニア本国に留学していた時期があり、ロイドとセシルはそのころのゼミの同輩だが、ロイドを「プリン伯爵」と呼び嫌っている（なぜ嫌っているのかは、セシルが「些細なこと」とニーナからの話を打ち切っており、最後まで明かされなかった）。
『復活のルルーシュ』では31歳。超合集国技術顧問の1人として籍を置いている他、世界各地からシャンティたち「超天才児」を集めて教育している。また、KMF開発チーム「パール・パーティー」を創設・指揮している。ナナリーおよびゼロ失踪事件の際にはシュナイゼルから技術顧問として超天才児たちと共に召喚され、ゼロたち作戦チームのバックアップに尽力する。ジルクスタンには土地勘があり、ロイドに現地での調査をさせていたことにぼやいている。
【新潔のアルマリア】ハワイに現れた謎のKMF「鞠熾天」を目撃し、宗賀ハクバらとその正体を突き止めようと、ハクバにロイドを紹介する。

### キョウト六家
当初はキョウトの名称で、黒の騎士団をはじめとする有力な反帝国活動者を援助する立場だったが、ゼロが合衆国日本の設立を宣言した際、黒の騎士団の指揮下に入った。ブラックリベリオン後は、神楽耶以外は処刑されている。
皇神楽耶（すめらぎ かぐや）
声 - かないみか
皇暦2003年8月10日生まれ（14-15歳）。旧財閥系家門である皇家（すめらぎけ）の当主で、秘密結社キョウトの首魁を務める少女。一人称は「私」。お飾り的な扱いだが確固たる信念を持つ。スザクとは従兄妹の関係だが、ブリタニアに服従した彼をひどく嫌っている。幼い外見の割にしっかりしているが、普通の少女の一面も持つ。枢木スザク強奪事件以降ゼロへ執心しており、初めて黒の騎士団と合流したときから「ゼロの妻」を自称しているが、ゼロが他の女性と付き合うのを認めるといった寛容な一面も見せている。
行政特区で起こった日本人虐殺に対し、保身を図ろうとする六家の面々に檄を飛ばしゼロのもとへ参じる。黒の騎士団と行動を共にし、ブラックリベリオンではG-1ベースで後詰の部隊を率いていた。
ブラックリベリオン後は中華連邦に亡命し、天子と交流を深めていたが、太平洋奇襲作戦中に黒の騎士団と合流する。
超合集国建国に際しては、合衆国日本代表として超合集国最高評議会議長に就任する。
シュナイゼルが仕掛けた黒の騎士団によるゼロことルルーシュの追放劇には、カゴシマ租界攻略戦のために扇たちと別行動だった関係で、帰投後に彼の隠していたこととギアス関連のことを聞かされる。その後、神聖ブリタニア帝国の超合集国への参加交渉の席でアッシュフォード学園で皇帝になったルルーシュに再会した際にも彼への嫌悪は無く、アヴァロンに超合集国の各国代表たちと共に人質として拉致・監禁された後に涙を流しながらも、咲世子やロイドたちに解放されアヴァロンから脱出した後もC.C.に対してルルーシュを「あの方」と呼ぶなど嫌った様子は見せず、それを見たC.C.に「ルルーシュの本質の一部を見抜いていた優しい奴」だと評された。
『復活のルルーシュ』では、17歳。扇から日本の首相の座を譲られて、新たな首相になっている。また、ナナリー救出作戦に必要な情報を扇たちに送った際に、もしルルーシュが生きていたならと扇とヴィレッタの結婚式を撮影した記録映像のデータも送っている。
『奪還のロゼ』では第1幕で顔が映り、第3幕より登場。黒の騎士団のコーネリアからの頼みにより、超合集国の最高評議会議長に就任。ネオ・ブリタニア帝国との和平交渉に臨む。ロキの出現後は今も戦っている者がいると述べ、各国に対して演説を行う。なお、元ホッカイドウブロック領主の皇重護とその娘の皇サクヤの皇家は神楽耶の皇家の分家に当たり、非常に近い血縁関係にある。
【Asuka版】ディートハルトが未登場のため、ゼロの追放を宣告したのは彼女。戦後は日本の代表になった。
【ナイトメア・オブ・ナナリー】ホテルジャック事件からゼロに興味を持ち、黒の騎士団に無頼や紅蓮弐式を与えるなど全面的に支援している。
桐原泰三（きりはら たいぞう）
声 - 辻親八
キョウトの一員。サクラダイト採掘業務を一手に担う桐原産業の創設者にして、枢木政権の陰の立て役者の老人男性。70歳。敗戦後はブリタニアの植民地支配への積極的協力者となったため、「売国奴の桐原」の異名を持つ。幼少期のルルーシュと面識があり、彼がゼロの正体であることを知り、ブリタニアを敵視する理由を納得する。
R2の第9話にて「ブラックリベリオン後に桐原たちが逮捕され処刑された」ことが明かされ、キョウト六家での生き残りは「スザクとカグヤの2人だけ」となったことが語られている。
【小説版】ゲンブとは政治的に敵対していた。ゲンブを刺殺したスザクに「刃を抜いた」事実を突きつける。ゲンブの死を隠し「最善の負け」を選ぶことで、日本人に誇りと気概、屈辱を与え、ブリタニアに対する反抗を起こすことを期待した。桐原財閥の前総帥。
【ナイトメア・オブ・ナナリー】神楽耶の命令でゼロや黒の騎士団を支援しているが、ゼロの正体を知らない。

### その他団員
篠崎咲世子（しのざき さよこ）
声 - 新井里美
皇暦1993年11月9日生まれ（24-25歳）。名誉ブリタニア人の女性。SPを輩出する流派・篠崎流の37代目であり、超人的なまでの身体能力・体術・変装術を有している。
元はアッシュフォード家に仕えるメイドであり、クラブハウスでルルーシュとともにナナリーの世話を担当していた。第一期のアニメDVD付属のライナーノーツでは彼女の日記の一部が公開されている。スザクの皇族騎士叙勲式から日本人がブリタニアに恭順することを憂いて、黒の騎士団に入団。ディートハルトに直属の隠密として雇われる。
常に温和かつ物静かで、SPやメイドとしての仕事も完璧にこなす有能な人物だが、任務の際に思わず掛け声をあげたり、オーバーアクションを伴う無駄な構えを取るなど非常に浮世離れした性格で、職務自体は遂行しながらもその過程で天然な行動をとる。
ブラックリベリオン後は、ディートハルトらとともに中華連邦に脱出し彼らの補佐を行っていた。黒の騎士団が日本を追放され中華連邦に渡る際にゼロ自ら正体を明かされ、以降はルルーシュ本人が不在の時はその影武者を務めてアッシュフォード学園に通う。しかし、ルルーシュが必要最低限しか咲世子と接触していなかったために彼の人間性に若干の誤解があり、従来のルルーシュ像と逸脱したキャラクターを演じて、「キューピッドの日」の騒動の原因を作ってしまう。
第二次トウキョウ決戦ではカレンを救出した後、ナナリーの乗った脱出艇へと到達するがナナリーと共にフレイヤに巻き込まれてかけたが、ナナリー同様オルドリンに救われ、以後はオルドリンとノネットの庇護下で命の保証をされていた。しかし、ナナリーを利用しようとするシュナイゼルに賛同できず、傷つきながら彼の下から逃亡しルルーシュに合流する。この時、傘下に入ったばかりのジェレミアに介抱され、信条の相違こそあれどもジェレミアが自分と通ずるところがあることを知る。最終決戦時はルルーシュの傍らに仕え、ルルーシュの指示で人質の合集国代表たちを解放した。
『復活のルルーシュ』では27歳。カレンやロイドと共にナナリーとゼロの捜索任務でジルクスタンに潜入。ルルーシュ復活後は、かつてのようにルルーシュに仕える。
咲世子のキャラクター設定は元来からのものではなく、「はんぎゃく日記」における新井里美に影響されている。
【ピクチャードラマ DVD4巻】ナナリーに願いが叶うおまじないと称し「藁人形」と「五寸釘」を渡して、裏でニヤリと笑っているなど、ネットラジオ『はんぎゃく日記』に登場する咲世子に近いキャラクター造形がされていた。
【ピクチャードラマ R2 DVD9巻】元からアッシュフォード学園にいるような振る舞いをしていることから、アッシュフォード家に戻っているかもしれない。
【ナイトメア・オブ・ナナリー】ルルーシュらが皇族であることを知っているということが強調されている。
【双貌のオズ O2】ナナリーと共にオルドリンに救われた後、拘束はされるがオルドリンにより命の安全は保証される。しかし、シュナイゼルを信用できずに脱走しようとしたところをシュナイゼルの部下に撃たれて負傷するが、オルドリンたちに救われ、ルルーシュのもとへ向かった。彼女の一件がきっかけで、オルドリンたちはシュナイゼルのことを疑うようになる。
双葉綾芽（ふたば あやめ）、日向いちじく（ひゅうが）、水無瀬むつき（みなせ）
声 - 折笠富美子（双葉・テレビ版） / 原由実（双葉・新劇場版）、大原さやか（日向）、後藤邑子（水無瀬）
オペレーターを務める若い女性陣。双葉が23歳、日向が17歳、水無瀬が20歳。日本から中華連邦への亡命後に加入。斑鳩のブリッジクルーも務める。『復活のルルーシュ』では、3人とも扇とヴィレッタの結婚式に出席している。
【新潔のアルマリア】双葉綾芽が諜報機関「イザヨイ」のエージェントとなっている。
木下（きのした）
声 - 小川一樹
黒の騎士団零番隊副隊長の男性。隊長であるカレンが捕虜とされている間、暁直参仕様を駆り零番隊の指揮を執る。ギアス嚮団殲滅作戦にも参加したが、それが非戦闘集団に対する虐殺となってしまったことに疑問を感じて心を痛めていた。
第二次トウキョウ決戦時に、機体を撃墜され死亡。死の間際に居合わせた朝比奈に向けて、ゼロの命で行ったギアス嚮団殲滅作戦を証言した。

## 神聖ブリタニア帝国

### ブリタニア皇族
シャルル・ジ・ブリタニア
声 - 若本規夫
皇暦1955年8月4日生まれ（62-63歳）。神聖ブリタニア帝国第98代皇帝で、帝国の象徴といえる存在。他者の記憶を書き換えるギアスを持ち、普段は「黄昏の間」と呼ばれる空間に存在する、思考エレベーター「アーカーシャの剣」にその身を置いている。一人称は「ワシ」。
弱肉強食を唱える実力主義者で、「不平等においてこそ競争と進化が生まれる」という持論を持つ。妻は108人おり、皇位継承権を持つ皇子・皇女同士を競わせ、勝ち残った者を跡継ぎにするという方針をとっていた。しかし、心の内では人間の「嘘」を激しく嫌悪しており、双子の兄V.V.や マリアンヌのように志を共にする者のみを信頼している。マリアンヌは唯一恋をした相手でもあり、彼女との間に生まれたルルーシュやナナリーについては、自分なりの愛情を抱いていた。
幼少期は皇族間の帝位をめぐる争いの中で育ち、嘘による裏切りと暗殺で実母をも失ったために世界に絶望し、V.V.と「嘘のない世界」を創生することを心に誓う。その後はギアスに関わることとなり、「神を殺す、ラグナレクの接続」を最終目的とする。C.C.やマリアンヌらを計画の同志に迎え、第98代皇帝となって以降、神根島のような世界各地のギアス関連遺跡のある地域を狙って侵略・天領とし、人間の思考に干渉するシステムである思考エレベーターを作り出した。
マリアンヌをV.V.に殺されてからは、暗殺事件の目撃者に仕立て上げられたナナリーと、マリアンヌの意識が宿ったアーニャの記憶を書き換え、その後はルルーシュとナナリーをV.V.の矛先から守るため、「外交取引材料」との名目で日本へ送り逃がした。しかし、「命」を軽んじていたため、日本を侵略したことがルルーシュから憎悪される要因となる。
ラグナレクの接続のためにコードが2つ必要であることが分かってからは、マリアンヌにC.C.を説得させていた。それが進まなかったことから、ブラックリベリオンで捕えられたルルーシュの記憶をギアスによって改変し、C.C.を誘き出すための餌としてアッシュフォード学園に戻す。その中でV.V.が秘密裏にルルーシュ殺害を企てたことを知り、その「嘘」からV.V.を見限ってコードを奪い取り、自らが不老不死となる。
C.C.を誘き出すことに成功するも、彼女からコード譲渡を拒否されたうえ、思考エレベーターを破壊される。そのため、第二次トウキョウ決戦の最中に浮遊座乗艦グレートブリタニアで神根島の遺跡を訪れ、思考エレベーターを修復してラグナレクの接続を成し遂げようとした。だが、シャルルらの理想を拒否したルルーシュが集合無意識へギアスを掛けたことで思考エレベーターが崩壊し、最後はマリアンヌとともに消滅した。
その後、事情を知らないブリタニア当局内では行方不明として扱われたが、消滅から1か月後に帝都ペンドラゴンの宮廷の謁見の間で重大発表があるとの声明が出され、オデュッセウスをはじめとする皇族や貴族が集まり、テレビ中継されるそこに現れたルルーシュがオデュッセウスたちを前に「第98代皇帝、シャルル・ジ・ブリタニアは私が殺した。よって、次の皇帝には私がなる！」と言い放った結果、シャルルは世間一般から「皇位簒奪を図ったルルーシュの手で殺された」と認識され、ビスマルクを含むブリタニア内の一部勢力がルルーシュを敵視して反乱を引き起こす要因となった。
『奪還のロゼ』ではシャルルのクローンに当たるノーランド・フォン・リューネベルクが登場する。
【小説版】ザ・スニーカー連載時は名前が「ルイツ・ラ・ブリタニア」と表記されていた。
【反攻のスザク】日本に訪れた際に黒の騎士団に暗殺を計画されており、最終的にシュナイゼルに殺される。
シュナイゼル・エル・ブリタニア
声 - 井上倫宏 / 山寺宏一（ゲーム『Genesic Re;CODE』以降のゲーム作品）
神聖ブリタニア帝国第2皇子で帝国宰相。1月12日生まれ（27-28歳）。身長は2mを越える。一人称は「私」。異母弟・ルルーシュをも凌ぐ政治・軍事的策略と決断力を兼ね備える、皇帝に最も近い存在。父・シャルルとは異なり人心や大義名分を重んじた方針を唱え、それによりE.U.への侵略と中華連邦との宥和外交の双方を急速に進展させ、成果を上げ続けている。一方では独自にシャルルの動向を探っており、彼が王たる責務をないがしろにしていることに不信を募らせていた（言ってみれば、ルルーシュと同じ立場にいた）。シャルルの命により暗殺されたマリアンヌの遺体を回収していたことから、暗殺事件の真相を知るとされていた。
穏やかな笑みを絶やさない紳士的な人物であるがその本質はあらゆる欲望や執着心を持たない虚無的な性格で、他人はおろか自分の命にさえ執着しない冷徹さを併せ持ち、ルルーシュからは「あなたには勝つ気が無い。負けないところでゲームをしている」と評されている。
ゼロの正体を知った後、自ら外交特使として斑鳩に降り立ち、巧みな話術によりゼロから騎士団を離反させることに成功した。その後、自分をナイトオブワンにしてくれるのかと暗に皇帝になることをスザクに促され、第二次トウキョウ決戦の経過を「俗事」と軽視したシャルルを「この世界に、今日という日に興味を失い、みんなが苦しんでいるのをただ眺めているだけの男に、王たる資格はない」と糾弾。自らが皇帝となることを決める。
ルルーシュの皇帝即位後はカンボジアのトロモ機関へと身を移し、ブリタニアから離反。多数のフレイヤを搭載した天空要塞ダモクレスを起動させ、全世界をフレイヤの射程圏内におき、人々を恐怖で従属させることで世界平和を実現しようとする。神でなければ許されないと異母妹・コーネリアに反対されたが「だったら神になろう。人々が平和を私に望むのならば」と応じた。身柄を確保していた異母妹・ナナリーを皇帝候補として擁立し、ルルーシュ率いるブリタニアに最後の決戦を挑むが、その思考の裏を突かれて敗北、ギアスをかけられ「ゼロ」の配下となり、ルルーシュに銃を向けたディートハルトを「ゼロ」を護衛するために射殺してしまう。ゼロレクイエム後はギアスの効力により、「ゼロ（スザク）」に付き従っている。
『復活のルルーシュ』では30歳。首席補佐官として、ゼロ（スザク）のサポートを行っている。ルルーシュの復活は知らされていなかったが、ランスロットと紅蓮のフレームコートを届ける手はずを整えた後に艦隊を率いて、ジルクスタンへの上陸を指揮する。
『奪還のロゼ』ではプロローグに登場。その手腕で混乱の最中にあったブリタニア公国の大半を、ブリタニア共和国へと再編成したことが語られている。
『コードギアスGenesic Re;CODE』では、自身や親族の命だろうと躊躇なく駒にでき、欲望や執着心を持つことがないシュナイゼルの本質、それは他人の望みを体現し続けるというもの。情動という自身にないものに憧れ、人が抱く夢とか希望とか、そういった強い感情に惹かれる。そのような思いを代弁することで、自身の中にも熱い感情があるといった錯覚を得ようとしており、情動を隠すことのないコーネリアには特別な眼差しを向けている。
【小説版】優れた政治的、軍事的手腕を持つが、シャルルからはあまり信用されていない。また、ナナリーの総督就任を手助けしていたが、それは彼女の身体的ハンデを利用する意図があったからである。一方でブリタニア本国へ帰還したナナリーから、ブラックリベリオン以来行方不明となっているルルーシュの捜索を頼まれた際は、「下手に動けばかつて2人を守ろうとする意図の上とはいえ、アッシュフォード家が2人が消息不明になったかのように偽装したのが明らかになり、これに貴族たちが激怒して国を欺いたアッシュフォード家に厳罰をと騒ぎ出せば、皇帝と言えども厳しい処断を下さざるを得なくなる」と説き、加えてコーネリアを含む多くのブリタニア人が現地で消息不明になっていることから「ルルーシュ1人を探すのは、砂漠の中から一粒の砂を探すのも同じ」と極めて困難であるとして紳士的に断っている。
【新潔のアルマリア】ブリタニア共和国の大統領として、ロイドに会いに来た「エージェント新月」の面々を出迎える。
コーネリア・リ・ブリタニア
声 - 皆川純子
神聖ブリタニア帝国第2皇女で、異母弟・クロヴィスの死後エリア11総督を務める。1月13日生まれ（27-28歳）。一人称は「私」。
同母妹のユーフェミアを溺愛しており、エリア11を完全制圧した後には彼女に総督権を譲るつもりだった。自ら護衛隊長の地位を志願したほどにマリアンヌに憧れを抱いており、暗殺事件に関しても独自の調査を進めていた。シュナイゼルから彼女の異名である「閃光」で例えられた際には恐縮し、話を逸らしたこともある。ルルーシュの異母姉にあたる。
「命を懸けて戦うからこそ統治する資格がある」という信念の下、専用のグロースターを駆り自ら先陣を切って闘う。その勇猛さと高い指揮能力、KMF操縦技術から「ブリタニアの魔女」の異名を持つ。その強さと、表面上厳しいが兵を深く思い遣る側面から、部下からは強く慕われている。直情的だが合理的に物事を進める。そのためルルーシュからは、「優れているがゆえに読みやすい」と評されていた。ナンバーズへの差別については「ナンバーズを区別するのは国是」と異論はないが、国是に従っているだけなので敵対行為をとらないナンバーズには悪感情はない。しかし、正体はおろか居場所すらわからないゼロを誘い出すための罠として、「ヤマト同盟」のアジトであり、近隣住民の過半数以上が協力者となっているサイタマゲットーを、ゼロがクロヴィスを殺害したシンジュク事変の再現にするべく、そこの現地住民を「テロリストの存在を通報せずに隠した」という名目で虐殺し、敗北を悟った「ヤマト同盟」の構成員の降伏を認めず殺害命令を下すという、目的達成のためなら思い切った手を打つ苛烈な面も持つ。
ブラックリベリオンでは重傷を負い、ギアスによって襲撃の夜警備を手薄にした張本人がマリアンヌであることをルルーシュに語る。ゼロが神根島へ向かったことと戦況を悪化させないため自分の負傷を伏せるようスザクに伝えた後、彼に騎士候位を授けユーフェミアの汚名を雪ぐことを託す。
ブラックリベリオン後には、ユーフェミアの汚名を返上するべくギアスを調査するため、総督位を返上し失踪。ギアス嚮団に潜入するもV.V.に捕縛され、黒の騎士団による嚮団襲撃後は斑鳩内に拘束されていたが、第二次トウキョウ決戦時に脱出。以後は合流したシュナイゼルと行動を共にするが、シュナイゼルの語る恐怖政治に反発したことで銃撃されてしまう。その後は、ギルフォードや黒の騎士団の残党を率いて、ルルーシュに捕らえられた黒の騎士団メンバーの救出に動き出した。また、｢双貌のオズ O2」でこの際に障害となるダモクレスを叩く作戦をノネットと共に立案し、実行をマリーベルのもとを離れていたグリンダ騎士団とオルフェウスのチームに依頼し、オルフェウスとオルドリンを疑う南を自らの名前を賭けても良いと制した。
『復活のルルーシュ』では30歳。中将として黒の騎士団に在籍。事件を受けてジルクスタンに潜入。コーネリアと合流するためにやってきたルルーシュを過去の行いなどから当初は容認できず、殺そうとするが、彼との問答の末に信じる道を選び、自分の妹でもあるナナリーを救うために、共に戦う。ナナリーと共に消息不明となっていたスザクの無事は素直に喜んでおり、コーヒーを手渡したりしている。この時はゼロの上着を羽織っており、詳細は不明だが、ルルーシュとなにかしらの会話があったと思われる。救出作戦ではクインローゼスに搭乗して、ギルフォードと共に首都への奇襲を行う。フォーグナーとの一騎打ちを制し、降伏させる。その後、ジルクスタン代表のフォーグナーとの会談に臨んでいる。
『奪還のロゼ』では第2幕より登場。黒の騎士団総司令に就任している。八戸基地の漣や志塚と会談し、ホッカイドウブロックのレジスタンス組織「七煌星団」に向けてKMFを含む支援物資を送る。後にネオ・ブリタニア帝国が和平交渉を持ちだしてきた際は、交渉担当相手のナラを手強いと感じ、皇神楽耶に対して超合集国の代表に就任するよう依頼する。ロキの出現時は、クインローゼスに乗り、迎撃に出ている。
【ピクチャードラマ DVD6巻】クロヴィスランドの落成式で、クロヴィスがデザインした露出度の高い水着に頭を抱えるが、ユーフェミアの強い押しに負けて渋々着用して落成式に出席した。
【小説版】幼少時から、ダールトンと面識があった。そのころから歌やダンスよりも剣を好んでいたため母親からはいい顔をされず、淑やかな妹たちにコンプレックスを抱いていた。自分たちは統治者でナンバーズは守られるべき存在との考えから、ブリタニアの国是に従い、ブリタニア人とナンバーズを厳格に区別する。R2では本編同様にダモクレスとフレイアによる恐怖政治に反発するが、「ブリタニアがナンバーズに押し付けてきた政治と同じ」に過ぎないことを告げられ、ショックを受ける。
【ナイトメア・オブ・ナナリー】ホテルジャックの際、ユーフェミアが人質にいなかったため、人質に犠牲の出る作戦を強行しようとした。そのことをゼロに逆用され、黒の騎士団のデビューのダシにされてしまう。その屈辱を晴らすべく、サイタマゲットー掃討の名の下に大軍を動員し、ゼロに正面決戦を強要する。
【DS版】2周目ではキャスタールに操られたジェレミアに射殺され、新総督の座も奪われる。3周目でも銃撃されるが死亡せず、ギアスによってルルーシュの仲間になるか永遠に眠るかに分かれる。
【新潔のアルマリア】この時点では黒の騎士団の総司令ではなく、陸軍大将の座にある。ハワイを襲撃した敵性勢力を掃討するため、クインローゼスで出撃する。
ユーフェミア・リ・ブリタニア
声 - 南央美
皇暦2001年10月11日生まれ（16歳）。神聖ブリタニア帝国第3皇女で、コーネリアの同母妹。一人称は普段は「わたし」だが、皇女としての立場を意識している時には「わたくし」に変わる。愛称はユフィ。コーネリアとともにマリアンヌ母子とは親しい間柄にあり、ルルーシュの異母妹にあたる。元々本国にある学校に通っていた学生だったが、異母兄・クロヴィスの死に伴い学校を中退。姉と共にエリア11の副総督に就任。指揮能力や政治力はなく「お飾りの副総督」と呼ばれているが、前例や慣習にとらわれない柔軟な発想力と大胆な行動力を持つ。また、ゼロの正体が異母兄・ルルーシュであることにいち早く気付いていた。後に、周囲の反対をよそに名誉ブリタニア人の枢木スザクを自分の専任騎士へと任命する。
疑り深いルルーシュをして「彼女に仮面は不要」と言い張るほど、裏表がなく温厚で心優しい性格をしている。しかし、決して大人しいわけではなく無神経な行動がきっかけでイレヴンの集団に取り囲まれて危うくリンチにされかかったところを助けてくれたスザクに、礼も言わず侮辱したブリタニア人の学生を顔を引っ叩くなど、特権階級に縋って弱者を虐げる者には毅然とした態度で立ち向かう姉譲りの芯の強さや果敢さを覗かせる。また、顔に似合わず頑固で負けん気が強く、神根島で初対面の紅月カレンの些細な罵声に頭に血を上らせて喧嘩に発展したり、幼少期もルルーシュをめぐってナナリーと（微笑ましいレベルではあるが）よく喧嘩をしていた。ルルーシュの初恋の人であり、「かつて大好きだった人」とされる。それに比してスザクは「今大好きな人」。
皇族でありながらブリタニアの侵略行為やナンバーズの差別に心を痛めており、皇族としては珍しい穏健主義である。自分の大切な人たちが幸せになれる世界を願って「行政特区日本」を設立することを発案。自らの皇位継承権と引き換えにゼロの受け入れも認めさせていた。
自身の真意を伝えることでルルーシュと分かり合うが、彼のギアスの暴走による「日本人を殺せ」という命令に操られ、式典に集まった日本人の虐殺を命令し自らも虐殺を行う。その後ルルーシュに撃たれ、スザクに看取られる中、特区は成功したと信じながら息を引き取った。
その死にゼロが関わった事実は伏せられ、弱肉強食を国是とし侵略行為を良しとする神聖ブリタニア帝国もこれは最大級の不祥事と捉えたようで、皇籍抹消の上ブリタニアによって処刑が行われたと公式発表され、「虐殺皇女」の汚名を被りイレヴンからは憎悪の対象となる。その一方で、死後にエリア11において彼女の慰霊碑が建設されている。
【Asuka版】エリア11の総督に就任。総督就任前、数日限定でアッシュフォード学園へ通う。そこでスザクと出会い、ルルーシュと再会。ホテルジャック事件後は、ルルーシュとナナリーをどうすれば救えるか悩み続ける。
【ナイトメア・オブ・ナナリー】自分の騎士であるスザクとダールトンの決闘の最中、2人を諫め決闘を止めさせる。スザクと共に「大望」を抱き努力しており、その実現までナナリーとの再会を避けている。後にシャルルが暴走した際、ブリタニア第99代皇帝となりブリタニア軍と黒の騎士団を率いる。アニメ版とは違い、暴力に対する最終手段として暴力を行使することを否定しない。
【DS版】ゲームシステム上、自身も白桃色に塗装されたグロースター「GS TYPE-E」に搭乗する。しかしスキルは「マシンガン乱射」「デタラメ乱打」などである通り、操縦は不慣れ。2周目以降、パラックスに洗脳され虐殺を行う。自身の行動に心神喪失になるが、V.V.に周りの人間を昏倒させる「昏倒病ギアス」を与えられ、ルルーシュとスザクに襲い掛かる。その際の行動次第では洗脳から解放されてルルーシュの仲間になる。3周目以降では白桃色の塗装がされた「ジークフリート改」に搭乗する展開がある他、ブラックリベリオン以前にコーネリアに救出される場合もある。
クロヴィス・ラ・ブリタニア
声 - 飛田展男
皇暦1993年4月1日生まれ（24歳）。神聖ブリタニア帝国第3皇子で、エリア11初代総督。「総督は看板役者」という考えで、民衆に向けて派手なパフォーマンスを行っていた。考古学や芸術の分野においては優れた人間であり、公共事業として美術館や遊園地などの建設に力を入れていた。一人称は「私」。
生前のマリアンヌを敬愛しており、エリア11総督府屋上の庭園をルルーシュらの住んでいたアリエス宮の庭に似せている。年下ながら才能溢れるルルーシュをライバルとして尊敬しており、彼のもとへ何度も行ってチェスの対戦を行っていたが勝てたことは一度もなかった。
本国に極秘でエリア11の遺跡の調査やC.C.の研究をしており、C.C.の入ったカプセルをテロリストに奪取される。シンジュクゲットーにおける戦闘で自ら直接指揮を執り、目撃者を消すべくゲットーを壊滅させ民間人を虐殺する命令を下すが、ルルーシュらの反撃に遭遇し戦力の大半を喪失する。最期は司令室に侵入したルルーシュのギアスの力でマリアンヌ暗殺について知っていることを自白させられた後、殺害された。
死後、入れ替わるように登場したテロリストのゼロの正体はクロヴィスという説・噂がよくもてはやされており、R2の5話ではリヴァルが言及した他、漫画『オズO2』18話でズィー・ディエンとティンクとアレッサンドラがその話題をしている。旧ブリタニア政府はその説を打ち消そうと検証結果を発表したこともあったが、かえって噂を盛り上げる結果になった。
アニメ本編では、家族は父シャルルとルルーシュやナナリーら異母兄弟姉妹しか登場していないが、『R2』の小説版では母親のガブリエッラが、ゲーム『コードギアス戦渦の天秤』には、メインキャラクターとして同母妹であるライラ・ラ・ブリタニア（ライブラ）が登場している。
【ドラマCD「帝国 の 兄妹」】初めて勝てそうで、最後となったルルーシュとのチェスが打ち掛けとなってしまったことを語り、エリア11の平定はルルーシュが自分に出したチェスの課題ではないかと、これまで嫌がっていた総督に志願した理由を述べた。
【ナイトメア・オブ・ナナリー】ナナリーに自らが指揮する部隊を壊滅させられ、自室に侵入してきたゼロによって暗殺される。
【DS版】3周目では仲間になるようにギアスを掛けることが可能だが、その場合でもパラックスに操られたジェレミアに殺害されてしまう。そのため、ジェレミアの汚名が「オレンジ」から「クロヴィス殺し」になる。
オデュッセウス・ウ・ブリタニア
声 - 山野井仁
神聖ブリタニア帝国第1皇子。
ブリタニア皇族の中では珍しく善良、温厚な性格で、政略結婚の際には怯える天子に気を使ったり、ナナリーを蔑むカリーヌを窘めたりしている。一人称は「私」。
次期皇帝の最有力候補であり、シャルル不在時にはブリタニア国政の最高責任者となるが、能力的には凡庸で実務はシュナイゼルに任せきりである。
『R2』では、シュナイゼルの画策により中華連邦懐柔策の1つとして天子と政略結婚することになるが、婚儀は破談となる。シャルルの死後、皇帝として現われたルルーシュにギアスで支配下に置かれ、貴族制撤廃によって皇族の地位を追われてブリタニア軍の兵卒にされる。その後、ペンドラゴンに投下されたフレイヤの爆発に巻き込まれるという最期を迎えた。
【小説版】ブリタニアの行政府からも政治能力を疑問視されているが、その穏やかな気質なため、他者から恨まれることが皆無な善良な人物と記述されている。また、その善良な人柄ゆえに、貴族出身の皇妃の多くが庶民出身のマリアンヌを嫌い、その母親の影響を大なり小なり受けていた皇子や皇女も「マリアンヌの子」という理由だけでルルーシュやナナリーを嫌うものが少なくない状況下において（ただしクロヴィスのように、初対面から次第に関係が改善された例も少なからずあるが）、当初から2人に親しく接していた数少ない人物であった（彼以外でこのような例は、誰に対しても紳士的に接するシュナイゼルだけだった）。
【双貌のオズ】中華連邦における人民の環境を聞いて「民がかわいそう」という政界に身を置く人間らしからぬ理由で、内政の改革や民間人の生活環境の改善を主張した。しかし、稚気ではあっても実際に人民の支持を得るという意味でも有効な手段であったこと、E.U.方面は『ユーロ・ブリタニア』の動向も警戒しなければならなかったために、ブリタニアは中華連邦との関係の改善を図ることとなる。
ギネヴィア・ド・ブリタニア
声 - 麻見順子
神聖ブリタニア帝国第1皇女。コーネリアと違い前線に赴くタイプではなく、皇族としての権力を振るうことを好む。一人称は「私」。聡明かつ冷静であり、漫画『オズ』17話では自分たちブリタニア皇族のことを「最も強かった山賊海賊の末裔がわたくしたち」と冷徹に評している他、『オズO2』9話ではブリタニア帝国の軍事予算が増大し続ける現状に対して「血税のささいな漏れも統治者の怠慢」と自戒している。
ブラックリベリオン後、暴虐によって左遷されかけていたカラレスをエリア11の総督に据えつつ、当初は強行策を控えていたカラレスに対して、マリーベルがイレヴンから暴行未遂を受けたことを機にもっと厳しくするよう忠告している。皇族用の予算の4％がV.V.の手によって（プルートーン運用のために）使途不明のまま流出していることに気付いてその資産凍結に動いた。
ルルーシュの皇帝即位時、シャルルを殺したと公言したルルーシュを痴れ者と罵って「皇帝を弑逆した大罪人」と断じ、衛兵に命じて殺そうとするもスザクに阻止された上にギアスで支配下に置かれ、貴族制撤廃によって皇族の地位を追われてカリーヌ共々皇宮就きのメイドにされる。その後、ペンドラゴンに投下されたフレイヤの爆発に巻き込まれ死亡した。
ゲーム『Genesic Re;CODE』及び『奪還のロゼ』にて、シャルルの長女は彼女ではないことが明かされた。
【小説版】母親がマリアンヌを「成り上がり者の庶民」として嫌っており、ギネヴィア自身もマリアンヌと、その子であるルルーシュとナナリーを嫌っている。
カリーヌ・ネ・ブリタニア
声 - 本井えみ
神聖ブリタニア帝国第5皇女。15歳。一人称は「私」。活発だが非常に残虐で、殺戮行為に対して嬉々として話すほど。
ルルーシュの皇帝即位時に、皇帝シャルル殺害を告げた彼を真っ先に罵るがギアスで支配下に置かれ、貴族制撤廃によって皇族の地位を追われて皇宮就きのメイドにされる。その後ペンドラゴンに投下されたフレイヤの爆発に巻き込まれ死亡したと思われた。
【双貌のオズ】香港租界を統治していることが語られている。フレイヤ投下前に専任騎士のダスコ・ラ・クレルモンによって秘かに連れ出され、記憶を失いながらも生き延びていた。
【小説版】母親がクロヴィスの母と懇意だったこともあり、ギネヴィア同様にマリアンヌとルルーシュ・ナナリー親子を嫌っている。特に自分と同い年のナナリーのことは毛嫌い。ナナリーに面と向かって「役立たずの皇女」と罵っている。
マリアンヌ・ヴィ・ブリタニア
声 - 百々麻子
皇暦1980年11月22日生まれ（享年30）。一人称は「私」。神聖ブリタニア帝国皇妃の1人で、ルルーシュとナナリーの実母。庶民出身だが、ガニメデのテストパイロットとしてアッシュフォード家のKMF開発計画で重要な働きを示し、この功績により騎士候に叙せられた後にシャルルに嫁ぐ。
現役時代はその卓越した操縦技術により「閃光のマリアンヌ」の異名を持ち、ナイト・オブ・ラウンズ第6位の冠（後にアーニャが継ぐ『ナイト・オブ・シックス』）を戴いていた。その実力は高く、現ナイト・オブ・ワンであるビスマルク・ヴァルトシュタインは、『先見知新』のギアスを最後に使ったのはマリアンヌとの仕合だったとゲーム『Genesic Re;CODE』にて明かされた。
イタズラ好きで破天荒なエピソードが絶えず、コーネリアやジェレミアのように彼女を慕う者も多かった（特にコーネリアは自ら志願してマリアンヌの護衛隊長になり、ジェレミアはマリアンヌの護衛が貴族としての初任務であったことを誇りにしていた）。ビスマルクは『ロストストーリーズ』にてマリアンヌと共にシャルルに仕えた日々を「かけがえのないものだった」と回顧している。だが成り上がったゆえに、皇族や貴族の一部からは嫌われていた。
シャルルの皇妃は多くいるが、相思相愛なのはマリアンヌのみである。生前のヴィ家の様子には子どもたちに加えシャルルの姿も時々あった。シャルルの兄V.V.はマリアンヌとシャルルが愛し合う姿に嫉妬していたほどであり、C.C.はV.V.も実はまたマリアンヌに好意を抱いていたと推測している。
シャルルの計画の同志の1人であり、C.C.と契約したがギアス能力を持つことは叶わなかった。ルルーシュが10歳のとき、V.V.の策略に嵌まって銃撃を受け肉体が死亡した時に「他者の心を渡るギアス」が目覚め、居合せたアーニャへ意識を転送していた。その死はV.V.による隠蔽工作と兄の裏切りで怒りに震えつつも耐えたシャルルの黙認もあって公式にはテロリストによる犯行として片付けられる。アーニャの中に宿った後も、意識を表層化することでC.C.と交信ができ、コードをシャルルに渡すよう度々説得を行っていた。
ルルーシュの黒の騎士団放逐後に覚醒し、C.C.のコードと記憶を蘇らせ彼女と共に神根島へと向かい、ルルーシュと再会し全ての真実を語る。しかし自分とシャルルが作り上げる世界を「（他者にではなく）自分に優しい世界」だと非難したルルーシュに拒絶され、スザクには死者と再会できると新世界の素晴らしさを説くも不要と切り捨てられ、「お前たちは俺を捨てた」というルルーシュの言葉に絶句。その動揺から立ち尽くしたまま最期はシャルルとともに消滅した。
スマートフォン向けゲーム『ロストストーリーズ』キャラストーリー「まるでお揃いのドレスを仕立てるように」では、当時のナイトメアフレームの開発経緯について語っているほか、「人類史上戦いがなかったことなどない」と述べるリアリストな一面を持ち、それゆえ『ラグナレクの接続』のため他国のある遺跡を手にすべくシャルルの世界侵攻にも賛同したとのこと。あっけらかんとはしているが戦いが終わらない世界への絶望を抱えており、我が子らへの愛情こそあるが計画を最優先。ルルーシュとナナリーもいずれ計画に理解を示してくれると考えていた。生前友人関係だったC.C.も彼女には手玉に取られており、「腹の底を見せんやつ」「一度決めたら譲らない」とマリアンヌを評している。C.C.と対話する形で彼女の考えについて掘り下げられており、人間の意識は肉体という器に縛られており器を拡張すれば意識もまた変わるかもしれないと考え、肉体の拡張ともいえるKMFを気に入っていた。『ラグナレクの接続』への賛同も、その理由は「肉体の拡張」と根は同じ部分かもしれないとのこと。C.C.には友情を感じていたようで、アーニャによる命令という形でC.C.のためにメドラウドという機体を作っていた。
【ナイトメア・オブ・ナナリー】アーニャに撃たれるが、死の際にC.C.と契約、ギアス「ザ・ソウル」によりアーニャに憑依し生きながらえる。
【小説版】アニメ版や『ロストストーリーズ』と異なり、エゴに満ちた思考を持ち、目的のためには倫理や道徳をも平気で無視し、シャルルにも隠し事をする非道なキャラクターとして描写。
シャルルと同様、アーカーシャの剣が神を殺す計画に賛同していたマリアンヌは、自らがギアス能力の発現において重要となる「R因子」の素質が低いことから、C.C.に内密でギアス嚮団の研究員に協力させ、自らの身体の卵細胞に遺伝子改造を施し、シャルルとの間にギアス能力の高い素質を持った子供が生まれるようにしている。その結果、生まれた2人の子供が、ルルーシュとナナリーの2人であった。
自分の子供として生まれてくるにもかかわらず、マリアンヌはC.C.やV.V.の持っている「コード」の適応力が高い「モノ」であるのならば、それ以外のことはどうでも良いと言っており、マリアンヌの卵子の遺伝子的改造に関わっていた研究員は、倫理を無視しすぎていることから、遺伝子改造の計画を実行に移す前から、計画の再考を促していたのだが、マリアンヌ自身はまったく意に返さないどころか、我が子が世界を救う英雄になるのを望むことの何がいけないのかと言っている。そして、実際にルルーシュとナナリーの2人が生まれているが、2人が平均以上ながらも、自分の予想を下回るR因子の数値であったことから、「拍子抜けした」と早々に見切りを付けるかのような反応を示し「ラグナレクの接続を実行するための保険」とまで評しており、とても母親が子供を見て言うとは思えない発言に研究員も呆れるほどである（内心では、2人を可愛がる気など毛頭なく、実験用マウスのように口にしていると評されている）。さらにはよりギアス能力者としての能力を高める子を生み出すために、R因子の数値が一応平均以上であるルルーシュとナナリーが成長したら、近親婚をさせてナナリーにルルーシュの子を産ませようとしたことさえもある。
ナナリーの目が見えなくなっているのは、シャルルのギアスの影響であるのだが、ナナリーから視力を奪うことをシャルルに示唆したのはマリアンヌの方である。シャルルは、V.V.によってナナリーがマリアンヌ殺害の仮の目撃者にされているとはいえ、ナナリーから本来の記憶を改竄するだけでなく視力まで奪ってしまうことには抵抗感を持っていたが、マリアンヌの強い押しがあったことで、やむなくギアスで記憶の改竄と視力を奪っている。マリアンヌがここまでしてナナリーから視力を奪ったのは、彼女のみに特別植え付けていたC.C.の遺伝子にも含まれていた因子である「C感応因子」の力を促進させようとしたためであり、これによって、成長したナナリーはやがて、精神接触能力を覚醒させ、他人の心の中や記憶が読める（嘘を見抜ける）ようになっている。ナナリーが赤ん坊のころ、彼女がこの要素を持っていることを知っていたマリアンヌは「視覚や聴覚といった生きていくために必要な五感のうちのどれかを、わざと潰してしまえば、五感以外の感覚を無意識に鍛え始めるのではないか」とすら言い出しており、この時はさすがに研究員にも止められ、マリアンヌ自身もナナリーやルルーシュを気に入っていたシャルルに咎められることを望んでいなかったため、実行はしなかった。
シュナイゼルを「自分」が存在しない人格であることを見抜いており、毛嫌いしていた模様（C.C.曰くはマリアンヌはその正反対で「自分」しかないとのこと）。また、シュナイゼルの言葉を全面的に受け入れて、目先の問題を解決する前にルルーシュを追放した黒の騎士団を馬鹿にしている。
【小説版「ナイトオブラウンズ」】ナイトオブシックスの地位にいたころ、「血の紋章事件」と呼ばれるシャルルを殺害するため、一部のナイトオブラウンズも加わった反乱事件でシャルルを救った。計画を遂行するためならば、2人の子供すら犠牲にする冷徹さを秘めていた。そのためアニメ版と異なりビスマルクにも不安視されていた。
ガブリエッラ・ラ・ブリタニア
【小説版】『R2』の小説版に登場する神聖ブリタニア帝国皇妃の1人で、クロヴィスの実母。貴族出身の皇妃であり、その出自から同じく貴族出身の皇妃（特にカリーヌの母）と親しい関係である一方で庶民出身のマリアンヌを嫌っており、その子であるルルーシュとナナリーを嫌っていた。特にルルーシュに対しては、クロヴィスより年下の身でありながら聡明な頭脳を持ち、それゆえにクロヴィスがルルーシュと比較されることがあったため一際嫌っており、その憂さ晴らしのためにルルーシュにとって大切な妹であるナナリーに冷たく接することで「ナナリー本人はともかく、それ以上にマリアンヌやルルーシュを苦しめる」という醜悪で傲慢な考えを持っていた。
シンジュクゲットーでの戦闘によってクロヴィスが死亡してからはこれに心が耐えきれずに壊れてしまい、自らが暮らすウォリック宮の居室にこもったまま実年齢以上に老けたかのような姿で、それほど立派な作りではない人形を抱きしめて「クロヴィス」と呼び、まるで母親が赤子を抱きしめて語りかけるかのような振る舞いを延々と続けており、彼女を気の毒に思ったナナリーがアーニャと共に見舞いに行った際も彼女のことに興味が無いかのようにただ人形に語りかけるだけであった。
シェリー・メ・ブリタニア
『奪還のロゼ』に登場。シャルルの長女にして幻の第一皇女。本来ならギネヴィアの姉にあたり神聖ブリタニア帝国第1皇女であるが、皇重護に嫁いでホッカイドウに移住する際に皇位を返上。その為ギネヴィアが繰り上がって第一皇女になった。皇サクヤ（サクヤ・スメラギ・メ・ブリタニア）の母親でもある。

### ナイトオブラウンズ
ビスマルク・ヴァルトシュタイン
声 - 内田聡明 / 星野貴紀（ゲーム『ロストストーリーズ』以降）
12月23日生まれ。「ナイトオブワン」の地位に就いている壮年の男性で、帝国最強の騎士。マントの色は白。一人称は「私」。専用機はギャラハッド。生身、KMF戦ともに身の丈以上の巨大剣を扱う剣術を得意とする。行動原理としては優しさや規範意識を第一とする。極近未来を読むギアスを持つが、シャルルやマリアンヌへの忠誠心を示すため左目をピアスで閉じて能力を封じている。
シャルルの側近中の側近であり、かつて彼の懐刀としてマリアンヌとともに皇位継承戦争を潜り抜けたという戦歴を持つ。シャルルの悲願のための同志でもあった。『双貌のオズ 02』では、オイアグロ・ジヴォンのことを「魔法使い（ウィザード）」と呼ぶなど、オイアグロの裏の顔に気付いていた模様。
黒の騎士団によって中華連邦との関係が悪化する中、他のナイトオブラウンズと共にエリア11へと赴き、成立した超合衆国による宣戦布告後はカゴシマ租界を巡る戦いで星刻と激突する。シュナイゼルのクーデター時には神根島でスザクの剣からシャルルを守るが、剣術だけでなく精神的にもスザクを圧倒し、敗走させた。しかし、混乱に乗じて近づいてきたアーニャことマリアンヌにはあっさりと出し抜かれて、神根島への移動を許す。その後、クーデター軍ではなく「シャルルを襲撃したルルーシュの軍勢に対する討伐軍」の指揮官という体裁を整えてやって来たシュナイゼルに、シャルルの同志としての考えを述べた。
シャルルの死を知った後に、ジノやドロテアやモニカとその直属部隊を率いて、皇帝となったルルーシュによる体制に反旗を翻す。封じていたギアスを使ってスザクのランスロット・アルビオンと戦うも敗北し、戦死した。
劇場版第二弾では、ゼロの素性とギアスの情報をスザクと共有し、スザクが悪目立ちする立場を窘める以外に、ギアスとゼロの正体を知るゆえに踏み込もうとする彼を牽制する。
『奪還のロゼ』では第3幕の回想シーンに登場。過去にノーランドと共にアッシュの戦闘訓練を観戦しており、アッシュの戦い方を「騎士の戦法ではない」として、ノーランドを非難していた。
ジノ・ヴァインベルグ
声 - 保志総一朗
皇暦2001年11月27日生まれ（16-17歳）。「ナイトオブスリー」の地位に就いている少年で、マントの色はダークグリーン。一人称は「私」。名門貴族出身だが、卓越したKMF操縦技術で今の地位を手に入れている実力派。専用機はトリスタン。独特に編んだ金髪が特徴。スザクを手伝うためアーニャとともにエリア11を訪れ、後にアッシュフォード学園高等部に入学した。
普段は陽気な自由人だが、戦闘では常に余裕を見せた態度で振舞う自信家。一方でナンバーズ出身のスザクに対しても親しく接するなど他人には気さくで人懐こく、学園内では女子からの人気も高い。庶民の文化には疎く、ルルーシュと初対面の際には「副会長のランペルージ卿」と呼んでいる。
後にビスマルクらとともに皇帝となったルルーシュに反旗を翻し、ランスロット・アルビオンに敗北するも唯一生き延びる。自分の守るべきもののためにあくまでもルルーシュと敵対し戦うことを決意し、黒の騎士団に合流。改造されたトリスタン・ディバイダーでルルーシュらとの最終決戦に臨み、蜃気楼を破壊するもランスロット・アルビオンに敗北。しかし、機体を胴体から両断された状態で飛行能力を復活させ、ランスロット・アルビオンに勝利しながらも行動不能になって空中に落下したカレンの紅蓮聖天八極式を受け止めて救助した。
『復活のルルーシュ』では19歳。黒の騎士団に在籍し、藤堂と共にジルクスタンとの交渉を行っていた。
『奪還のロゼ』では第3幕より登場。ホッカイドウブロックとの通信で顔を出す他、世界中がロキの大群に襲われた際はその映像の分析を行う。戦力不足を補うため、退役軍人などKMFに乗れる者を招集。自らもトリスタン・ディバイダーで出撃する。
【小説版「ナイトオブラウンズ」】ナイトオブセブンに就任したてのスザクとのKMFでの馬上試合で彼と互角に戦って、判定負けをして以来スザクと親しくなった。騎士が多くの人を殺す立場にあるため、自分の行為を正当化して言い訳するような「弱い奴」こそが騎士に向いていると考えており、スザクのことも「弱い奴」として認めている。
【Asuka版】戦後はブリタニア系日本人となり、アッシュフォード学園に転入した。
【幕末異聞録】ユーフェミアのお付きとして、アーニャと共に登場した。裾野における最終決戦では、ルルーシュたちに味方している。
【新潔のアルマリア】航空幕寮長として自部隊の「グリーンフォース」を率いており、キルギスで起きた騒乱鎮圧に出動するも、突如現れた「ピュアエレメンツG」の異名を持つ謎のKMF「鞠熾天」に乗機を破壊される。
ドロテア・エルンスト
声 - 井上喜久子
「ナイトオブフォー」の地位に就いている若い女性で、マントの色は水色。ビスマルクと肩を並べるほどの豪傑。専用機はパロミデス。ルルーシュに反旗を翻すが、ランスロット・アルビオンにあえなく撃墜され戦死した。
アーニャ・アールストレイム
声 - 後藤邑子
皇暦2003年10月26日生まれ（14-15歳）。「ナイトオブシックス」の地位に就いている少女で、マントの色はピンク。一人称は「私」。ピンク色の髪を頭の後ろでまとめている。ナナリーと同年代ながらも最年少でラウンズとなった凄腕で、専用機はモルドレッド。後にスザクを手伝うためジノとともにエリア11を訪れ、後にアッシュフォード学園中等部に入学し、生徒会に入った。
皇室に出入りできる貴族の家に生まれ、行儀見習いでアリエス宮にいた経験がある。V.V.によるマリアンヌ暗殺現場に偶然居合わせ、死に瀕したマリアンヌのギアスによって彼女の意識を転送された後、マリアンヌを守ろうとするシャルルによってギアスによる記憶の改竄が行われた。
無口で感情を表に出さず、平時淡々とした低いテンションを保っている。ギアスによって転送されたマリアンヌの意識が表層に出ている間は、自分の意識・記憶が断絶するため自分の記憶を信用しておらず、あらゆることを記憶するために携帯電話で写真を撮影したりブログの更新をしたりしている。そのデータを何よりも大事にしており、データが消えてしまうと泣き出してしまう。
最終決戦でジェレミアに敗れ、記憶がないことに絶望的になっていたが、ジェレミアのギアスキャンセラーによって記憶を取り戻す。ゼロレクイエム後は、ジェレミアに引き取られて蜜柑農園を手伝っている。
『復活のルルーシュ』では17歳。ジェレミアと共にナナリー救出に参加。ロイドが趣味で改良したモルドレッド・ビルドアップで、ルルーシュのサポートを行った。
【ピクチャードラマ･R2 DVD9巻】生徒会メンバーとは再会せずに、ジェレミアの花火を手伝っていた。
【小説版】ナナリーのエリア11総督就任までの間、本国における彼女の護衛を務めていた。そこで初めて来るはずのアリエスの離宮を知る自分に、違和感を覚えていた。ナナリーに対して、物事をずけずけというため、嘘をつかない相手として信頼されており、ある事件ではスザクたちの介入を阻止するため、必要ならアヴァロンを撃ち落とす命令すら受けていた。最終的には、シュナイゼルの思惑に気付いたナナリーからルルーシュ討伐直後、モルドレッドを使ってダモクレス内部で暴れて、自分たちごと葬る命令にも従った。
【Asuka版】戦後はブリタニア系日本人となり、アッシュフォード学園に転入した。
【ナイトメア・オブ・ナナリー】「エデンバイタル教団」のメンバーであり、トリスタンに搭乗している。マリアンヌがその身に宿るまでの経緯が、アニメ版とは異なる。
【幕末異聞録】ユーフェミアのお付きとして、ジノと共に登場。口数は少ない。最終決戦ではスザクやジノ同様、ルルーシュたちの味方となった。
ノネット・エニアグラム
声 - 新井里美（ゲーム『LOST COLORS』以降）
「ナイトオブナイン」の地位に就いている若い女性で、マントの色は紫。気ままにして豪放な性格の持ち主で、ブリタニアの士官学校ではコーネリアの先輩でもあった。専用機はランスロット・クラブ。
『双貌のオズ』でその動向が深く掘り下げられ、グリンダ騎士団の監視およびとある銀髪の騎士の捜索のために、エリア24へ派遣される。後に第二次トウキョウ決戦に指揮官として参戦しており、ナイトオブラウンズの反乱の際には、ビスマルクにダモクレスで待機を命じられていたために、出撃することはなかった。詳細は『双貌のオズ 02』を参照。
ルキアーノ・ブラッドリー
声 - 私市淳
4月19日生まれ。「ナイトオブテン」の地位に就いている若い男性で、マントの色はオレンジ色。「ブリタニアの吸血鬼」の異名を持つ。一人称は「私」。オレンジ色の髪をしている。専用機はパーシヴァル。直属の親衛隊として「グラウサム・ヴァルキリエ隊」を率いており、部下としてマリーカとその先輩のリーライナ・ヴェルガモンら15 - 25歳の女性が所属している。
好戦的かつ残虐な性格で、「人殺しの天才」を自称し殺人と破壊に至上の快楽を見出す。友軍に対する仲間意識は希薄であり、味方を平然と武器や盾として使い潰す。ブリタニア軍にいるのも、殺人を合法的に許されるからである。このため、過去に白ロシア戦線で縁のあったスザクのみならず、ナイトオブラウンズの面々も仲間だとは思っていない。ただしヴァルキリエ隊は例外らしく、後述の第二次トウキョウ決戦では連携してゼロの蜃気楼を窮地に追い込んでいる。
第二次トウキョウ決戦でカレンの紅蓮聖天八極式と戦うも敗北し、ラウンズのメンバーで最初の戦死者となる。
『双貌のオズ』ではエリア24の不穏な陰に気付くほか、部下であるマリーカの情緒を見抜き、許嫁を悲しませるという理由で出撃を認めないなど、只の快楽殺人鬼ではない優れた観察眼と高い指揮能力を見せる。また、命に対しても全ての人間に一つしか無い尊いものだからこそ奪う悦びとそれを捧げる尊さ、失われることを説くなど、命に対する独特の美学を示した。
モニカ・クルシェフスキー
声 - 後藤邑子
皇暦1999年5月3日生まれ（19歳）。
「ナイトオブトゥエルブ」の地位に就いている若い女性で、マントの色は黄緑色。リボンを巻いた金髪のロングヘアが特徴。専用機はフローレンス。第二次トウキョウ決戦後はシャルルの護衛を務め、神根島へと向かう。後にビスマルクらとともに皇帝となったルルーシュに反旗を翻す。
ラウンズの中でもシャルルへの忠誠心は一際強いが、平等を嫌うシャルルとは違い差別を嫌っており、ナンバーズ政策についてもあまり快く思っていない。正義はすべての人間に対して等しく降り注がれなければならず、あまねく臣民たちのために戦うという精神を持った高潔なる騎士である。「騎士として民や弱者を守る」という高い志しを持つ、貴族の鑑とでも表すべき人物。主君であるユーフェミアを亡くしたスザクを気遣うなど、彼の出生や過去を思い謀りながら接する優しさを持ち合わせた人格者でもある。
外伝作品『双貌のオズ』において、果実を持ったカンボジアの露天商の子供とぶつかり服を汚されたとして露天商への暴行を加えていたブリタニア兵を厳しく叱り付け、自国兵士による理不尽な乱暴狼藉を止めて、露天商の親子を救った。
露天商の親子を救った時に出逢ったオルフェウスに対し恋心を抱いたが、敵対者であることに気付かないまますれ違うことになった。
スマートフォン向けゲーム『コードギアス 反逆のルルーシュ ロストストーリーズ』内にて、ブリタニア貴族のギンツブルグ家の令嬢ナターシャと、シャルルとの間に生まれた娘であり、ルルーシュの異母姉にあたることが明かされた。ただし、実の父であるシャルルからは認知されておらず、母親はじめギンツブルグ家もブリタニアの専制君主制度に反旗を翻そうと謀反を起こしたことにより、一族郎党処刑されている。生まれたばかりのモニカは侍女の手により実家と親交のあったクルシェフスキー家の娘として育てられたが、成長してから自身の出自を知ることとなった。自分の存在を認知していないシャルルに『自らの存在を証明すること』を最大の目標としてナイトオブラウンズ入りを果たしており、前述した人物像が出来上がった経緯も、自らの出自が影響している。
当初は戦死扱いだったものの、ロストストーリーズでの彼女の足跡を鑑みるに、明確に死亡しているという描写は薄れており、生存しているのか死亡しているのかわからない状況におかれている。
また、『コードギアス 亡国のアキト』に登場するミケーレ・マンフレディ（元ナイトオブツー）や『コードギアス 奪還のロゼ』に登場するノーランド・フォン・リューネベルク（元ナイトオブファイブ）はそれぞれ、元ナイトオブラウンズであったことが明かされている。

### 軍人・研究員・役人
ジェレミア・ゴットバルト
声 - 成田剣
皇暦1989年8月2日生まれ（28-29歳）。ブリタニアの名門であるゴットバルト家出身で、辺境伯の爵位を持つ男性。KMF操縦技量は高くブリタニア軍では指揮官を任されるほどの地位だったが、好戦的な性格ゆえ戦闘時には自らKMFを駆って出陣する。一人称は「私」。野心家ではあるがその行動原理は皇族への高い忠誠心が主であり、コーネリアに負けないほどにマリアンヌのことを敬愛していた。初任務がマリアンヌの住むアリエス宮の護衛であったことを何よりも誇りにしていたが、彼女を守り切れなかった過去を持つ。その後悔から皇族を守り抜くという決意を固め、純血派を結成しそれを率いている。
イレヴンを含むナンバーズをただ差別しているだけのブリタニア人とは異なり、彼の場合は皇族にとっての不穏分子となりうるナンバーズへの警戒心が根底にあり、後述のスザク処刑未遂の件もイレヴンが反乱の神輿に担ぎ得る彼を取り除くことでエリア11平定への障害を消そうという目論見を含んでいた。そのため、キューエルたちに粛正されかかったところをスザクに助けられてからは彼への心証が変わり、その後は状況の変化によって敵味方に二転三転しつつも高く買っていた。
クロヴィスの暗殺を機に、名誉ブリタニア人のスザクにその罪を着せることで純血派による軍の掌握を謀ったが、「オレンジ」というハッタリにより汚職を示唆された上ギアスに掛かり、ゼロたちを逃がしてしまう。以後、周囲より「オレンジ」と蔑まれ、軍での階級は3階級降格処分となるなど威信は失墜し、ゼロに深い恨みを抱くようになる。ただし、ナイトメアフレームの操縦に関しては、ブリタニア軍にあっても元々の高い評価が覆ることはなかった。
ナリタ攻防戦で紅蓮弐式の輻射波動を受け、強制脱出するものの右目が失明した上に身体に深刻なダメージを受ける。MIA（戦闘中行方不明）となり、事実上の戦死として軍の戦死者リストにも名前が載った。
しかし、実際はバトレー傘下の研究員たちに拾われており、C.C.（CODE-R）の特性を疑似的に再現するための実験適合生体として改造されるが、ブラックリベリオン時に未調整のまま覚醒し、ゼロのブリタニア軍への降伏通告を聞いてその情念が暴走。支離滅裂な言動でバトレーらの制止を振り切り、ジークフリートでゼロの搭乗するガウェインを討つべく追跡、猛攻を加える。最終的に神根島までしつこくゼロを追いかけるが、C.C.が操るガウェインによって海へと押し込まれ、共に海底へと沈んでいった。
その後、V.V.率いるギアス嚮団によりジークフリートと共に救出され、組織から度重なる再改造を施された結果、ギアスを無効にするギアスキャンセラーを手に入れ、サクラダイトを動力源とした完成体となるが、その特性上ゲフィオンディスターバーに弱い（後に対策が施された）。
V.V.の命により、ルルーシュ討伐のためエリア11へ派遣される。ところが、彼の目的はマリアンヌの遺児であるルルーシュが戦う真意を確かめることであり、彼の行動原理を知ってからはV.V.を裏切り、ルルーシュを主君と定め忠節を尽くし、懐刀として多大な戦果を挙げた。先述の事実無根の汚名であった「オレンジ」との蔑称も、本人は忠誠の証として受け入れている。ダモクレスを巡る戦いで、敵として出会ったアーニャがギアスによって記憶を失い絶望的になっていることに気付き、ギアスキャンセラーで彼女の記憶を蘇らせた。
ゼロレクイエムの際はスザク扮するゼロをあえて見逃し、計画の完遂を見届けた後、軍を除隊。その際に、アーニャの身柄を引き取った。その後は、アーニャと共に蜜柑農園を経営している。
『復活のルルーシュ』では31歳。民間の立場でアーニャと共にナナリー救出作戦に参加。ルルーシュへの忠誠心は変わっておらず、KMFサザーランド・ローヤルに乗って戦う。
【ドラマCD「オレンジ・ピール」】帝立コルチェスター学院で監督生を務めていた折、同寮だったロイドが度々騒動を起こすのでジェレミアも監督責任を問われて手を焼かされていた。また、自分が冤罪を被せたスザクに助けられた件で責任を感じ、謝罪に出向こうとするがギルフォードに身柄を拘束され、それどころではなくなってしまう。
【ピクチャードラマ DVD5巻】スザク処刑前夜。クロヴィスも含めて2度もすぐ傍で皇族を殺されたことを悔やみ、マリアンヌの遺児が命を落とした地でもあるエリア11でのこれ以上の失態を侵すまいと誓っている。リリーシャという妹がいる。
【イラストドラマ･R2 DVD9巻】生徒会のメンバーたちに掛けられたシャルルのギアスを解いており、そしてルルーシュから、みんなでアッシュフォード学園で花火をする約束のことを頼まれており、最後の使命を果たすためにみんな揃った学園に密かに赴き、屋上でアーニャと約束の花火を打ち上げた。
【Asuka版】アニメ版と同様、ゼロの罠にかかりオレンジ疑惑により下降。VTOLの爆撃で気を失ったゼロを捕獲するが、シャーリーに銃撃される。
【反攻のスザク】オレンジ事件がなく、一時はゼロを射殺寸前まで追い詰めた。スザクの実力を認めつつある。
【ナイトメア・オブ・ナナリー】ギアスに覚醒したナナリーに挑むが、手も足も出ずに敗北。その後、ホテルジャック事件で突入作戦を決行するが、日本解放戦線の雷光の前に敗北。
【DS版】2周目以降、パラックスやキャスタールの「ブレス」によって洗脳され、クロヴィスやコーネリアを射殺する。
【その他】第1回の人気投票では5位にランクインし、成田剣は「あれだけのキャラの中で5位になるとは意外」とコメントしている。
ヴィレッタ・ヌゥ
声 - 渡辺明乃
皇暦1991年6月1日生まれ（26-27歳）。純血派メンバーで、階級は騎士侯の女性。プライドが高く、強気な性格だが、冷静さと洞察力も備えている。一人称は「私」。生まれの低さから、貴族への憧れを持ち、純血派に入った理由も出世の踏み台のためであり、頭の中は自分の立身出世のことしかない。特技は料理。
ジェレミアへの忠誠心は高いが、彼がナリタの戦いで消息を絶った際には、明日は我が身という焦りから呼び捨てにしていた。
シンジュク事変で自身のサザーランドを奪われたときにルルーシュにギアスを掛けられている。ギアスで操られた者たちの不可解な行動やその際の記憶がないことを疑問に思い、記憶に残っていたルルーシュをシャーリーを使って調べようとした。その過程でゼロの正体を知るも、シャーリーの銃撃で負傷して記憶喪失となる。気を失っていたところを扇に発見され、その際、ゼロの名を口にしたことから、扇に保護されることになる。記憶喪失時は繊細・温厚な性格へと変わり、扇から「千草（ちぐさ）」という仮の名前を与えられ、互いに惹かれあう。
虐殺皇女ユーフェミアの起こした式典後の暴動にて、扇の部屋で暴徒に襲われたことから本来の記憶を取り戻し、アッシュフォード学園へ向かう。そこにいた扇を銃で撃ったが、とどめは刺さずに逃亡した。
ブラックリベリオン後はゼロの正体を突き止めた功績として、男爵位を得て中佐に昇進。機密情報局に配置されルルーシュの監視およびC.C.の捕獲の任を受け、アッシュフォード学園の体育教師兼水泳部顧問となる。記憶の戻ったルルーシュに扇との関係について脅され、従わされることになった。教師活動に関しては不服ではあったものの、扇が元は教師だったからか、実際のところ満更でもない様子も見せており、生徒たちにも慕われていた。顧問を務める水泳部ではスザク復学の歓迎会の際、シャーリーの策で部の宣伝にやむなく参加したこともあったが、過去彼女に撃たれたことへの遺恨もあり、彼女への指導態度は他の生徒に比べ厳しめだった。
ブリタニア軍に捕まっていた扇がゼロにより解放された際には、ホッとした表情を見せていた。騎士団との繋がりを断つべく、中華連邦で扇と対面した際に咲世子に捕まり斑鳩に拘束され、自分への変わらぬ愛情を示した扇に「ゼロの正体」や「ギアス」について伝え、彼のゼロに対する不信を決定的にした。
以後は騎士団に残り、扇との間に子供を授かったことで蓬莱島に残され、ダモクレスでの戦いには不参加だった。そのため、ブリタニア勝利後はコーネリアらと共に地下に潜伏し、囚われた扇たちを救出すべく行動していた。ゼロレクイエムの後、晴れて扇と結婚した。
『復活のルルーシュ』では29歳。ナオトという男の子を出産している。
【ピクチャードラマ R2 DVD9巻】再建した学園に訪れて昔を懐かしむ様を見て、咲世子から教師へ復帰してはと訪ねられた際、満更でもない様子だった。また咲世子は密かに彼女が扇に告白を強要したことを知っていて、その現場にあった木を移植した。今では恋が実る木として、伝説になっている。
【ナイトメア・オブ・ナナリー】ジェレミアらと共にナナリーに挑むが、ギアス能力とナナリー操縦のKMFの圧倒的な性能の前に敗れる。ホテルジャック事件においても、ジェレミアと共に雷光に挑むが敗れる。
【DS版】2周目以降はキャスタールの騎士となる。
キューエル・ソレイシィ
声 - 加瀬康之
純血派メンバー。生真面目な性格で、祖国への忠誠心は高い若い男性。26歳。一人称は「私」。枢木スザク強奪事件以降、ジェレミアを「オレンジ」と軽蔑し、純血派のためにジェレミアの粛清を謀るが失敗。その後、ナリタ攻防戦でカレンが駆る紅蓮弐式の攻撃を受け、戦死する。
マリーカ・ソレイシィという妹がいる。
【Asuka版】日本解放戦線を追跡する作戦でゼロの策に陥り、サクラダイトの爆発に巻き込まれ死亡した。
アンドレアス・ダールトン
声 - 梁田清之 / 増谷康紀（ゲーム『ロストストーリーズ』2022年12月更新以降）
コーネリア率いる軍の将軍で、彼女への忠誠心も高い。藤堂と戦闘経験があるベテラン将校で、日本占領作戦にも参加していた中年の男性。47歳。一人称は「私」。軍務以外でも、抜群の働きを見る。
有能ならば出自を問わない懐の広さを持つ実力主義者で、スザクの能力も認めている。戦災孤児を養子として引き取って育てており、彼らからの信頼も厚い。グラストンナイツは、その中のエリート騎士である。
行政特区日本の設立のためユーフェミアの補佐を命じられ、式典場では虐殺命令を下したユーフェミアに撃たれて重傷を負う。その後、ルルーシュに「コーネリアを生きたまま差し出せ」というギアスをかけられ、その命令を実行した後、用済みと判断されガウェインのハドロン砲を受け戦死した。
【ナイトメア・オブ・ナナリー】KMFによる決闘で、スザクを叩きのめそうとする。そのことをスザクに見抜かれて逆上するが、ユーフェミアによって諌められた。
ギルバート・G・P・ギルフォード
声 - 幸野善之
皇暦1990年10月19日生まれ（27-28歳）。コーネリア親衛隊隊長で、彼女の騎士。眼鏡を掛けた、オールバックの長髪の男。一人称は「私」。コーネリアに対する忠義を第一としている。「帝国の先槍」の異名を持つ。生真面目で筋の通った男で人望もあり、スザクの能力を評価し、騎士の先輩としてアドバイスを行っていた。一方でジェレミアのことを嫌っていたようで、ゼロを取り逃がした彼の汚職・謀反の容疑が晴れた後も度々「オレンジ」と発言していた。
ブラックリベリオン後もグラストンナイツと共にエリア11に客将として留まっており、総督のカラレスが戦死した際には総督代行を務め、藤堂たちの処刑を餌にゼロをおびき出し葬ろうとするが、失敗に終わる。その後はヴィンセントに搭乗し、ゼロに立ち向かう。
超合集国建国後、ルルーシュに「ルルーシュをコーネリアと認識する」ギアスをかけられ、コーネリアへの忠誠心ゆえに祖国に敵対することを選択。第二次トウキョウ決戦では、ルルーシュを庇ってフレイヤの爆発に巻き込まれ生死不明となるが一命を取り留め、後に生還したコーネリアと再会。以降は常にサングラスをかけているが、彼女を「姫様」と呼びながら感極まって涙を流した。ルルーシュが世界を支配した後も、拘束を逃れてゼロレクイエムまでコーネリアやヴィレッタたちと行動を共にしていた。
『復活のルルーシュ』では30歳。引き続きコーネリアと行動を共にしており、黒の騎士団に所属している。ジルクスタンと超合集国との国境地帯でルルーシュたちと合流し、コーネリアたちと共にクインローゼスに搭乗してナナリーの救出作戦に参加する。
『奪還のロゼ』では第3幕に登場。相変わらずコーネリアの側に仕え、彼女を支えている。
グラストンナイツ
アンドレアス・ダールトンが引き取り育てた養子たちの中で、軍人となった5人で構成されるエリート騎士集団。ブラックリベリオン後は、ギルフォードの補佐としてエリア11に留まる。最初の乗機は改良型グロースターだったが、第二次トウキョウ決戦に参加した3人はガレスの先行量産型に乗り換えた。
クラウディオ・S・ダールトン
声 - 加瀬康之 / 近藤隆（新劇場版）
グラストンナイツのメンバーで、リーダー格にあたる茶髪の男。メンバーで唯一生き残り、最終決戦では、蓬莱島にギルフォードやヴィレッタなどと共に残る。『復活のルルーシュ』では、コーネリアやギルフォードと共に扇とヴィレッタの結婚式に出席している。
『ロストストーリーズ』ではブラックリベリオンの最中に現れた正体不明のKMFの調査をサファイア・カラスと共に行う。
エドガー・N・ダールトン
声 - 田中伸幸 他
銀色の短髪で、サングラスをかけている男。第二次トウキョウ決戦で、藤堂に機体を破壊され死亡した。
デヴィッド・T・ダールトン
声 - 私市淳 他
赤髪で、鋭い目つきの男。黒の騎士団幹部の公開処刑の場にてルルーシュにギアスをかけられ、ロロのヴィンセントを狙撃した。第二次トウキョウ決戦で、千葉に機体を破壊され死亡した。
アルフレッド・G・ダールトン
声 - 蓮池龍三 / 高梨謙吾（新劇場版）
セミロングの金髪の男。黒の騎士団幹部の公開処刑の場で、カレンに機体を破壊され死亡した。
バート・L・ダールトン
声 - 杉山紀彰
左目の隠れた黒髪の男。黒の騎士団幹部の公開処刑の場で、落下してきたG-1ベースに機体を押し潰され死亡した。メンバーで最初の戦死者である。
バトレー・アスプリウス
声 - 宝亀克寿
クロヴィスの命でC.C.の研究を行っていた禿頭の将軍。将軍ではあるが文官出身であり、ジェレミアには侮られている。57-58歳。一人称は「私」。クロヴィス殺害を防げなかったため、権力を掌握し代理執政官についたジェレミアの手によって失脚・更迭され、本国で処分されるところをシュナイゼルの計らいにより復帰。以降はシュナイゼルに忠誠を誓いつつ、ナリタで拾った瀕死のジェレミアを実験体としてエリア11ブリタニア政庁地下で「CODE-R」の研究を引き続き行っていた。
ブラックリベリオン後は本国に戻っていたが、シャルルの命令とV.V.による瞬間移動でギアス嚮団に拉致され、ギアスキャンセラーを得たジェレミアの最終調整をなかば強制的に行わさせられた。しかしその後、ある仮説の元で自分たちが世界を滅ぼしかねない事態に荷担したことを知りつつ、逃げようと考えていた所をルルーシュの嚮団殲滅作戦の巻き添えで死亡した。ジェレミアからは生体改造を施したことで恨まれてはいたが、死後に皇族への忠義を尽くしていたとして「君を尊敬する」と評された。
【ナイトメア・オブ・ナナリー】「ギアスユーザー」の少数精鋭部隊「特殊名誉外人部隊（イレギュラーズ）」を統括していた。
ロイド・アスプルンド
声 - 白鳥哲
皇暦1989年2月2日生まれ（29-30歳）。伯爵にして、特別派遣嚮導技術部（特派）の主任を務める技術者の男性。本作品における「笑われ役」を務める、ブリタニア帝国サイドにおける『コミックリリーフ』である。
一人称は「僕」で、眼鏡と白衣を愛用している。「おめでとう」「残念でした」が口癖。上下関係や社会的タブーに無頓着で、彼の意向によって研究施設内では階級・爵位といったものは不問とされている。スザクのことを「パーツ」と発言したり、非人間的であるような振舞いが目立つが、スザクやセシルを気にかけるような一面も見せており、時折彼らに味わい深い助言や忠告を送ることもある。また、ラクシャータとは大学時代のゼミの同輩であり、幅広い分野において非凡な才能を発揮する彼女の技術力には強いライバル心を抱いている。なお、ミレイとは婚約関係にあり、彼女のことは気に入っていたが、自立を決意したミレイによって破局した。
普段は気さくな振る舞いが多いが、それでも貴族の家に生まれたことから貴族としての礼儀作法は心得ており、スザクがユーフェミアの選任騎士と彼女が公表してから行われた叙任式の様な場では「ブリタニアの青年伯爵」然とした正装に身を包んでいる。また、先述の意向からスザクのことを普段は「スザク君」と呼んでいるが、切羽詰った状況下では呼び方が「枢木卿」へと変わっていた。
ランスロットやフロートシステムといった、最新KMF用技術を手掛けている。スザクの才能を見出し彼をランスロットのデヴァイサーとして迎え入れ、後にスザクのナイトオブセブン就任に伴い、彼の後見人になるとともにナイトオブセブン直属開発機関・キャメロットの主任となった。ルルーシュが神聖ブリタニア帝国第99代皇帝に就いてからは、彼やスザクの下に身を寄せる。ゼロレクイエムについても全貌を知らされた上で協力しており、最終決戦においてはアヴァロンにてニーナの作業を補佐した。
ゼロレクイエム以降は貴族の特権も失い、また悪逆皇帝に仕えていたことから公職にも付けず、行き場を失っていた所をカノンに拾われ彼の設立した防衛企画開発高等研究所に勤めることとなる。
『復活のルルーシュ』では32歳。カレンや咲世子と共に、ナナリーとゼロの捜索任務でジルクスタンに潜入しそのハッキング技術を披露。以降は復活したルルーシュの指揮下で、セシルやニーナと共にナナリー救出作戦に参加する。漫画版では機械を用いてスウェイル・クジャパットのギアス攻略に貢献した。
【Asuka版】学園の教師という表の顔を持つ。裏では特派に所属しており、スザクに対して親身に接する（KMFが存在しないため、特派は戦闘機や陸戦艇のメンテナンスを主任務とする）。
【反攻のスザク】ある目的の元、強化歩兵スーツを開発していた。戦後は行方不明になる。
【ナイトメア・オブ・ナナリー】サクラダイトを使ったギアス伝導回路を開発しており、先行して実用化していたマッドにシュナイゼルの威を借りて圧力をかけ、データを供出させる。
【新潔のアルマリア】防衛企画開発高等研究所に所属している。元ブリタニア貴族に誘拐され、囚われの身となるが、ハクバ達「エージェント新月」に救出される。
セシル・クルーミー
声 - 井上喜久子
皇暦1993年9月7日生まれ（24-25歳）。ランスロット開発メンバーの一員で、ロイドの補佐を務めるオペレーターの女性。ロイドやラクシャータの大学のゼミ時代の後輩でもあり、庶務全般での活動をしている。一人称は「私」。自身も優秀な技術者であり、フロートユニット・エナジーウイングの考案者である。
優しい性格だが、怒らせると怖い。上司であるロイドの言動には日頃からかなりの不満があり、学園祭のモグラ叩きを模したゲームではロイドと似た生徒を集中攻撃した。スザクには人一倍優しいが、その様子はロイドに「何者かと重ねて見ている節がある」と評されている。
料理が好きでよく他人にふるまっているが、自覚のないかなりの味覚音痴。その奇抜な創作料理の味は、ロイドさえも青ざめさせてしまうほどである。
ルルーシュが神聖ブリタニア帝国第99代皇帝に就いてからは、ロイドと共に彼やスザクのもとに身を寄せる。ゼロレクイエムについても知らされた上で協力しており、最終決戦においてはアヴァロンのブリッジでルルーシュの補佐をした。
『復活のルルーシュ』では27歳。ルルーシュがコーネリアと協力関係になってから、ロイドやニーナと共にナナリー救出作戦に参加する。しかし、作戦中にクジャパットに銃撃されて重傷を負ってしまい、ロイドの救命処置と咲世子とニーナが守ってくれたおかげで、一命を取り留める。現在はロイドの上司となっている。
【ピクチャードラマ DVD3巻】ロイドに気があることが示唆されるが、無神経なロイドの態度に腹を立てている。特派の庶務全般を仕切っている。
【ピクチャードラマ R2 DVD8巻】C.C.との会話でセシルは、スザクをかつて帰らぬ人となった男性と重ねていること、惹かれていることを明かしたが、愛しているかに関しては言葉の定義によると言って明確にはしなかった。また、ロイドのセリフから酒豪であることが判明している。
【ナイトメア・オブ・ナナリー】ロイドの補佐として登場。スザクを気遣うが、あまり気にかけられていない。
【新潔のアルマリア】防衛企画開発高等研究所の室長を務める。ラクシャータから連絡で「エージェント新月」に協力する。
ジョセフ・フェネット
声 - 成田剣
シャーリーの父で、サクラダイト関連の地質調査を行う役人。ホテルジャック事件でシャーリーが人質にされたときは、彼女のことを心配していた。ナリタ連山で黒の騎士団の作戦の巻き添えとなり、死亡した。
劇場版では娘のシャーリー共々生存しており、『Ⅲ 皇道』では妻も含め親子でゼロレクイエムを見届けている。
【小説版】地質調査を行う役人とは表向きの役職で、裏では重要な研究を行っており、それの後片付けをしていた。
【Asuka版】日本解放戦線の囮作戦に巻き込まれて死亡した。
カノン・マルディーニ
声 - 三戸耕三
皇暦1990年6月1日生まれ（27-28歳）。シュナイゼル直属の士官で側近を務める伯爵。中性的な容姿で女性口調の自称「変わり者」の男性。一人称は「私」。ニーナやロイドとも親しい。シュナイゼルの気質を知り抜いており、彼によく軽口を叩いているが、それは互いの絶対的な信頼関係の裏返しでもある。シュナイゼルとは学生時代からの付き合いである。学院の寄宿舎では監督生のシュナイゼルと対立する問題児で、見せしめのために彼に鞭で打たれたこともあったが、心を持たないシュナイゼルの本質に関心を抱き付いていくことを決めた。最終決戦でも、側近としてシュナイゼルに付き従ったが、拘束されながらシュナイゼルがルルーシュに「ゼロに仕えよ」というギアスをかけられてしまうのを目撃し、ショックを受ける。しかし以降も超合集国では引き続きシュナイゼルに仕えていた。また、ゼロレクイエムの影響で行き場を失ったロイドを見かねて防衛企画開発高等研究所を設立し、彼やセシル、ニーナの雇い主となっている。
『復活のルルーシュ』では30歳。次官としてナナリー救出作戦に必要なナイトメアフレームを空路で送ると咲世子に伝達した。その他の詳細は『双貌のオズ』を参照。
【小説版】小説版のナナリーは性格や描写がアニメ版と異なることもあり、ナナリーのエリア11総督就任には反対であり、ナナリーのことを「怖い」と評価している。
【新潔のアルマリア】大統領に就任したシュナイゼルの傍にはおらず、防衛企画開発高等研究所のオーナーとしてロイド達の傍にいる様子。
アリシア・ローマイヤ
声 - 渡辺明乃
エリア11総督に就任したナナリーの補佐兼お目付け役を務める若い女性。ナンバーズに対する差別意識が強く、ナンバーズ出身であるスザクやイレヴンに慈悲をもたらそうとするナナリーには非協力的。第二次トウキョウ決戦にてシュナイゼルの指示によりナナリーが脱出するための囮とされ、その結果フレイヤの爆発に巻き込まれ死亡した。
アレックス・カラレス
声 - 幹本雄之
ブラックリベリオン後に、エリア11の新総督に就任した公爵の男性。イレヴンに対し厳しい圧政と弾圧を行っており、黒の騎士団の残党討伐を「人間狩り」と評する残虐な人物。中華連邦の星刻と高亥を出迎えていた際に黒の騎士団によるバベルタワー襲撃事件に遭遇、自らG-1ベースに乗り前線で指揮を執るが、黒の騎士団の脱出ルートを絞ってバベルタワーの正面入口に陣取ったことが仇となり、位置を特定したゼロの策略で倒壊したバベルタワーの下敷きになって死亡。総督殺害と逃走ルートを同時に行う鮮やかな手並みは、復活したゼロが本物だとギルフォードら周囲に否が応でも印象付けされた。
『双貌のオズ』では総督就任の経緯が描写された。かつて暴虐をもって左遷されかけていた乱暴者。だが、クロヴィスとユーフェミアが命を落とし、コーネリアも総督の地位を返上して行方不明となってしまったエリア11への新総督として第一皇女ギネヴィアの推挙を受けて就任。総督就任当初はクロヴィスやユーフェミアの意向を継いで強硬策を控えようと心掛けていたが、マリーベルがブリタニア人を憎むイレヴンから暴行に遭いかけてしまい、ギネヴィアから「イレヴンとディベートなど成立すると思わぬように」と厳しい説教を受けて強硬策に転じていった。
『ロストストーリーズ』のストーリーイベント「ブライダル・ロワイヤル～花嫁は帝国最強の騎士～」にてフルネームが判明。
【小説版】アーニャから残忍と称されており、反ブリタニア活動を行なったイレヴンを処刑していたが、本当の反乱者は10人の中で2人もいないとされるなど、性格面の問題はブリタニア国内でも有名だった模様。
アプソン・トンプソン
声 - 五王四郎
ブリタニア軍の将軍の男性。カラレスの死後に、エリア11の新総督になったナナリーを護送するログレス級浮遊航空艦を中心とした空中艦隊の指揮官。
手柄に固執し自分の降格におびえる自己中心的な人物であり、艦隊が黒の騎士団の襲撃に遭って計略に見事にはまって護衛のVTOLを失い追い詰められた際、ナイトオブラウンズやギルフォード達の救援に喜ぶどころか手柄を横取りされると焦り、自ら銃座に陣取って藤堂の月下を攻撃するが、当たらないどころかログレス級浮遊航空艦のエンジンを破壊してしまい、藤堂の反撃を受けて死亡した。ゼロには「愚かな指揮官」、藤堂には「愚か者」と酷評された。
『双貌のオズ』でも「タレイランの翼」の迎撃を行ったが、こちらでもしてやられている。

## 旧日本関係者

### 政府・軍部関係者
枢木ゲンブ（くるるぎ ゲンブ）
声 - 岸野一彦
スザクの父で、日本最後の総理大臣。名前は「玄武」と書く。
徹底抗戦を唱えていた軍部を諌めるために自決したとされているが、実際はブリタニアに対する徹底抗戦の主張に反発するスザクに殺された。死の真相は桐原らによって隠蔽され「自決」とされるが、彼の死によって旧日本は混乱、もともと劣勢だった軍事能力はさらに低下し、ブリタニアの侵攻をさらに容易にしてしまう。そのため、一部からは「徹底抗戦を主張しながら、自分だけさっさと死んで逃げた」と言われることもある。
エリア11に張り巡らされている地下鉄などの鉄道網は、本土決戦を見越したゲンブ政権によるもの。強いリーダーシップを持ち、財界・軍閥を押さえ支持者は多かった。人格者でもあり、生きていれば後の世界は違った形になっていたと思われる。
【ドラマCD「戻らない 夏 の 日」】自身とナナリーとの婚約を発表しようとしていた。
【小説版】日本をブリタニアに売り渡し、占領後に一定の地位を得ようとしていたとされている。また取引のためにナナリーを殺そうとし、それを偶然知ってしまったスザクに問い詰められる。その後、背中を向け無言で部屋を去ろうとしたところをスザクに刺殺されてしまう。『ザ・スニーカー』に先行収録された話では、ゲンブが実際にナナリーを殺そうとするシーンが挿入されており、そこに乱入してきたスザクによって刺殺される。
【反攻のスザク】小説版と同様、徹底抗戦を唱えつつも、裏では日本をブリタニアに売り渡そうとしていた。しかしスザクがゲンブを刺した理由は、ゲンブとシャルルの取引の会話を聞いていて、その激昂による物であることが強調されている。殺される前に、スザクに先祖から代々伝わる懐中時計を渡している。
【ナイトメア・オブ・ナナリー】敗戦後の地位を得るため、ナナリーとの婚約の発表を考える。日本人の支持を失わないためにルルーシュを殺害しようとするも、ナナリーの「能力」によって邪魔をされ、危険を感じてナナリーも殺そうとするも、C.C.に殺される。
澤崎敦（さわさき あつし）
声 - 稲葉実
第二次枢木政権時の官房長官。敗戦後は中華連邦に亡命し、復権の機会を窺っていた。
スザクを「父親似の強情な男」と言っていることから、枢木首相に対しては良い感情を持っていなかった様子である。
曹将軍の支援を受けフクオカ基地を奪取し独立国家「日本」を成立させるも、実質的には中華連邦の傀儡政権に過ぎず、ブリタニア軍に対し有利に戦闘を進めていたが、ゼロとスザクに部隊が破れたため逃亡を図ったものの失敗し拘束された（キュウシュウ戦役）。『双貌のオズ』にて、処刑されたことが語られている。
なお、『コードギアス 双貌のオズ』では澤崎幸麿という息子が登場している。
片瀬帯刀（かたせ たてわき）
声 - 小山武宏
日本解放戦線のリーダーの初老の男性。7年前の対ブリタニア戦にも参加していた旧日本軍の少将。62歳（『R2』TURN19「裏切り」で判明）。リーダーではあるが、キョウト六家と並び「厳島の奇跡」を起こした藤堂に過剰な期待を寄せている人物として描かれ、事実ナリタでも藤堂に「厳島の奇跡」という名の「神風」を期待していた。
ナリタ攻防戦を機に拠点と多くのメンバーを失ったため、組織の運営資金である流体サクラダイトを積んだタンカーで海外へ逃亡を図るが、その際にブリタニア軍の奇襲を受け、ゼロの仕掛けた機雷により、ブリタニア軍のKMFもろとも撃沈され死亡した。
【Asuka版】アニメ版同様、ゼロの謀略でタンカーごと爆殺されるが、その直前にゼロにギアスをかけられている。
草壁徐水（くさかべ じょすい）
声 - 天田益男
日本解放戦線メンバーで、旧日本軍の中佐。45歳（『R2』TURN19「裏切り」で判明）。組織内の強硬派の中心人物で、一斉蜂起を唱え続けていた。自ら強硬派を率いて独断でホテルジャック事件を決行、最期はゼロとの対面でギアスを掛けられ自決させられた。
【Asuka版】アニメ版同様、ホテルジャックを決行しユーフェミアを人質にとるが、ゼロとスザクの活躍によって作戦が瓦解。ギアスをかけられた日本解放戦線のメンバーによって銃撃され、瀕死に陥る。そして、ホテルに仕掛けていた爆弾を作動させた後に死亡。
【ナイトメア・オブ・ナナリー】ホテルジャックを決行し、またとないデモンストレーションとなるはずだったが、ゼロに裏で操られていただけだった。ナナリーが皇女であるということを知っており、ホテルからの脱出にナナリーを利用しようとするが拒否され、部下にナナリーの親友であるアリスをホテルの上から突き落とさせる。その結果、ナナリーの悲しみと怒り・覚醒を招き、彼女のナイトメアを顕現させてしまう。ナナリーの慈悲で見逃されるがナナリーの能力を知ってしまったためゼロに口封じという形で殺される。

### 紅月・扇グループ
紅月ナオトが指揮していたレジスタンス。ナオトが行方不明になってからは扇がリーダーとなった。事実上、黒の騎士団の母体となったチームだが、黒の騎士団結成前に死亡した者も多い。
紅月ナオト（こうづき ナオト）
カレンの兄で扇の親友。レジスタンス活動に勤しんでいたが、行方不明となる。カレンのレジスタンス活動の大きな理由ともなっているが、ナオトはカレンが普通の生活をして母を守ってくれることを望んでいた。
クロヴィス殺害容疑でスザクが逮捕されたニュースを聞いた日本解放戦線の会議で名前が出ていた点から、本職の軍人からも注目を浴びるほどの人物であった模様。
【双貌のオズ】オルフェウスに紅蓮壱式破壊ミッションを依頼した人物が彼である可能性が示唆されており、頭を下げて頼み込む作法が日本育ちであるとオルフェウスは推察し、後にカレンと出会った時には誰かと似ていると思わせた。
【小説版】C.C.のカプセル強奪計画の立案者であり、玉城が喜んで従うほどの人物であった。
永田呂伯 / 永田号（ながた りょはく / ながた ごう）
声 - 私市淳 / 鳥海勝美（新劇場版）
扇グループに所属していた男性で、妻子を失っている。カレンと共に毒ガス（実際は毒ガス型のカプセルに幽閉されていたC.C.）を奪取するが、クロヴィスの親衛隊に襲撃されて窮地に陥った後、トラックを自爆させて死亡する。
【小説版】黒の騎士団結成直前から描かれる「朱の軌跡」でも登場。本名は永田号だが、普段は陶芸家として永田呂伯を名乗っていた。ブリタニア人のクォーターであるがゆえにブリタニア人を装い、カレンと共に作戦に参加する。ブリタニアに恨みはあるが、ブリタニア人の祖母は別としている。

## 中華連邦
黎星刻（リー・シンクー）
声 - 緑川光
皇暦1994年12月31日生まれ（23-24歳）。中華連邦の武官の若い男性。下級官吏の息子として育つ。スザクに匹敵する戦闘能力とルルーシュに匹敵する知能力を兼ね備えて持つが、病に蝕まれ命は幾許も無い。一人称は「私」。通常の操縦者では扱いが難しいハイスペックを持った神虎を扱いこなせるほどの高いKMF操縦技量を持つ。
下級役人だったころに病の囚人に薬を与えたことで咎められた際に天子の温情に救われて以来、彼女に高い忠義心を持ち、外の世界を見せるとして永続調和の契りを交わす。
高亥を殺して総領事館の実権を握ってからは、黒の騎士団とは互いの利害のために協力する関係を築く。中華連邦に戻った後、天子の政略結婚を阻止するためクーデターを起こした際は、ゼロが天子を略奪し天帝八十八陵に立て籠もったため、大宦官の配下戦力と共に黒の騎士団と敵対するが、大宦官に裏切られ天子共々殺されそうになる。ゼロの策略で救われ自らの手で大宦官を粛清して以降は、黒の騎士団と同盟を結ぶ。超合集国建国後は、黒の騎士団総司令となる。
ゼロレクイエム後は本人が直接登場する場面がなく、生死不明。『復活のルルーシュ』では、死亡したロロや四聖剣の3人と共にカフェ・ゼロにて写真が公開されていたためゼロレクイエム後から2年以内に病死したと確定した。
【R2ドラマCD「枢木の里・悪霊の宿・本当にあった怖いギアス」】奇門遁甲や風水を司る古い家系に生まれたため、悪霊や妖怪の扱いには長けているという番外編でのお楽しみ設定が存在する。枢木神社に封じられた悪霊からルルーシュたちを救うために、奇天烈な呪文で悪霊を成敗しようとしていた。
天子（てんし）
声 - 松元環季 / 須藤沙織（新劇場版以降）
本名「蒋麗華（チェン・リーファ）」。皇暦2006年1月28日（旧12月29日）生まれ（12-13歳）。中華連邦の頂点に君臨する幼い女帝。一人称は「私」。超合集国建国後は、合衆国中華の代表となる。
実際は大宦官が政治の実権を握っているためお飾りとなっており、朱禁城から一歩も外に出たこともないため、外の世界のことを知らずに育った。それゆえに世間知らずだが、無垢な性格でもある。永続調和の契りをかわした星刻に思慕の念を抱いており、神楽耶は初めての友達だった。『黒のアルビオン』では、同世代のナナリーや合衆国E.U.の大統領マーガレット・ウォルポールとも友達になっている。
周香凛（ジョウ・チャンリン）
声 - 大原さやか
星刻の補佐を務める、中華連邦の女性士官。23歳。星刻が出撃する場合には、部隊の指揮を執る。超合集国建国後は、黒の騎士団参謀長官となる。
星刻と共にクーデターを画策するが、拘束される。その後、大宦官の直率部隊が敗北したのをきっかけに黒の騎士団と交戦するが、大宦官に再び拘束される。最終的には、大宦官の討伐と共に星刻に救われる。
ルルーシュが世界を支配した後、拘束を逃れてゼロレクイエムまでコーネリアたちと行動を共にしていた。『復活のルルーシュ』でも、引き続き洪古と共に黒の騎士団に所属している。
ピクチャードラマ「TURN12.59」では自分の恋愛について「私の趣味はちょっと変わっていますから」と述べている。
洪古（ホン・グ）
声 - 松本大
中華連邦の軍人。6年前に囚人に薬を与えた星刻を捕らえたことがあり、その縁で大宦官討伐を目論む星刻と行動を共にする。背部に刀を所持している。搭乗KMFは鋼髏で、戦闘においては星刻の指揮の下で最前線に立って、KMFの部隊を率いている。超合集国建国後は、黒の騎士団弐番隊隊長となる。『双貌のオズ 02』では、ルルーシュの世界征服後も拘束を逃れて、香港で薬屋の主人として身を隠しながら、ミス・エックスの仲介で店を訪れたオルフェウスとオルドリンを香凛やコーネリアたちと共に出迎えて、皇帝直轄領・日本でのルルーシュ暗殺作戦とスペインでのダモクレス攻略作戦の打ち合わせを行った。『復活のルルーシュ』でも、引き続き周香凛と共に黒の騎士団に所属している。
大宦官（だいかんがん）
天子の次位に位置し中華連邦の政治を行う官僚（宦官）たち。国民よりも自分たちの保身を優先し、天子を政治の道具にすることも厭わない。メンバー全員が顔に赤い刺青をしている。下記の高亥以外には趙皓（ジャオ・ハオウ / 声 - 真殿光昭）、夏望（シャ・ワン）、程忠（チェン・ジョン）、項勝（シャン・シェン）、蔡力士（サイ・リ・シ）、童倫（トン・ルン）、黄遷（フアン・シェン）がいる。
シュナイゼルとの密約により天子の政略結婚と領土割譲でブリタニアの爵位を得るつもりでいたが、ゼロの策で本性が全ての中華連邦人民に露呈したために暴動が発生、シュナイゼルにも見捨てられ星刻によって殺された。
高亥（ガオ・ハイ）
声 - 関根信昭
大宦官の1人で、エリア11の総領事を務める中年の男性。43歳。
星刻を伴いエリア11に滞在した際、バベルタワー襲撃事件の混乱の中でゼロのギアスにより、総領事館に黒の騎士団を招くことを認めた。だが、これを天子への不忠とみなした星刻に殺された。公式には仲間割れの末、ゼロに殺されたとされている。
曹（ツァオ）
声 - 田口昻
中華連邦遼東軍管区の将軍の男性。「人道的支援」の名目で澤崎を支援し、フクオカ基地を攻撃・占領した。ゼロとスザクによって部隊が破れた際、澤崎と共に逃亡を図るが失敗し、ブリタニア軍に拘束された。
中華連邦政府からは、「将軍の独断行動」として見捨てられた。

## E.U.
マーガレット・ウォルポール
声：前田佳織里（ゲーム『ロストストーリーズ』）
超合集国に参入後のE.U.代表の少女。『黒のアルビオン』では、同世代の神楽耶やナナリーや天子と友達になっている。名前は劇場版第3作「皇道」の生コメンタリーで発表された。

## ギアス関連人物
マオ
声 - 草尾毅
中華連邦出身。ルルーシュと同い年である少年。皇暦2001年1月1日生まれ（17歳）。孤児だった6歳のころ、C.C.によって「人の思考を読む」ギアスを発現した。そのギアスが増大している上に、巧みな話術で相手の心理を突いて操ることに長け、知略戦が得意なルルーシュには相性が悪い相手でもある。一人称は「僕」。
親の愛情や善悪、読み書きも知らず、幼少時代から長い間周囲の心の声を聞いていた結果、C.C.以外の人間と普通に接したことがほとんどないまま育ったために精神が幼く不安定。そのために育ての母でもあったC.C.に異常な執着心を抱いている。多弁で普段は周囲の心の声をシャットアウトするため、録音したC.C.の声をヘッドフォンで聴いている。
自分の前から姿を消したC.C.を探しており、スザク強奪事件のニュースからゼロにC.C.が絡んでいると推測し、エリア11を訪れ、ゼロの正体がルルーシュであることを突き止める。そして、C.C.とルルーシュを引き離すべくシャーリーを操ったり、C.C.と2人で暮らすためにオーストラリアへ連れて行こうとしたが、ルルーシュの策によって阻止され警察の銃撃を受けた。一命を取り止めた後はルルーシュへの復讐を決意、ナナリーを人質にルルーシュを脅迫したが、スザクとルルーシュの共闘の前に敗れる。だが、負け惜しみも同然にスザクの心を読んでゲンブ殺しの一件とこれがもたらしたスザクの心の傷を暴露し、散々に罵倒したことで激怒したルルーシュから「マオ！お前は黙っていろ！」とギアスを掛けられて喋ることのできない体にされる。これによって得意技である話術での心理操作ができなくなり逃走を図るが、最期はC.C.に射殺された。
ルルーシュを敵視していたが、策士としての実力とブリタニアを破壊しようとする根性は認めていた。
【小説版】C.C.と一緒に暮らしていた幼いころが描かれる。自身の能力で何人も破滅させており、マオが自分の世界に逃げている状態ゆえに契約は果たせないと判断したC.C.によって捨てられた。
【Asuka版】シャーリーやルルーシュと接触する前に、情報を収集すべく野戦病院へ向かって、そこでスザクに呼び止められる。そこでスザクのトラウマを抉って彼がショックを受けている間に脱出する。
【ナイトメア・オブ・ナナリー】イレギュラーズから脱走した少女である。人の思考を読む能力に加えて相手の目を見ることで相手の記憶を呼び覚まし、その記憶をループさせる「ザ・リフレイン」のギアスを持つ。能力を使えば代償に身体を蝕まれていき、その苦しみから逃れるべくナナリーを狙う。
V.V.（ヴイツー）
声 - 冨澤風斗（テレビ版） / 河城英之介（新劇場版） / 久野美咲（ゲーム『Genesic Re;CODE』以降）
皇暦1955年8月4日生まれ（62-63歳）。C.C.の後任として、嚮団の現嚮主を務める人物。小学生程度の外見年齢で子供口調だが、彼もまたC.C.同様に幼少時代に人間を辞めて、不老不死のコードによる肉体を持つ。一人称は「僕」。
シャルルの双子の兄であり、血縁上ルルーシュをはじめとするシャルルの子供たちの伯父にあたるが、シャルル以上に冷酷な性格をしており、目的のためなら極悪非道な手段も厭わない。シャルルとは「自分たちだけは嘘をつかない」と誓いを立てた。そして彼とともにラグナレクの接続を成し遂げるべく、不死の運命を受け入れてギアス嚮団嚮主となり、長い年月をかけシャルルとともに計画を進めてきた。
ルルーシュとナナリーの母であるマリアンヌを殺害した真犯人。自身の犯行をシャルルに隠したため、シャルルからは「嘘をついた」と不信を抱かれる。マリアンヌに対しては否定的な発言をしているが、内心では彼女を好きだったことがC.C.に示唆されている。
ユーフェミアの死後、彼女が出した虐殺命令に思い悩むスザクにギアスについての情報を教え、ブラックリベリオン中にはアッシュフォード学園に現れ、ナナリーを連れ去る。
ルルーシュ討伐を企み、嚮団の技術で再改造を加えたジェレミアをシャルルに黙って刺客としてエリア11へと送り込んだことで、ルルーシュに嚮団の位置を知られ、黒の騎士団による襲撃を受ける。ジークフリートで迎撃に出るも撃墜され、黄昏の扉から逃げようとしたが、2度目の「嘘」からシャルルに見限られ、彼にコードを奪われて不死の力を失い、先の戦闘で受けた傷が致命傷となり息絶えた。
ゲーム『Genesic Re;CODE』では、本名が「ヴィクトル・ジ・ブリタニア」と設定されている。
【DS版】パラックスとキャスタールとは知り合い。ユーフェミアに「昏倒病ギアス」の力を与える。
【双貌のオズ】ギアス嚮団に引き取られた幼少期のオルフェウス・ジヴォンやトト・トンプソンやエウリアやクララ・ランフランクにギアスを与えて、嚮団から脱走したオルフェウスとエウリアが滞在していたハンガリー南部の村をオイアグロ率いるプルートーンに襲撃させて壊滅させるなど、数々の非道な行為を行っている。また、オルドリンとオルフェウスが龍門石窟で行方不明になった際にマリーベル・メル・ブリタニアに接触して、ギアスを与えている。

## 超合集国
シャンティ
声 - 黒沢ともよ
ラクシャータが集めた超天才児たちの一人で、KMF開発チーム「パール・パーティー」に所属している、額にチャクラの化粧をした眠たそうな目をしている褐色の肌の少女。『復活のルルーシュ』に登場し、ラクシャータを「お姉ちゃん」と呼んでおり、ロイドのこともプリンと呼んでいる。ジルクスタンに捕らわれたナナリー救出作戦のために、カレンたちへの支援物資の中にランスロットsiNのフレームコートと紅蓮特式のフレームコートを送り込む手筈を行った。
ナナリー救出作戦の最中に、カレンが紅蓮特式のフレームコートをパージした際に何度もシャンティに謝っていたことから、紅蓮特式のフレームコート「火焔光背」はシャンティが開発したものだと思われる。エンディングでは、パージされてバラバラになった「火焔光背」の写真を見て泣いており、カレンに両手で拝まれて謝罪されていた。

## ジルクスタン王国
シャリオ
声 - 村瀬歩
ジルクスタン王国で軍事を指揮する若き国王。白い肌と髪の美少年だが、身体が不自由でナナリーと同じく専用の車椅子での生活を強いられると共に、目も不自由なためにゴーグルで視力を補っている。しかし、スザクにも匹敵する高いKMFの操縦技術を誇り、第十世代相当KMFナギド・シュ・メインは彼の専用機である。
不自由な体を持つ自分を支えてくれた民たちへの感謝は深く、「民は僕のために、僕は民のために」という王と国民の相互補助を理念としている。同時に予言の力で国を支える姉のシャムナに信仰に等しい愛情を抱き、彼女と国民を守るべく最強の戦士を志す。
ハシュベスの難民キャンプ襲撃時、テロリストを装って部下たちと共にナナリーとスザクを襲撃して予言の助力を得てスザクを捕らえる。ゼロがスザクと知ってからは、ブリタニア最強の騎士であるビスマルクをも破ったスザクの強さの秘密を聞き出すべく拷問にかけ、逃げられてからはスザクを超えることに執着する。
ナナリー救出作戦時、ナギド・シュ・メインの機動力とシャムナの予言でスザクを追い詰めるが、シャムナがルルーシュのギアスにより強制的に眠らされたことで予言の助力を失い、それでもなお、薬物投与で身体の負担を厭わずに相討ちに持ち込もうとするが敗れ、自分がどうすればよかったのか姉に問いながら爆死した。
全身に切り傷のような傷跡があるが、『ロストストーリーズ』シャムナのホーム画面にてかつて拷問にあったためと語られており、このことがシャムナが無限に過去をさかのぼって過去を変えたいというの動機の一因ともなっている。
シャムナ
声 - 戸田恵子
ジルクスタン王国の聖神官で、ファルラフの指導者として神事を統括するシャリオの姉。長い金髪の美女で、不自由な身体を傷つけながら戦うシャリオに母親のような愛情を抱き、入浴時には彼の身体を洗っている。ゼロレクイエムが原因で世界の戦争が激減してしまい、戦争以外に経済を支える術を持たないジルクスタンと弟を救うべく、ギアスとCの世界に接続する新たな門を建造、それを用いて人の世のやり直しを目論む。
ジルクスタンを支えた予言は彼女の「先読みのギアス」による物で、シャリオを始め国中の人間から信仰を集める事実上のジルクスタンの指導者でもある。しかし、ルルーシュがラグナレクの接続を阻止したことでCの世界の法則が乱れ、ギアスが「自身の死を発動条件に精神を六時間前までさかのぼるタイムリープ能力…無限新生」へと変化し、同時にコード継承者でありながらもギアスの使用を可能としている。これによって、自軍が追い詰められた際に自害するかわざと相手に殺されることでギアスを発動させて六時間前に戻り、その経験を予言としてシャリオたちに伝えて優位に立つ。自分の精神にのみ作用するため、C.C.も防げない極めて異質なギアスで、策略で勝負するルルーシュにとっては全てを正確に読まれる最悪の能力でもある。主要幹部の死を回避するためにも使えるが、その人物の死から六時間を過ぎてしまえばもうその死を回避することはできない。しかし、裏を返せばかつてのC.C.同様に死にたくても死ぬことができない無間地獄にも繋がる能力である。
皇帝と精神の波長が似たナナリーを媒介に建造した門を使って、ギアスの条件である遡る時間の制限を取り除くことで、過去に遡ってジルクスタンとシャリオを救済しようとした。自害の繰り返しでゼロの策略を躱し続けるが、神殿内部に侵入したルルーシュとの腹の探り合いをする中、賭に出たルルーシュの「俺と同じギアスの持ち主がいるとは」という嘘を真に受け、部下にルルーシュを捕縛させた上で殺さないよう命じたことで、ルルーシュに自身のギアスの正体を確信させてしまい、予めギアスの支配下に置いた部下に身動きを封じられ、悪足掻きに自身と共に人の世のやり直しを持ちかけるも拒否され、ギアスで強制的に眠らされてしまい、同時に神殿が十時間後に爆破されることとなり、事実上予言を封じられると共に眠ったまま十時間後の爆死を繰り返されることとなった。
その後、Cの世界でその魂はC.C.と出会い、自分のために犠牲になった者たちへ会えるという理由からC.C.によって意識をCの世界へ送られるのを拒み、シャリオの死を感じ取って絶叫。現実世界では神殿を爆破されて死亡した。
ボルボナ・フォーグナー
声 - 大塚明夫
ジルクスタン王国の将軍で、シャリオとシャムナを補佐する。2人に絶大な忠誠を誓い、今回のシャムナの計画にも積極的に協力している。息子のシェスタールはシャムナの親衛隊隊長を務める。120年前にジルクスタンに渡ってきた傭兵の子孫。
かつてブリタニア帝国を退けたことから「褐色の城壁」の異名を取る大将軍としてその名を知られ、指揮官の技量だけでなくKMFの操縦技術も老齢にさしかかりながらも非常に高く、専用機ガン・ドゥ・グーンで出撃することもある。
シェスタールの戦死後は息子の仇討ちを望みながらもシャムナにそれを止められ、首都防衛に参加、予言の力でコーネリアが率いる奇襲部隊を物量で圧倒し、ナナリーを奪い返された上にシャムナの予言を封じられながらもコーネリアとの一騎打ちに望み、互角の戦いの末に追い詰められ、全軍に自分ごとコーネリアを砲撃させようとするが、部下達はボルボナを攻撃することを自分達で拒絶。既にシャリオとシャムナを失った今、自身こそがジルクスタン最後の城壁だと部下達は知っているとコーネリアに諭され、予言の幕切れ＝シャリオとシャムナの死を悟り、降伏した。
ナナリーの救出後、ジルクスタンの代表として『黒の騎士団』との会談を望み、何らかの条約の締結にこぎ着けた。
『奪還のロゼ』では第3幕に登場。ジルクスタンの空港でナナリーやゼロ（スザク）の側にいる姿がある。
シェスタール・フォーグナー
声 - 島﨑信長
シャムナの親衛隊隊長を務める若い男性。ボルボナ・フォーグナーの息子で、フォーグナー家の名に「英雄の血統」としての誇りを持つが、それゆえにプライドが高すぎる傾向があり、専用機ジャジャ・バッカも自身の趣向や見た目を重視している。また、生まれゆえに山賊上がりのビトゥルとは険悪な関係。
ナナリー失踪後にやってきたミレイの取材に、ジルクスタン王国製の軍用ヘリコプター・ウォ・ギィを操縦して取材現場を訪れて応じるなど、ジルクスタンの表の顔役として『黒の騎士団』との会談などで自国の関与を悟らせまいと活動を続けていた。
カレンたちの潜入を知ったシャムナの命令で、標的の一つであるC.C.確保のために嘆きの大監獄へ大型陸上艦マンデ・マディン・ズースーで向かい、ビトゥルとの縄張り争いの末に指揮権を委譲され、ジャジャ・バッカに搭乗して包囲作戦を仕掛けるが、復活したルルーシュにフォーグナー家を侮辱されるという挑発に乗ってしまい、軍を大監獄内部に潜入させるも、思考や戦略がルルーシュに見透かされていることに気づかないまま自身はスザクが捕らわれていた部屋に向かうが、司令室にいるルルーシュに「つまらないプライドの持ち主」と称された上、彼が起動させた爆弾により、大監獄内部に潜入させた軍もろとも爆死した。
シャムナに彼の死が伝わった時点で既に六時間を経過したため、シャムナのギアスによって過去へ遡って彼の死亡を回避することができなくなった上に「黒の騎士団」との会談や公式の会見などに顔を見せていた彼の死は痛手となり、しかもこの六時間という時間がルルーシュの推測を裏付けさせる一つの要因となるなど、皮肉にも敵であるルルーシュを助けることになってしまった。
スウェイル・クジャパット
声 - 津田健次郎
暗殺部隊を指揮するギアス・ユーザーの男性。ロロと同じく右目にギアスの紋章が浮かび、「発動中に限り目を合わせた相手の個体認識を入れ替える」ギアスを持つ。ルルーシュや皇帝と同じく相手の目を見る必要があり、C.C.から慎ましいと称されながらも同士討ちをさせるのにも最適なので、戦場では絶大な効果を発揮する。また、テレビシリーズに登場したマオの暴走前のギアス同様に、オンとオフによって認識の入れ替えも解除可能。
ジルクスタンに潜入したカレンに使うが、C.C.の介入により不利と判断して撤退、その後、ナナリー救出作戦時に街に潜入していたロイドたちを急襲して咲世子にギアスをかけるが、咲世子自身が惑わされなかったため失敗、KMFで脱出しようとしたロイドたちを追い詰めるが、エナジーフィラーを用いたニーナの作戦で部下諸共感電死した。
ベルク・バトゥム・ビトゥル
声 - 高木渉
嘆きの大監獄で、獄長を務める大男。山賊上がりの出自通りに金に汚く粗暴だが、頭の回転が速く危機察知能力も高い食わせ者。監獄の中には、これまでため込んでいた宝石やサクラダイトを隠している。シェスタールを「エリート様」と馬鹿にしているが相応に認めており、ゼロ（ルルーシュ）との交戦でそれなりの被害は出ると予測はしていたが、戦死そのものは予想だにしていなかった。
大監獄に潜入したカレンたちを自ら囚人に化けて欺くが、復活したルルーシュの策による不穏な動きを察知するとシェスタールに指揮権を委ねて脱出し、シェスタールが使用していたマンデ・マディン・ズースーに搭乗してシェスタールが爆死すると即座に神殿へ撤退し、シャリオとシャムナにシェスタールの死を報告した。
ナナリー救出作戦時、シャリオと共にスザクとカレンを待ち伏せて専用のKGFバタララン・ドゥでカレンと交戦。バタララン・ドゥの硬さでフレームコートをつけた紅蓮特式火焔光背を追い詰めたものの、最後はフレームコートを捨てたカレンの捨て身の接近戦に敗れて戦死した。

## 断章の登場人物
これらに登場するギアス能力者の契約相手は不明だが、一部の能力者はC.C.と契約したことを示唆している。
『消えた王女』登場
エリーサ・リヒテンシュタイン
リヒテンシュタイン公国の姫。C.C.と出会い、王女である自分を嫌っていたことから透明化するギアスを与えられる。このギアスは自分や相手が触れることはできるが、自分の目にさえ見えないのでそれは困難である。しかし、城を抜けたり悪戯に使いすぎた結果、気がついた時には力の増大によりギアスの制御ができなくなり、半年以上周囲の視界から消えており、声のみでやり取りをしている。アナを守るためハンネス他、ブリタニア軍を虐殺しどこかへと去る。
アナ・リヒテンシュタイン
エリーサの妹。姿が見えなくなった姉の代わりにハンネスに嫁ぐことを決意する。
ヨーゼフ・リヒテンシュタイン
リヒテンシュタイン公国元首。
ハンネス・グァ・ブリタニア
神聖ブリタニア帝国第36皇子。武力を盾にエリーサを手に入れようとする。年齢的にはルルーシュと大差ないが、既に10人もの妻を迎え入れている。
幼いころの母の教育に端を発するトラウマで、妻とする女性の四肢を切断する嗜虐趣味を持つ。エリーサの身代わりになったアナも他の妻たちと同じことになるのを恐れたエリーサが、ギアスで情事の最中に殺害する。
ローレン
ハンネスによって四肢を切断された妻の一人。

『四日間』登場
オーソン・マクギリス
ユーロ・ブリタニア第9旅団ジェルマン中隊・第29歩兵小隊隊長。曹長。
自分の罪を告白させ、後悔しながら自殺させるギアスを持つ。娘がいたが5年前に殺害されており、今回の復讐劇を仕組み、トッディ殺害後に拳銃自殺。
トッティ・クロスロード
第29歩兵小隊の兵士。最年少。暴行殺人事件である女性を殺している。
ウーノ、ソロ、キンパラ、トッティの4人は長く同じ隊で過ごした悪友の関係。4人は5年前にチェスターフィールドで暴行殺人事件を起こしている。
キンパラ・エニアクル
第29歩兵小隊の兵士。巨漢で楽天家。最初の犠牲者。
ソロ・ガレット
第29歩兵小隊の兵士。小心者。2人目の犠牲者。
ウーノ・ベアード
第29歩兵小隊の兵士。屈強な体つき。ソロ死亡後にトッティを疑い、彼に撃たれる。
カラス・エーカー
第29歩兵小隊の最近配属された通信士。真面目な性格。応援を呼ぶために小隊から離れ、ただ1人事件から逃れる。
ターニャ・マッツ
5年前、皇暦2012年5月のチェスターフィールドでの暴行殺人事件被害者。当時15歳。オーソンの娘。

『ゼロの男』登場
ジェイムズ・アエロ
記憶喪失のブリタニア人の男。矯正エリア・エリア20で突如ゼロの記憶を思い出すが、所持していたIDカードはジェイムズ・アエロとなっている。渡航制限中のエリア11に帰る手段を得るため、宅配サービスの会社に就職し、裏では非合法の運送業も営んでいる。デラとは何度も映画を観に行くうちに好意を持つようになる。
元俳優志望のジェイムズ・アエロであり、シャルル皇帝によってC.C.を呼び寄せる餌として記憶を書き換えられていたが、自分を思い出し盗んだブライトンと共に破壊された。
デラ・バレッタ
ジェイムズに助けられた20代のブリタニア人女性。ナイトメアフレームの女性パイロット訓練生であったが、子爵の位を持つ両親に妨害されエリア20のブリタニア軍基地研究開発部に回される。ジェイムズと映画を観に行くうちに、彼に好意を持つようになる。
クリスティナ・パーラ
デラの同僚であるナイトメアフレーム・ブライトンの開発主任。ギアスに関与しているかは不明だがC.C.捕獲作戦のためにビスマルクの命により、ジェイムズ・アエロを餌として手引きしていた。

『夢で逢えたなら』登場
伏見悠一（ふじみ ゆういち）
皇暦2017年、エリア11・シンジュクゲットーで暮らす日本人男性。名誉ブリタニア人。7年間、結婚式に妻の聡美がブリタニア軍の攻撃で殺される夢を見続けている。現在は、シンジュクゲットーと東京租界の境界線で租界を広げるための基礎作りの仕事をしている。
シンジュクゲットーでの争い（アニメ第1期第1話）に巻き込まれた際、真相を知ると共に彩奈を失い、黒の騎士団に志願する。
伏見聡美（ふじみ さとみ）
悠一の妻。トウキョウ租界のレストランでウェイトレスとして働いている。7年前に酷い火傷をしておりそれを見られるのを嫌がる。
実際は7年前に亡くなっており、彩奈が身代りを演じていた。
伏見彩奈（ふじみ あやな）
悠一の妹。ブリタニアの大学に留学し、現在ブリタニアにいる研究者。いくつも論文を学会で発表しており、多忙の身である。
実際は相手に別人だと思わせるギアスで聡美を演じており、悠一を庇って亡くなる。
山田さん
通称ヤマさん。悠一の仕事仲間。年齢は40-50歳くらい。18歳になる息子がいる。後に黒の騎士団に志願する。
ディンゴ・フリードマン
彩奈の指導教官。サクラダイトの実用化研究が専門の大学教授。
彩奈をブリタニアに行かせようと説得中、シンジュクゲットーでの争いに巻き込まれて亡くなる。

『ひとごろし と ひとごろし』登場
ブッチ・パーカー
ハーレム地区担当の殺人事件担当ブリタニア人刑事。妻と娘がいる33歳。スラムで起こっている謎の不審死事件を探り、犯人を突き止めたものの殺害される。
トーマス・ラス
ブリタニア軍諜報部諜報員を名乗る男性。右手だけ黒い手袋をしている。事件を追っているブッチに接触、神経ガスが流出した可能性を話し、ブッチに調査を依頼する。
実際は特殊能力者（ギアス能力者）を処理することに特化したブリタニア軍特殊部隊〈プルートーン〉の工作員。右手は義手。オイアグロやサーベラスとの関係性は不明。
ジェラルド・ハイドニック
ハーレム地区の神父で元外科医。トーマスが越してきたアパートの住人で、ブッチの幼馴染。奇跡の神父、またはゴッドタッチと呼ばれている。料理が上手い。
不審死事件の犯人であり、手で触れた部分の体の感覚を失わせるギアスの力を持ち、心臓に当てることで殺害していた。ブッチを（結果的に）殺害し、トーマスも殺害しようとしたが死闘の末倒される。真相は貧しい者のために安楽死を行っていたもので、ブッチの死も瀕死の彼を楽にさせようとしたものだった。
ロバート・スミス
小柄な初老の検死官。
『彼に見られたパンツを忘れさせるためにギアスをかけたいけど、恥ずかしくて目を合わせられるわけがない』登場
ワンダ・リープ
アッシュフォード学園高校2年生。ブリタニア育ちで、エリア11移住の転校生。クリスに一目惚れし乗馬部に入部するも「ナイトオブセブン歓迎会」のイベントで思いっ切りパンツをみられてしまい、幼いころの契約で得た相手の目を見ることで「人の部分的な記憶を消すギアス」でその記憶を消そうとするものの、憧れ過ぎて目を合わすこともできないでいる。
そのまま時間が経っていき、第二次トウキョウ決戦の日にクリスからの言葉で自分が本当の意味でクリスを見ていなかったと実感して告白しようとした矢先に第二次トウキョウ決戦に居合わせ、フレイヤでクリスとアマンダは両親を失う。両親を失った現実を受け入れられずにいるアマンダを見かね、一時凌ぎなのを承知でフレイヤが撃たれた日の夜以降の記憶を消すが、クリスにそれを見られてしまったために混乱する彼のこれからの幸せのために自分がエリア11に来る直前の記憶を消した。しかし、その後もう一度出会ったクリスと結婚して一児の母になっている。
これまでの契約者と異なり、ワンダはギアスが知られることで周りの人々が自分から遠ざかるのを恐れて、ギアスをほとんど使っていなかった模様。
力に溺れたマリーベルやシン、その力の恐ろしさを知りながらも失念したルルーシュや契約自体を忘れていたレイラともまた異なり、自分が契約で手にしたその力自体を恐れながら、大切な人のためにその力を行使した契約者である。そのためか、C.C.のものと思しきモノローグでは彼女の幸せな結末は意外なものであった模様。
クリストファー・トッド
愛称クリス。乗馬部3年生の先輩。恋愛に鈍感と言われている。1年のころにエリア11に来て、慣れない土地で苦労する自分と比較してすぐに馴染んだワンダを気にかけていた。生徒会を除く元々の生徒たちはブラックリベリオン後に本国へ帰国したため、彼は他の学校からの転校生だと思われる。
第二次トウキョウ決戦で両親が死亡し、ワンダがアマンダにギアスを使う場面に遭遇して彼女を問い詰めるがギアスでワンダが来る以前の記憶を消される。しかし、数年後にはもう一度ワンダと出会い、何かの原因で記憶が戻っており、また記憶を消されても彼女を愛すると誓う。
アマンダ・レイカー
ワンダの同級生。乗馬部所属。ワンダの恋愛に何かと世話をする。
第二次トウキョウ決戦にてフレイヤで両親を失い、それを理解しながらも現実を受け入れられずにいた彼女の姿を見かねたワンダによって、フレイヤが撃たれた日以後の記憶を消される。その後は不明だが、ワンダ自身は両親を失った彼女を支えると誓っている。

## 白の騎士 紅の夜叉の登場人物

### 主人公の周辺

#### コノエナイツ
シャルルによってナイトオブセブンに任命されたスザクが、シャルルより直々に命じられたユーロ・ブリタニアへの査察という初任務を終えて帰国した直後、シュナイゼルの意向によって「ペテルブルクでの任務完遂の褒美」と称して編成されたスザクの直属の親衛隊。このため、皇帝直属のナイトオブラウンズたるスザクの親衛隊でありながら、「コノエナイツ」の名称自体は彼自身が命名したものの部隊編成や人選はシュナイゼルの意向という、ナイトオブラウンズの親衛隊としては異質な存在であり、スザク本人も内心では配下に付けられたシュネーやレドのことを「自分の首に付けられた鈴」という印象を抱いていたが、次第に上官と部下という関係をしっかりと築いていく。
シュネー・ヘクセン
声 - 佐藤元（ゲーム『ロストストーリーズ』）
シュナイゼルの意向により、コノエナイツの一員となった若手騎士。ブリタニアの名門貴族でユーロ・ブリタニアの貴族とも交流を持つ「ヘクセン家」の出身で、ナンバーズへの差別意識も強いが、あくまで両親や周囲の影響によるもの。
当初はナンバーズ出身のスザクを良く思わず、彼がラウンズに任命されたことも快く思えなかった、スザクの提案とそれを受けたシャルルによって行われた「スザクのナイトオブセブン拝命に異を唱える者との決闘」にてレド共々スザクの常識離れした実力を目にし、得体の知れない恐怖を抱いた。だが、ヨーロッパでのE.U.軍やユーロ・ブリタニアの残党勢力との戦いの中で何度もスザクに命を助けられるにつれて差別意識は薄れ、スザクに強い忠誠心と尊敬の念を抱くようになる。
一見すれば分かりやすいブリタニア貴族ではあるが、実際に命を賭けて戦う戦場にいる自身と領地の屋敷にいる両親との間で『貴族の責務』に対する認識では口論となり、領地や利権問題で硬直姿勢にある父に憤るといった若さゆえの血の気も多いとはいえ『貴族の責務』や救われた恩義などには報いるなど、良くも悪くも周りの影響を受けやすいが基本的には誠実な少年である。
第二次トウキョウ決戦にも参戦したが、スザクが「決して使わない」と誓っていたはずのフレイヤでトウキョウ租界を消し飛ばしたことで、レドを目前で失う。決戦後、フレイヤ使用について弁解すらしなかったスザク、そしてフレイヤを開発・使用したブリタニア軍を信じられなくなり、軍を退役した。帰国後はレドが決戦前に残した言葉に従い彼の私室を訪れ、彼の本当の任務を知ると同時に、諜報活動のレポートが記録されているデータディスクを入手する。
ルルーシュが皇位簒奪後に行った改革によって貴族制度は廃止されたが、ヘクセン家はシュネーが卓越した経営手腕で実家を支えたことが功を奏し、他の多くの貴族と異なり没落を免れた。レドの形見となったデータについては「中身を全て閲覧すればコノエナイツが終わってしまう」ことを予感して確認を躊躇していたが、未来へ進むためにディスクの中身を検め、レドが生前調べ上げたスザクやギアスに関する機密情報について知った。
光和2年に東京を再訪し、フレイヤ被災の慰霊碑前にてニーナと語らった後、偶然見つけた『カフェ・ゼロ』にてベニオたちと知り合う。
漫画版『復活のルルーシュ』にも登場し、ナナリー拉致事件の後にジルクスタン王国への潜入調査に向かうカレンたちの前にシュナイゼルの紹介で現れて、民間人の立場からカレンたちのジルクスタンへの潜入の手引きを任される。道中の飛行機の中でカレンたちに、第二次トウキョウ決戦で戦死したレドが遺したデータディスクの内容から、現在のゼロの正体がスザクであることを察しており、今回の依頼を引き受けたのはゼロ（スザク）に、第二次トウキョウ決戦の後にフレイヤを使用したスザクを軽蔑し罵倒してしまったことを謝りたいからだと語った。
搭乗機は、精密狙撃に特化したサザーランド・カスタム。中華連邦のクーデター後はヴィンセント・グラムのデータをフィードバックしたヴィンセント・スナイプに搭乗する。
『新潔のアルマリア』では、ブリアニア共和国の大統領シュナイゼルの秘書として登場する。
レド・オフェン
声 - 鈴木崚汰（ゲーム『ロストストーリーズ』）
シュナイゼルの意向により、コノエナイツの一員となった庶民出身の若手騎士で、シュネーとは歳が近いこともあって前々から親しい関係にあった。庶民出身ゆえに実力のない貴族たちから妬まれていたことがあり、スザクがラウンズになったことも特に不平不満を漏らさずに達観している。その出自ゆえに誇りや名誉を重視せず「無様でも生き残った方が良い」という考えを持ち、結果として貴族の矜恃や血筋に拘りがちなシュネーのブレーキ役を務めているなど、彼に比べて大局的な物の見方ができる人物。また、スザクがラウンズになった件に対しては何らかの理由があると好奇心を抱く一方で、時としてシュネーを茶化すような態度に出たり、逆に彼からアイダホの屋敷に招待された時は断るという、他者に興味はあるが自身は他者との距離を置こうとする相反する面を有している。
表向きは「庶民の出身ながら軍学校にて成績優秀だったため、若くして騎士へと抜擢された」という、庶民出の者としては順当なサクセスストーリーそのものな経歴を有しているが、それはレドの真の上司であるカノンが手駒として有効活用するために巧妙に偽造したものである。真の出自はある意味ナンバーズ以上にどん底中のどん底の生まれで、物心ついたころには父親は家におらず、母親は酒浸りでかつ男遊びに夢中で、遊ぶ金欲しさに息子のレドを少年を好むような貴族や金持ち相手の男娼として働かせるような父親以上のろくでなしであった。そのため、当初は自分の境遇を普通と感じ受け入れていたが、10代のころには早熟にも自分の境遇が劣悪であることと、自分を抱くような貴族が表に出せない裏事情を抱えており、それをしかるべきところに売ればいい金になると気付く。しかし、自分だけでは集められる情報も限られていることから、同じ境遇の男娼たちと「チーム」を結成し、貴族の不正などをリークして金を稼いでいく。いつしか裏社会ではレド本人の知らないうちに「姿を現して貴族を破滅させては、事が終わるとすぐに煙のように消える」ということから「幻影の毒牙（シャドウ・ヴェノム）」の異名で噂される存在となった。
やがて、自分だけが日陰者の人生から抜け出すには十分な大金を稼ぐのには成功するものの、「チームの全員が嫌なことを嫌と言える、まともな人生を送れるようになるにはまだまだ足らない」として働き続けていたが、顔が割れたチームの面々が自己保身のためにあっさりと裏切り、その事実に衝撃を受けながら殺されかけたところをカノンに救われ、その才能を見込まれて部下として働くという条件付きでカノンの部下に取り立てられ、これまでの行為も「腐敗貴族を一掃できた」としてから不問にされる。これにより、皮肉にも裏切られたおかげで完全ではないながらも日の当たる場所に出られ、自身も「最初から一人でやっていた方が上手くいっていたのではないか」と思うようになった。
しかし、その後も結局は以前と同じようにスザクやシュネーの知らないところでスザクに対するスパイ活動を行っており、スザク本人のみならず彼が接触を図った相手やカノンがその存在を察している超常的な力（ギアス）をも調査対象としている。このため、本心では自身を仲間として大切に思ってくれているシュネーに対して「俺はお前の仲間を名乗れる奴じゃない」という罪悪感を抱き、「結局自分は日の当たる場所に本当の意味で出ていない」と苛立ちを覚えるが、コノエナイツとしての日々を送るうちに初めて純粋に「生きたい」と願うようになる。
第二次トウキョウ決戦の最中、秘密裏に潜入した政庁にて機密情報局やギアスに関連する情報を得るが、心に芽生えていたスザクとシュネーへの友情からその情報を握り潰す。いずれはこの背信がシュナイゼルに露見し粛清されるであろうことを予測し、シュネーに「僕に万が一のことがあったら、僕の部屋の引き出しを開けろ」と伝えた直後、スザクによって放たれたフレイヤの効果範囲からシュネーを身を挺して逃がし、機体ごとフレイヤの光に飲み込まれ戦死した。
搭乗機は、近距離戦に特化したサザーランド・カスタム。中華連邦のクーデター後は、同様のカスタマイズがされたヴィンセント・ブレイズに乗り換える。

#### 黒の騎士団（外伝）
朱城ベニオ（あかぎ ベニオ）
声 - 菱川花菜（ゲーム『ロストストーリーズ』）
カレンに憧れ、黒の騎士団に入団した日本人（イレブン）の父親とブリタニア人の母親を持つハーフの少女。年齢は黒の騎士団に入団した時点で16歳。
かつてユーフェミアによる行政特区日本の設立に際し、これに賛成した両親と共に設立記念式典の会場に入るが、そこでユーフェミアの命による虐殺で多くの日本人が殺されるのを目にし、そこから逃げる途中で遭遇したブリタニア軍のサザーランドの銃撃で両親を失う。自らも命の危機に瀕し、「どうして日本人（イレブン）だからって死ななきゃならないの」と絶望に陥るが、紅蓮弐式を駆るカレンによって自身に銃口を向けたサザーランドを撃破されたことで助けられて以来彼女に憧れていた。
両親の死後はコウベ租界で雑用をしながら生活していたが、ブラックリベリオンの後にエリア11へ戻ったカレンと初めて直接顔を合わせる。その後、カレンをブリタニアに引き渡そうとする内通者のことを知るや彼女に伝えて危機を救うが、その際自身も黒の騎士団に入ろうとするも「その時が来るまで待つように」と言われて留まった。その後、ゼロの復活を受けて中華連邦の総領事館敷地内にいた黒の騎士団のもとに赴いて正式に入団し、KMFパイロットの試験ではパイロット志望者同士で行われる模擬戦の中でただ1人スーパールーキー級の実力を発揮し、続いて行われた黒の騎士団の正規パイロットとの模擬戦において、その相手に名乗り出た玉城との戦闘では敗北を重ねながらも闘志を発揮して最後には勝利を収め、正式にパイロットとして合格する。太平洋上空でのエリア11の新総督となったナナリーを巡る戦闘では、紅蓮弐式を空輸するVTOLのパイロットという大役を任され、一度はカレンが撃破されるも、ラクシャータによって射出された飛翔滑走翼との空中換装を成功させてからはナイトオブラウンズの搭乗機まで退ける彼女の活躍を前に、ますます憧れを深めた。
その後、黒の騎士団零番隊に配属されるが、初めてのKMF戦で敵を殺害したことをきっかけに特区日本での大虐殺の光景を思い出し、戦いへの苦悩を抱えるようになる。一時は「私たち黒の騎士団は正義の味方」とカレンに諭され割り切っていたものの、ゼロの命令で参加したギアス嚮団殲滅戦では無抵抗の人々を手にかけることができず、ゼロに疑念を抱く。その不信感に加えて、ゼロに目をかけられていたことに嫉妬していたロロに斑鳩内部で危険分子として粛清されそうになるが、寸前で止めに入ったゼロ（ルルーシュ）が温情でかけた「黒の騎士団にいた間の記憶を全て忘れろ」というギアスによって、入団以降の仲間たちの思い出や辛い戦いの記憶を失った。ゼロレクイエム後、独立を果たした日本で高校に通えるようになり、高校に通学しながら玉城が開店した「カフェ・ゼロ」でアルバイトをしている。
搭乗機は、カレンから譲られた無頼をベースとした無頼改。カレンがブリタニアの捕虜になった後は、紅蓮系列のカスタム機・紅鬼灯をゼロから受領している。
加苅サヴィトリ（かがり サヴィトリ）
声 - 二ノ宮ゆい（ゲーム『ロストストーリーズ』）
黒の騎士団の技術部に所属する少女。インド人の父とイレヴンの母の間に生まれたハーフであり、幼少時はハーフという出自と母の血筋のルーツであるエリア11（日本）という国そのものへのマイナスイメージから後ろ指を指されながら過ごす中で、「知識を高めることが自分を守る壁になる」という考えから勉強に人一倍精を出した結果、人並み外れた優秀な頭脳ゆえの特別視という異端視によって他者との壁がますます厚くなり、より孤独に生きてきた。
12歳で学業を修了し、以後は父が所属するラクシャータと関わりのある研究所で働いていたがそこでも異分子であったために、黒の騎士団を支援する技術者をエリア11へ派遣する段になってその役目に指名され、娘を心配する親心から反対する両親以外に誰も反対しなかったことから研究所に見切りをつけて、「どうせどこにいても自分は異分子のまま」と達観してエリア11で黒の騎士団の技術者となる。
こうした経緯から、「口先ばかりで実力が無い」ような無能な輩を蔑視する傾向がある半面、ブリタニアの圧政に抗い続けるカレンのことは彼女が戦闘技能の分野で有能なことに加え、彼女がハーフと知ってからは、同じハーフとして強い関心を抱き、慕っている。その一方でベニオに対しては自身が審査を担当したKMFパイロットの試験において、「やる気だけはあります」と言いながら無様な結果を出したパイロット志望の新入団員たちと姿勢や第一声が同様だったことで「また低能なのが」と悪印象を抱いていたが、彼女だけが着実に勝利を重ねた実績は認め、玉城との戦闘で彼女が傷つきながらも戦い続けるのを目の当たりにした際には模擬戦を強制終了させようとするが、カレンからまだ続けるよう言われ、最後にベニオが気絶しながらも勝利する様子を見届けた。太平洋上空の戦闘に際しては、ベニオが経験面ではまだ未熟なのにカレンを搭乗機ごと空輸するという大役を任されたことに不安を抱き、カレンからかつてのコウベ租界の件を説明されても完全払拭とはならなかったが、カレンの大活躍を大喜びするベニオに対し「自分と同じくカレンさんを信じ、慕う人」として親近感を抱いた。
その後、ベニオとは蓬莱島の拠点でルームメイトとなり、任務においてもパイロットと技術者の二人三脚で共に支え合っていたが、斑鳩内部でロロに粛清されそうになった彼女を庇ったことで重傷を負わされ、ゼロ（ルルーシュ）のギアスで2人そろって記憶を消される形で助けられた。黒の騎士団を離れた後は「ブリタニアの捕虜になっていた黒の騎士団メンバー」という名目で反ブリタニア系の病院に入院し、ゼロレクイエム後はKMF研究者に復帰。ラクシャータ率いるKMF開発チーム「パール・パーティー」に所属している。ベニオのことも忘れていたが、ある日街で偶然再会を果たし、当時の記憶がない者同士で改めて友情を育んでいる。

### 神聖ブリタニア帝国（外伝）

#### ヘクセン家
アイダホに領地を持つ貴族で、そこの一角に屋敷を構えている。シュネーの実家であるが、ブリタニアに当たり前のように存在するナンバーズへの差別意識が染みついている家系であり、当初はシュネーもその影響を大いに受けていた。
ヒンメル・ヘクセン
シュネーの父で、ヘクセン家の当主にしてアイダホのヘクセン領を治める領主。シュネーがスザクを実家に招待した当初は相手がナイトオブラウンズである手前、笑顔で歓迎する様子を見せたが、スノウが自身が普段口にしている本音を明らかにしたことで、スザクにこれが不敬罪にあたるのを承知の上で「ナンバーズに心から敬意を払うことはできない」と語り、さらにはこれに反感を露わにしたシュネーから自身が領地や領民を守るという領主としての矜持を「一度も戦火に晒されたことが無い領地で民を守るというのは、口先だけで実体が無いのと同じ」と批判された。その後、ゼロの復活に触発されたブリタニア人のテロ組織がボイシの議会場を占拠する事件が起こり、サザーランドを10数機有する相手に地元警察では手が出ないという状況下で領主としての矜持から「安易に軍には頼らず、自分の手で何とかしなければ民に示しがつかない」と考えるも、テロ組織をどうにかする手だてが無い中で、独断で動いたスザクやコノエナイツによってテロ組織は一掃され、しかもKMF同士の戦闘があったとは思えないほど市街地の被害が抑えれていた結果を前に、スザクに対して「感謝と詫びを尽くさねばならない」とその印象を大きく変えた。
その後、皇帝に即位したルルーシュの政策の一つである貴族制度の廃止によってヘクセン家は貴族ではなくなるが、貴族だったころからアイダホの民衆に善政を行っていたことと、軍を退役して実家に戻ってきて自身の補佐を行うシュネーの経営手腕の高さによって、他の元ブリタニア貴族とは違って既得権益を奪われても没落や財政破綻になることもなく、ヘクセン家の維持に成功している。
エーゲラ・ヘクセン
シュネーの母で、ヒンメルの妻。当初は夫に合わせてスザクに愛想笑いを浮かべていたが、スノウの発言以降はスザクを歓迎していない本心を露わにし、これに反感を露わにしたシュネーを制止するも、一喝されて引き下がった。なお、スザクは彼女があっさり引き下がったことについて、彼女が気弱なのではなくシュネーが声を荒げて反論すること自体が皆無であったからだと考えている。
スノウ・ヘクセン
シュネーの妹で、ヒンメルとエーゲラの娘。シュネーと同様に両親のナンバーズを差別する価値観に染まっており、その両親がスザクに愛想良く接するのを前に「どうしてイレブン相手にかしこまっているの？」と口にしたことがきっかけで両親の本音が露わになり、直後のシュネーとヒンメルの口論が起こるきっかけを作った。しかし、テロ組織との戦闘の末にスザクとシュネーが生還したことで、スザクに対して先の無礼を詫びたり、また彼が兄のことをしっかりと見てくれていることを知って素直に喜ぶなど、父や兄と同様に良い意味での精神的な変化を見せた。

#### その他（外伝）
ボーモント
スザクの提案を受けたシャルルによって決定された、円形闘技場（コロシアム）での「スザクのナイトオブセブン拝命に異を唱える者との決闘」において第1試合の相手を務めた、伯爵の爵位を持つ騎士。数々の戦いに参加して武勲を重ね、ブラックリベリオンでも活躍した経緯や実力の持ち主で、レドからも「相手がボーモント伯爵では、試合は終わったようなもの」と評せられたが、戦闘用ランスのフェイントを用いた攻撃はランスロットの蹴り技で一蹴され、地に伏したところにMVSを向けられて敗北する結果となった。なお、先述の経緯からレドに限らず多くの騎士からは一目置かれる存在であったが、その実力も勝利したスザクからは決闘の進行役を務めるシュナイゼルに「1対1では相手になりません。決闘希望者全員にまとめてかかってきて欲しいのですが」と提案され、観戦していたラウンズの面々に至っては「スザクがあの程度の相手に後れを取るはずがない」と見なされる程度のものでしかなかった。
腕利きであることは間違いないが、ラウンズにとっては彼らが一目置くオルドリンやジェレミア、ギルフォードと比べれば大した腕ではなく、他の決闘希望者も大して差は無い模様で、ブリタニアの実力主義とラウンズが破格の実力者であることを暗に示している。
搭乗機は戦闘用ランスに独特の意匠を施したサザーランド。
ヘンリック・ゲーラー
ユーロ・ブリタニアの貴族で、かつてはパーティーの席で対面したシュネーに「国家は民衆あってのものであって、我々貴族はそれを肝に銘じなければならない」と説いた、若いながらも国と民衆を思うがゆえのはっきりとした考えを持っていた人物。しかし、かつてはユーロ・ブリタニアが仕切っていたE.U.との戦争の主導権を、武力で戦禍を拡大するのを肯定するブリタニア本国が握るようになってからはこれに反旗を翻し、志を同じくする者たちと共に本国系のブリタニア軍を襲撃するようになった。その最中にスザクの配下となっていたシュネーと再会するが、旧知の仲であっても己が理想のためには断固として排除するという考えから降伏勧告を跳ね除けた上で「君が思うほどこの世界は綺麗じゃない」と称して仲間と共に包囲し、生き延びようと奮戦するシュネーに僚機を撃墜されながらもそこに生じた隙を突いて、彼の乗るコックピットに銃口を突き付けるが、発砲する間もなく救援に駆け付けたスザクのランスロットの斬撃に自機を両断されて死亡した。
搭乗機はユーロ・ブリタニア仕様のサザーランド。

### E.U.（外伝）
ロメロ・バルクライ
E.U.軍の徹底抗戦派に属する将軍で、E.U.第6軍集団（別名「ユーロピア共和国軍第6軍集団」）の指揮官。祖国を守るためなら己が犠牲を厭わない人物で、同様の考えを持つ部下共々ブリタニア軍を相手にベラルーシの国境方面で粘り強く抵抗を続けていたが、そこにスザクやコノエナイツを含む新手の戦力が投入されてもなお心は折れず、少数の部隊を囮にして本命の大部隊で包囲するという戦術で彼らを手玉に取ろうとした。だが、ランスロット・エアキャヴァルリーを駆るスザクの超人的な活躍に加え、さらなるラウンズの投入によって戦局は不利となり、最後は座乗艦を撃沈されて果てた。
座乗艦は、陸上戦艦のリヴァイアサン。

### 中華連邦（外伝）
任（レン）
中華連邦軍の大佐で、山間部の寒村を武力で支配している人物。村のある一帯が起伏に富んだ、周囲との行き来が難しい関係で中央の目が届きにくいのに乗じて、自らが率いる軍の力で村人たちを村唯一のまともな産業である農業といった作業に酷使し、「働けない者は無用」と称して射殺するのも珍しくない圧政を強いていた。また、農業での産物たる農作物もその半分をピンハネしては私腹を肥やし、さらにはそこから決して少なくない袖の下を用立てては大宦官を含む上層部へ渡すことで自ら悪行を黙認させており、自身はそんな自分の恵まれた状態に酔いしれて「軍人とは、儲かる商売よな」と悦に入っていた。
また、その悪知恵は私腹を肥やすのみならず軍事面にも活かされ、村のある場所自体が守りやすく攻めづらい地理的特性を理由に、自身の座乗艦を含む軍を周囲が山の斜面に囲まれた場所に布陣させ、もし外部から攻められても相手が唯一の平地である村側から攻めてくるような配置にすることで、いざという時は村と住民を盾にするつもりだった。しかし、悪行を掴んだゼロの意を受けた黒の騎士団の零番隊主体のKMF部隊に斜面側から攻め込まれて当初は虚を突かれる形となるが、すぐに懐に入り込まれた鋼骸部隊を丸ごと一つ捨て駒にして、残りの部隊で捨て駒共々包囲し殲滅しようと図る。だが、そうやってカレンが駆る紅蓮可翔式を含むKMF部隊を包囲殲滅する準備を整え、カレンに対して所属を尋ねた上で「生け捕りにして有効利用する」と目論んだものの「今すぐ民を虐げるのを止めて去りなさい」と返され、激昂して殲滅命令を出した矢先、ベニオを含む本命部隊が包囲網の外側から総攻撃を開始したため自軍は総崩れになり、「最初の部隊は囮でこの新手こそが本命」と察し、自分だけでも逃げようとするが、最後はカレンに座乗艦を直接攻撃されたことで死亡した。なお、この自己中心的な性格や言動ゆえに、カレンからは「私は簡単に仲間を見捨てる奴が、大っ嫌いなの」と吐き捨てられた。
一連の戦闘の最中に彼の配下の鋼骸部隊に属するパイロットの1人がベニオに倒される際に「やめろお!!」と叫び、外部スピーカーを通してその声が響いたことで、ベニオは自分が初めて実戦で人を殺したことを実感することとなった。
座乗艦は竜胆。
村のリーダー
任が圧政を敷く村のリーダー格の男性で、村長自体は別にいるのだが通常は若い者たちのまとめ役を自らが中心でやっている。任のもたらす現状を快くは思っていないものの、完全武装した一軍を相手に独力で勝つのは不可能だと悟っており、そのために前々から信頼している星刻との共闘をもってこそ蜂起するべきだと考えていたが、カレンらが任の軍を攻撃したとの報を受け村人たちと共に戦いを遠巻きに目撃し、任の座乗艦が破壊され、残存部隊も逃げ去ってゆく姿を目の当たりにして喜ぶが、直後にやって来たカレンからゼロからの伝言として「以降はクーデターに合わせた一斉蜂起の準備にはこの村をアジトに使え」と言われたことで自分らの目論見を知られていた上に手助けまでしてもらえることに驚くが、最終的は協力関係を結んだ。

## 黒のアルビオンの登場人物
古仁科諒（こにしな りょう）
声 - 木村隼人（『奪還のロゼ』）
黒の騎士団の参番隊隊長。元は旧日本軍の軍人で、日本解放戦線を経て黒の騎士団に入った経緯を持つ。坂東率いる「日本革命軍」による品川シーサイド空港占拠に際して、藤堂から坂東との関係もあって担当に充てられたが、当人はゼロレクイエムによってもたらされた平和を支持しており、坂東の凶行を前に歯噛みしていた。その後、空港敷地内に日本革命軍が持ち込んだ拡散構造相転移砲台からの砲撃を前に身を守るのがやっとであったが、ゼロ（スザク）が駆るランスロット・アルビオンゼロによって拡散構造相転移砲台や敷地内に展開するKMFが撃破されるのに乗じて参番隊の部下共々突入し、捕えられていた人質たちを救出した。
『奪還のロゼ』では最終章に登場し、黒の騎士団本部の危機管理室でジノの部下として働いている。
搭乗機は鳴月。

坂東森（ばんどう しん）
旧日本軍の少佐で、日本解放戦線の一員であった男。古仁科とはブリタニアの日本侵攻当時、新兵だった彼が配属された部隊の指揮官という関係であり、また日本侵攻前には藤堂と共に少年時代のスザクに稽古をつけたこともあった。しかし、日本解放戦線の草壁らをゼロに排されたことで彼の率いる黒の騎士団に加わった藤堂や古仁科とは異なり、あくまでもゼロとの対決路線を決め込んだ上で、自分と同じくゼロに反旗を掲げる道を選んだ者たちとで「日本革命軍」を結成し、超合集国最高評議会の隙を突く形で、品川シーサイド空港を電撃的に占拠した。その後は切り札の1つである「拡散構造相転移砲台」の火力に物を言わせて黒の騎士団の突入を阻んでいたが、索敵圏外から瞬時に突入してきたゼロ（スザク）が駆るランスロット・アルビオンゼロに拡散構造相転移砲台やKMFを破壊され、自らが陣取る管制塔へと迫られるも、もう1つの切り札である「コマユバチの孵化」を確認するや「これは世を変えるためにあらず」との言葉を残して管制塔から飛び降り、とっさにランスロット・アルビオンゼロの手で受け止められようとしたが抱えていた爆弾で自爆して果て、返り血でランスロット・アルビオンゼロの一角を赤く染めた。その直後、「コマユバチの孵化」の正体が空港に着陸予定の旅客機3機にコンピューターウィルスを送信して空中衝突させることが明らかになるが、ゼロがランスロット・アルビオンゼロに想定外の過酷な運用をしてまで衝突を回避した結果、多くの犠牲者を出すという坂東の破滅的な計画は失敗に終わった。
彼や日本革命軍の言動や末路は、かつて「日本はまだ負けていないことを世に示す」という目的のためにホテルジャック事件を起こし、人質にした丸腰のブリタニア人を殺害するといった凶行に及んだ草壁や、その部下たちの再現にも等しいものであった。なお、彼自身は最後まで、草壁をギアスの力で自決させたゼロの正体がルルーシュであることも、今のゼロがかつて自身が稽古をつけたスザクであって、ルルーシュとは別人であることにも気づいていなかった。一方、彼の死を目にしたスザクは「どうして簡単に命を捨てられるんだ」と嘆いた。

## ゲーム版の登場人物

### DS版の登場人物
キャスタール・ルィ・ブリタニア
DS版の2周目から登場する第15皇子。15歳。パラックスの双子の兄で、青色の瞳。相手の頭の中に自分の思考を押し付けることのできるギアスを持つ。ジェレミアを操り、コーネリアを射殺させてエリア11の新総督に成り上がる。
我侭で、イレヴンを「クサイ」と侮蔑し、自分の騎士に任命したスザクに同属を殺させることを楽しむ残虐な面を持つ。
ユーフェミアからは「キャス」と呼ばれ、懐いている。最終局面においては専用KMF「アクイラ」に搭乗して、パラックスと共に黒の騎士団の前に立ちはだかる。
パラックス・ルィ・ブリタニア
DS版の2周目から登場する。キャスタールの双子の弟で、黄色の瞳。15歳。「ゴッド・ブレス・ユー」の一言と共に相手を完全な下僕にする「ブレス」というギアスを持ち、序盤でジェレミアを洗脳した。
「鬼子」と呼ばれ、10年前キャスタールに殺されたとされていたが、実際はシャルルによってナリタに封じられていた。そこから出て兄弟を皆殺しにすれば好きにさせてやるとシャルルに言われ、その通りに動いてきた。
キャスタールと同じく幼いゆえの残虐性を持ち合わせる性格だが、キャスタール以上に殺戮を好む性格。キャスタールが汚いことをする「手」であり、サムライの血のリーダー「ムゲン」として、ユーフェミアに代わって「行政特区日本」を宣言してイレヴンを集め、それを一挙に虐殺しようとした。
専用KMFは「エクウス」。また、キャスタールの「アクイラ」と合体して「レガリア」というKMFになる。

### 『戦渦の天秤』の登場人物
クロウ
『戦渦の天秤』の主人公。ピースマーク所属のエージェント。
名前は『ロストストーリーズ』で設定された。『ロストストーリーズ』では容姿や台詞は登場せず、ライブラから名前のみ語られる。
ライブラ / ライラ・ラ・ブリタニア
声 - 長縄まりあ（ゲーム『ロストストーリーズ』）
『戦渦の天秤』のヒロイン。クロヴィスの同母妹。「ライブラ」という偽名を名乗り、プルートーンに追われながらエリア11を目指していた。
新劇場版では、背景や写真などでカメオ出演している。
『ロストストーリーズ』にて経緯が『戦渦の天秤』から一部変更されて登場。

### 『Genesic Re;CODE』の登場人物

#### 『Genesic Re;COD』オリジナルキャラクター
アル
声 - 堀江瞬
『Genesic Re;CODE』の主人公。記憶を失った少年で、『位相転移のギアス』を持つ。ギアスを使い、時間や時空を超えたさまざまな世界を観測する。
ギギ
声 - 高田憂希
『フィンブルの冬』でアルと出会った少女。
アーカイヴ
声 - 花守ゆみり
『フィンブルの冬』にある図書館の司書。
キュリトゥ
声 - 花守ゆみり
『フィンブルの冬』にある遺物博物館の学芸員。

#### 『血盟の紅羽』の登場人物
『コードギアス 血盟の紅羽』（けつめいのこうう）は、紀元前206年の中華を舞台とする物語。秦の始皇帝の圧政を憂い、反乱軍が決起する。
紅羽
声 - 小野賢章
秦への反乱軍の中心人物。
劉蒼
声 - 白井悠介
秦への反乱軍の中心人物。戦略家であり、計略を巡らせる。
瑠姫
声 - 高野麻里佳
紅羽の妹。生まれつき口が利けない。
雉子
声 - 愛美
劉蒼の許嫁。

#### 『霧京のアーサー』の登場人物
『コードギアス 霧京のアーサー』（むけいのアーサー）は、産業革命時のロンドンを舞台とする物語。ロンドンに現れた謎の怪人≪ジャック・ザ・ナイトメア≫による無差別殺人事件。その裏に隠された様々な因縁と謎が解き明かされていく。
アーサー・ホームズ
声 - 斉藤壮馬
ベーカー街に住む自称・天才発明家の青年。思い付き（当人曰く天啓）のままにサクラダイトを用いた発明を日々行う、知識欲の赴くままに生きる変人。本来は依頼人の要望に応じて発明品を作ることを生業としているが、その強い好奇心から面倒ごとに首を突っ込むことが多く、その持ち前の頭脳と観察力から難事件をいくつも解決したことで名探偵としての名声を得た。家族は国家の要職についており、彼自身も育ちの良さが窺える一面を時折見せる。
コナン・ワトソン
声 - 木村良平
ロンドン大学医学部に通う学生。アーサーとルームシェアをしている。年齢は21歳。理知的な顔立ちをしているが、実際のところは勉学が苦手であり、友人にもそのことをからかわれている。几帳面で面倒見のいい人柄であるため、アーサーの奇行を無視できずいつも振り回されている。育ての兄を亡くしており、兄の夢を継ぐ形で医学部に進んだ。荒事には強く、また度胸も据わっている探偵アーサーの相棒。
クラウス・レストレード
声 - 興津和幸
スコットランド・ヤードの警部。真っ昼間からこっそり酒を嗜む不良警部。年齢は30歳前後。以前にアーサーに事件の解決を手助けして貰った縁で、以降もアーサーに事件の情報を提供するなど協力関係にある。だらしない性格をしているが要領が良く、また銃の腕も確かで修羅場に強い。本当に時々だが、年長者として配慮を見せることもある。ターナに惚れていて、彼女の前に立つと言動がおかしくなる。養子に出た弟がおり、そちらの姓はウォリックとなっている。
『亡国のアキト』に登場するクラウス・ウォリックは弟の家系の子孫にあたる。なお、クラウス・レストレード自体がクラウス・ウォリックをモチーフとしたキャラクターであり、担当声優の興津の収録時にもそのことが伝えられている。
モリアーティ
声 - ファイルーズあい
正体不明の謎の存在。物語が始まる数年前にロンドンに現れ、ある目的のために暗躍をしている。
マリー・ハドソン
アーサーたちの住む建物の大家の孫。ハドソン姉妹の次女で、年齢は18歳。新聞社ストランド・ニュースに勤める若手の新聞記者で、上記のアーサーの探偵としての名声も、彼女がコラムでその活躍を面白おかしく紹介したことで知れ渡った。記者根性のたくましい活発な女性で、常に特ダネがないか目を光らしている。
ターナ・ハドソン
ハドソン姉妹の長女で、年齢は25歳。両親を亡くしたハドソン姉妹の保護者代わりを務め、ハドソン家の家事全般を行っている。おっとりした優しい性格で、また街でも噂になるほどの美人。そのためクラウスはじめ様々な男性が思いを寄せているが、当人はそうした話題にはあまり関心がないように見える。
サラ・ハドソン
ハドソン姉妹の三女。年齢は11歳。はつらつとした明るい少女で、年上のアーサーたちにも物怖じせず友達感覚で話しかけてくる。面倒見の良い性格で近隣の子どもたちに頼られており、その相談事が彼女経由でアーサーに持ち込まれることもある。
夏目銀助
アーサーたちと同じ建物に住まう日本人留学生。実家は裕福な商家で、桜石（サクラダイト）を取り扱っており、サクラダイトの発明を行っているアーサーをパトロンのような形で支援をしている。素直で人の好い青年で、同年代のアーサーたちとは友人関係にある。ワガハイという名の丸々とした三毛猫を飼っている。
ジェームズ・ワトソン
コナンの兄。故人。コナンにとって唯一の家族で、心の底から信頼する人物だった。物語開始前に暴漢に襲われ、命を落とす。
アイリーン
黒い帽子とドレスを身にまとう20歳過ぎのミステリアスな女性。黒のベールで顔を覆っているが、その薄布越しにもわかるほどの絶世の美女。友人であるクロエ・ノートンの死によって失われた自分の手紙の所在を探し、回収して欲しいとアーサーたちに依頼をする。
クロエ・ノートン
アイリーンの友人で、年齢は22歳。貧民街の出身だが、後に高級コールガールとして成功。優雅で奔放な生活を送っていたが、突如≪ジャック・ザ・ナイトメア≫によって殺害された。
ウィリアム・クラム
クロエの交際相手の一人。若手の商売人で、宝石商を営んでいる。
ローラ・ステイプルトン
サラの友達。ステイプルトン家の次女。良家の子女らしく控え目で落ち着いているように見えるが、度々屋敷を抜け出しベーカー街にこっそり遊びに行くなど、見た目に反してかなりのお転婆。サラを介してアーサーたちに、自分が屋敷で見た魔物の正体と父親の行方を捜して欲しいと相談を持ち掛ける。
ベリル・ステイプルトン
ステイプルトン家の長女。年齢は16歳。厳格な雰囲気を纏った少女だが、実際は妹想いで思慮深い一面を持つ。ローラと違い、魔物の存在には懐疑的である。父親の行方についても心配しているが、それ以上に性格の豹変した父親への感情を持て余し、どうすればいいか苦悩している。
ロジャー・ステイプルトン
ステイプルトン家の当主。姉妹たちの父親。元は神聖ブリタニア帝国の貴族。ニッポンとの貿易で財を成した一族の末裔だが、政争で破れイギリスへと亡命した。国を逃れる際に姓を変えており、亡命前はパスカヴィルという家名であった。気の小さいところはあるが、娘たちに愛情を注ぐ平凡な人間であった。しかし、ある客人の来訪をきっかけに人が変わったような振る舞いを見せるようになる。
ジョン・メリーウェザー
銀行家の老人。政財界に大きな影響力を持ち、前内閣のフィクサーだと噂されているが、現在は一線を退いている。老齢のためか足を悪くし車いすに乗っているが、精神的にはまだ衰えていないようで眼光には鋭さを残している。ロンドンでも屈指の愛猫家で、ロンドン・キャット・コンテストに出場する。同じコンテストに出場していたアーサーたちと偶然出会うことになる。
ヘレン・ロイロット
ピッチャードの妻。年齢は30歳前後。物静かでどこか陰のある印象の女性。パーマーの自殺に納得がいかず、アーサーたちにその原因の調査を依頼する。パーマーの死については夫と意見が合わず、夫婦の関係はぎこちないものになっている。
ピッチャード・ロイロット
サクラダイト研究を行う科学者。貫禄のある壮年の男性。アーサーが認めるほどの業績をあげた天才的な科学者だが、イギリスではその研究が認められず、ブリタニアに長期間留学していた過去がある。ヘレンとの婚姻のためイギリスへと戻り、現在は個人でサクラダイト研究を行っている。
パーマー・アーミテージ
ピッチャードの助手を務める男性。ロイロット家の離れの小屋で焼死をとげる。市警は焼身自殺と判断した。

### 『ロストストーリーズ』の登場人物
マリオ・ディゼル / マーヤ・ディゼル
声 - 内田雄馬（男） / 大橋彩香（女）
『ロストストーリーズ』の主人公。名前はデフォルトネーム。名前・性別は自由に変更が可能。
アッシュフォード学園に通う学生で、ブリタニア人と日本人のハーフ。ブリタニアの日本侵攻の際に実の両親を亡くしており、ブリタニアへの復讐を誓っている。普段は義母・クラリスの元でブリタニア人として暮らしアッシュフォード学園に通っている。
ブリタニア人として振る舞う時は養母のガーフィールド、黒の騎士団内では実父の百目木（どうめき）の姓を使う。ディゼルは実母の姓。
スパイとしてブリタニア軍に入り、KMFの操縦技術が認められスザクと同じ特別派遣嚮導技術部に配属される。その立場から重要情報を入手しやすくなり軍の動向を逐一黒の騎士団に提供している。ブラックリベリオンではブリタニアでも黒の騎士団でもない正体不明のKMFを撃退した功績により爵位を授けられる。
ゼロレクイエムに際してはルルーシュの味方となり、ディゼルインダストリー代表の地位を得た。
クラリス・ガーフィールド
声 - 田所あずさ
主人公の義母。
カーリー・ディゼル
声 - 髙橋ミナミ
ブリタニア上級貴族ディゼル家の当主。主人公の叔母に当たる。ディゼルインダストリー代表を務める才女。
差別主義の国是に染まった典型的なブリタニア貴族で、ブリタニア人以外の人種を「サル」「ブタ」などと呼んで、完全に見下している。それ故に妹のヴァニエラ（主人公の母）がイレヴンの男と結婚したことを快く思っていない。しかし主人公に対してはある種の執着を見せる。
ジョアンナ・クシュナー
声 - 石上静香
カーリーの女性秘書。カーリーに心酔しており、彼女とは肉体関係もある腹心。
サファイア・カラス
声 - 大関英里
ブラックリベリオンで壊滅した黒の騎士団残党を討伐する特殊部隊「ブルーバロンズ」の隊長。

### 『グランブルーファンタジー』の関連人物
『グランブルーファンタジー』と「コードギアス」とのコラボイベント「蒼穹に散るゼロ」に登場したキャラクター。設定面に関してはサンライズによる監修が入っている。『グランブルーファンタジー』の固有の用語については該当記事を参照。
デルフィナ・アンヘル
声 - 七瀬彩夏
ギアス嚮団に引き取られて育った孤児。嚮団嚮主V.V.と契約し「範囲内にいる人間の心を読む」ギアスを得る。そのギアスを利用して諜報員として活動していた。任務で出会ったカルメンを「姉さん」と呼んで慕っており、カルメンの妹・ルイーナを押しのけて本物の妹になりたいと執着するようになる。
クロヴィス殺害事件の際にカルメンとルイーナが純血派から犯人として疑われた際、疑いを晴らさなければ殺されるとギアスによって知っていながら、上記の執着を理由にルイーナを助けなかった。しかしその結果カルメンは妹を殺されたショックで豹変、自身を妹と認めることはなかった。
その後、ルイーナが起こした実験中の事故によって空の世界（『グランブルーファンタジー』の世界）へと転移した際、カルメンは完全に精神崩壊を起こす。たとえ妹として認められなくても、カルメンのために復讐を自身が完遂すると決意する。
カルメン
声 - 行成とあ
戦争によって妹のルイーナ共々孤児となり、さらに足に後遺症が残り、松葉杖や車椅子なしでは生活ができない体になる。そこをブリタニアに拾われ、ギアス嚮団の研究者となる。優秀な研究者で、護衛任務で派遣されたデルフィナに実の妹のように優しく接する人格者だった。
しかしある日、クロヴィスがバトレーたちを使ってC.C.およびギアスの研究をしていると知ったV.V.の指示により、エリア11に密偵として送られるが、折悪しくゼロによるクロヴィス暗殺事件が発生。純血派から暗殺事件の責任を問われ、自身はデルフィナの尽力により助かるも、最愛の妹ルイーナは処刑のような形で殺害される。それ以後、彼女は豹変。精神の均衡を失い、廃人寸前の状態となる。
その後は純血派から告げられた「全てはゼロが悪い」との言葉から、ゼロへの復讐心を燃やし、ジェレミアを利用した人体実験に没頭。しかし、その実験に使用していた装置と、空の世界側にいた磁場を司る星晶獣マグネシアの力が共鳴、その事故によってデルフィナと共に空の世界に飛ばされる。この時に頭に負った怪我が原因で彼女の精神は完全に崩壊する。
空の世界へと転移してからは、外見は窶れ果て、デルフィナの話に出てくるナナリーを自分の妹と誤認識するようになっていた。
ルイーナ
カルメンの妹で、戦争の後遺症で失明している。その後はブリタニアの研究者となったカルメンと共に生活していたが、ゼロによるクロヴィス暗殺の際、純血派の過激派から暗殺を防げなかった処罰として蹂躙された果てに殺された。